# Guerra civile spagnola
La guerra civile spagnola (in spagnolo Guerra civil española), nella storiografia italiana meglio nota come guerra di Spagna, fu un conflitto armato nato in conseguenza al colpo di Stato militare del 17 luglio 1936, che vide contrapposte le forze nazionaliste guidate da una giunta militare, contro le forze del legittimo governo della Repubblica Spagnola, sostenuta dal Fronte popolare, una coalizione di partiti democratici che aveva vinto le elezioni nel febbraio precedente.
Obbedendo a un piano prestabilito, la guarnigione militare di stanza nel Marocco spagnolo si era ribellata al governo della Repubblica, e nei tre giorni successivi un gran numero di unità militari al comando di cospiratori si sollevò anche sul territorio metropolitano, cercando di assumere il controllo di più vaste aree del paese e di saldarsi le une con le altre.
Il capo del governo, Santiago Casares Quiroga, incapace di trovare una soluzione alla crisi, si dimise due giorni dopo l'inizio del colpo di Stato a favore di Diego Martínez Barrio. Questi, messosi in contatto con il generale Emilio Mola, il principale artefice del golpe, fu informato dallo stesso che i cospiratori non intendevano neppure parlare di una soluzione pacifica, manifestando così la volontà di dare inizio a una spietata guerra civile se il golpe non avesse avuto pieno successo.
Martínez Barrio si dimise quello stesso 20 luglio, ma il colpo di Stato non ebbe l'esito sperato; Madrid, Barcellona, Bilbao, Valencia e Malaga, nonché le aree più industrializzate e ricche della Spagna, i Paesi Baschi, la Catalogna e le Asturie, rimasero sotto controllo delle forze fedeli al governo, mentre le forze nazionaliste controllavano le zone rurali della Castiglia, le zone montuose della Navarra e gran parte dell'Andalusia con la sua capitale Siviglia, unica grande città nelle mani degli insorti grazie all'azione del generale Gonzalo Queipo de Llano. Il nuovo governo di José Giral decise così di distribuire le armi al popolo, che in diverse località combatté efficacemente contro gli insorti, mentre sotto il profilo militare la sollevazione (alzamiento nel lessico militare spagnolo) delle forze nazionaliste presentava molte problematiche legate al mancato appoggio di buona parte dell'esercito metropolitano, che continuò a rimanere fedele alla Repubblica, privando i ribelli della superiorità numerica che avrebbe loro consentito di avere ragione delle forze popolari.
Sulla carta dunque si trovarono contrapposte forze più o meno della stessa proporzione, tuttavia i nazionalisti potevano contare sulla decisiva totalità dell'Armata d'Africa, il fulcro dell'esercito spagnolo, integrata dalle Fuerzas Regulares Indígenas marocchine comandate da ufficiali spagnoli, gli africanistas, tra i quali emerse rapidamente il generale Francisco Franco. L'armata stanziata in Africa ebbe bisogno di alcune settimane per trasferirsi sul territorio spagnolo, tempo in cui le forze repubblicane poterono coordinarsi e rinforzarsi; in tal modo l'alzamiento si trasformò in una logorante guerra civile che sconvolse il paese per quasi tre anni, fino al marzo 1939, quando Francisco Franco - che nel frattempo assunse la guida politica e militare di tutte le forze nazionaliste - entrò nella capitale Madrid, sancendo la fine della guerra civile e dando inizio a una repressione politica che si protrarrà per molti anni.
La fine del conflitto sancì contemporaneamente l'inizio della lunga dittatura oppressiva di stampo fascista del generale Franco, che durò fino al 1975, terminando con l'avvio della transizione democratica. Nella Spagna franchista i sindacati furono messi fuori legge; venne attuata una divisione classista dove braccianti e operai furono mantenuti in condizioni miserevoli a favore dei ricchi possidenti terrieri e dei dirigenti d'industria; gli scioperi furono vietati; migliaia di repubblicani furono imprigionati e costretti ai lavori forzati, mentre nelle campagne il regime di Franco si impegnò a restaurare la struttura sociale tipica dell'ancien régime, dove il potere era in mano all'aristocrazia terriera e alla Chiesa cattolica.
A livello internazionale la guerra civile spagnola riuscì a catalizzare le simpatie della sinistra e della destra in Europa e nelle Americhe, nonostante la storia della Spagna fosse rimasta costantemente slegata da quella del continente nei secoli precedenti, per poi tornare una nazione periferica e isolata per tutta la durata del regime franchista. Dal 1936 al 1939 però la Spagna divenne il simbolo di una lotta globale dove da una parte vi era la sinistra e la giustizia sociale, e dall'altro lo schieramento della reazione, ispirato dalla Chiesa cattolica, dalle forze monarchiche e di destra, che si opponevano alle riforme sociali. A molti, in Inghilterra e in Francia, e persino negli Stati Uniti, questo conflitto apparve come una "lotta chiara e netta fra il bene e il male".
Questo conflitto coinvolse vecchie e nuove potenze internazionali, soprattutto Regno Unito, Francia, Germania, Italia e Unione Sovietica, che direttamente o indirettamente si confrontarono nelle vicende spagnole, sia a livello diplomatico, sia con un sostegno concreto in uomini e armi alle due fazioni. Nonostante la politica di appeasement proposta da Regno Unito e Francia, che si proponeva di evitare qualsiasi ingerenza nel conflitto - ma che di fatto favorì le forze nazionaliste - le altre tre potenze fornirono grossi quantitativi di armi e uomini alle parti in lotta: l'Italia fascista e la Germania nazista ebbero un peso determinante a favore della causa nazionalista, mentre l'Unione Sovietica si impegnò a fornire armi alla Repubblica.
Allo stesso tempo migliaia di volontari spinti dagli ideali di libertà e democrazia si recarono a combattere in Spagna nelle file dei repubblicani, dando vita alle Brigate internazionali, che comprendevano uomini di circa cinquanta nazionalità diverse, i quali diedero un importante contributo militare e morale alle forze armate repubblicane, ottenendo allo stesso tempo risalto internazionale, dovuto alla militanza e all'appoggio dato loro da decine di intellettuali antifascisti.

## Contesto storico
La guerra civile ha radici molto lontane nella storia di Spagna. Quello del 1936-1939 fu il quarto conflitto intestino in cento anni, e in questo periodo sul territorio spagnolo andarono a definirsi ragioni strutturali, sociali e politiche che con un processo graduale portarono a una divisione in due blocchi sociali grossolanamente antagonisti.
La guerra civile rappresentò il culmine di una serie intermittente di lotte fra le forze riformiste e quelle reazionarie che avevano caratterizzato la scena spagnola dal 1808, anno in cui ci fu una prima rivolta spontanea a causa dell'occupazione francese, repressa nel sangue da Gioacchino Murat con l'appoggio dell'aristocrazia spagnola che si era rapidamente schierata a fianco dell'occupante.
Per lunghi periodi le forze reazionarie utilizzarono il potere politico e militare per soffocare il progresso sociale, ai quali seguirono inevitabilmente moti di carattere rivoluzionario. A più riprese la Spagna aveva tentato di adeguare la realtà politica alla realtà sociale, introducendo riforme radicali, specie in campo agrario, e una diversa distribuzione della ricchezza. Ogni volta la reazione rispose cercando di rimettere indietro l'orologio e ristabilire i tradizionali equilibri di potere sociale ed economico. I vari movimenti riformisti finirono tutti soffocati: quello del 1856 dal generale Leopoldo O'Donnell; quello del 1874 dal generale Manuel Pavía, che rovesciò la Prima Repubblica nata meno di due anni prima a seguito dell'abdicazione di Amedeo I di Spagna per restaurare il trono dei Borbone con il re Alfonso XII; e quello del 1923 dal generale Miguel Primo de Rivera.
La costituzione scritta nel 1874 dal conservatore Antonio Cánovas del Castillo - che rimase in vigore fino al 1931 - legittimava di fatto la repressione dei latifondisti nei confronti dei braccianti e dei contadini, i quali erano costretti a votare quello che il padrone comandava. Il braccio armato dei latifondisti erano dei caporioni politici, i caciques, i quali oltre a falsare le votazioni, sguinzagliavano bande armate nelle campagne per soggiogare i contadini La corruzione politica ed economica imperversava in tutto il paese, i tribunali erano corrotti fino alle preture di villaggio, e per i poveri era difficile avere giustizia, mentre le deboli classi mercantili e manifatturiere e gli industriali del Nord non avevano la forza di intaccare il monopolio politico dell'oligarchia agraria. Nel frattempo la Spagna proseguì arrancando, senza conoscere la rivoluzione borghese classica che altrove frantumò le strutture dell'ancien régime: il potere della monarchia, dell'aristocrazia terriera e della Chiesa rimase quasi intatto fino agli anni trenta. Il 14 aprile 1931, quando fra scene di giubilo si insediò la Seconda Repubblica spagnola, ben pochi spagnoli - tolte le frange estreme di destra e sinistra, i cospiratori monarchici e gli anarchici - pensavano che l'unica soluzione ai problemi potesse essere la violenza.

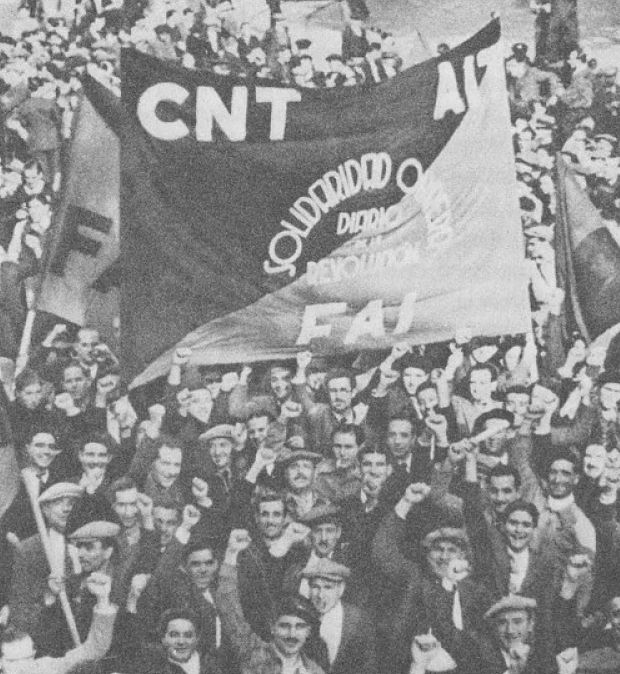
Manifestazione della FAI/CNT a Barcellona negli anni '30

A rappresentare gli interessi degli agrari erano due partiti monarchici le cui divergenze politiche erano minime, il conservatore e il liberale: il primo aveva i suoi elettori soprattutto tra i viticoltori e gli olivicoltori del Sud, il secondo era espressione dei cerealicoltori del Centro. La borghesia industriale del Nord rimaneva scarsamente rappresentata. Liberali e conservatori si alternavano al governo, le votazioni si basavano su un sistema collaudato di brogli, e di fatto la politica diventò una sorta di «minuetto cui partecipava soltanto una piccola minoranza privilegiata».
Nel mentre il resto della popolazione viveva in condizioni di povertà: all'inizio del XX secolo la prospettiva di vita era di appena trentacinque anni, come ai tempi di Ferdinando e Isabella; l'analfabetismo era al 65%; due terzi della popolazione attiva (circa cinque milioni di persone) lavoravano nei campi, dove le condizioni lavorative erano miserevoli, mentre industria e miniere fornivano solo il 18% dei posti di lavoro.
Questa simmetria politica andò in frantumi allo scoppio della prima guerra mondiale; la neutralità poneva la Spagna in una posizione privilegiata che permise di esportare prodotti agricoli e minerari in tutti i paesi belligeranti, creando le basi per quello che sembrava un miracolo economico. Questa prosperità portò alla nascita di nuove imprese e posti di lavoro, la bilancia dei pagamenti consentì un aumento sensazionale delle riserve auree, e parallelamente si ebbe un significativo aumento delle nascite, che avrebbe avuto il suo effetto proprio vent'anni dopo. Ma con la fine della guerra terminò anche il miracolo economico, e la disoccupazione tornò a salire assieme al risentimento sociale, e mentre gli industriali poterono accumulare enormi profitti, gli operai risentirono dell'inflazione galoppante; fra il 1913 e il 1918 i prezzi raddoppiarono, mentre i salari aumentarono del 25%.

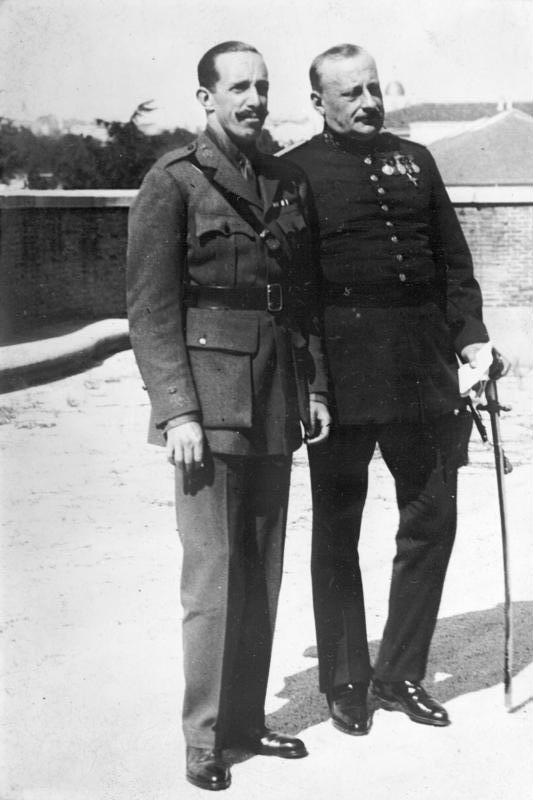
Il dittatore Miguel Primo de Rivera con Alfonso XIII nel marzo 1930

Gli equilibri all'interno dell'élite economica però subirono alcune modifiche già durante la guerra: gli agrari continuavano ad avere una posizione preminente, ma ora gli industriali non erano più disposti a tollerare una posizione politica subordinata. Gli industriali baschi e catalani finanziarono due movimenti regionalisti, il Partido Nacionalista Vasco (PNV) e la Lliga Regionalista, la cui spinta riformatrice incontrò il disperato bisogno di cambiamento del proletariato che con la guerra si era riversato nelle grandi città e ora pativa la fame.
Mentre industriali e operai premevano per un cambiamento, gli ufficiali dell'esercito protestavano per gli stipendi bassi e il sistema corrotto, così nel 1917 per un istante operai, capitalisti e militari si trovarono a marciare assieme per ripulire la politica spagnola e mettere finire al caciquismo. Ma ognuna delle fazioni aveva interessi differenti, e le contraddizioni al loro interno permisero al governo del conservatore Eduardo Dato Iradier di sfruttare la situazione. Prima di tutto furono approvate le richieste dei militari, così quando i due maggiori sindacati spagnoli, i socialisti dell'Unión General de Trabajadores (UGT) e gli anarchici della Confederación Nacional del Trabajo (CNT), indissero uno sciopero generale, l'esercito fu ben felice di difendere il governo e reprimere gli scioperi. Gli industriali quindi, allarmati dall'idea che gli operai scendessero ancora in piazza e allettati dalle promesse di Dato, nel 1918 entrarono in un governo di coalizione nazionale a fianco di conservatori e liberali, accantonando ogni istanza riformista per timore delle classi subalterne. La Spagna del 1917 quindi si divise nettamente fra due gruppi ostili fra loro: da un lato operai e braccianti, dall'altro proprietari terrieri e industriali.
In quel momento anarchismo e socialismo acquisirono rapidamente influenza tra la popolazione urbana e agraria; l'UGT e il CNT salirono rispettivamente a 160000 e 700000 iscritti nel 1919, mentre il piccolo partito socialista, il Partido Socialista Obrero Español (PSOE), salì a 42000 iscritti. Solo i piccoli possidenti non si erano ancora apertamente schierati, ma il loro partito di riferimento, il gruppo cristiano-sociale che univa le piccole Federazioni cattoliche delle campagne, l'Asociación Católica Nacional de Propagantistas (ACNP) di Ángel Herrera Oria, grazie a finanziamenti dei ricchi agrari contribuì a non far cadere tra le braccia del socialismo i piccoli proprietari terrieri, spingendoli lentamente nella coalizione delle forze conservatrici.
Per quanto gli agrari riuscissero a mantenere lo status quo, il triennio 1918-1921 fu contraddistinto da molti disordini, con sollevazioni operaie organizzate soprattutto dagli anarchici, in Andalusia e Barcellona. Re Alfonso XIII (salito al trono nel 1902) per placare i disordini autorizzò violente rappresaglie contro i sindacati, e la spirale di violenza che ne scaturì portò all'uccisione di 21 sindacalisti e di Eduardo Dato nel marzo 1921. Nel luglio successivo inoltre si aprì una grave crisi interna quando l'esercito spagnolo subì una pesante sconfitta in Marocco. Il 20 luglio dello stesso anno il generale Manuel Fernández Silvestre subì un'imboscata ad Annual da parte di tribù marocchine comandate da Abd el-Krim, perdendo circa 14 000 uomini. In Spagna la reazione fu aspra: venne incaricata una commissione d'inchiesta, ma il nuovo capitano-generale della Catalogna, Miguel Primo de Rivera, il 23 settembre 1923 fece un pronunciamento nominandosi dittatore; Alfonso XIII cedette al golpe e venne nominato capo dello Stato. Il generale proclamò subito lo stato di guerra per reprimere sul nascere ogni sciopero o disordine, e in quanto connivente con i magnati dell'industria tessile catalana e figlio di agrari del sud, mise fuori legge il movimento anarchico e strinse un patto con la UGT, cui concesse il monopolio sindacale.
Primo de Rivera avviò subito un massiccio programma di opere pubbliche e infrastrutturali, favorendo notevolmente la borghesia spagnola. Ma l'incapacità di Primo de Rivera di sfruttare l'andamento economico e costruire un sistema politico alternativo alla decrepita monarchia lo portarono ad alienarsi le simpatie dei borghesi che in origine l'avevano sostenuto. Industriali, agrari ed esercito per diversi motivi non ebbero più fiducia nel dittatore, il quale rassegnò le dimissioni alla fine di gennaio del 1930.

## La nascita della Seconda Repubblica

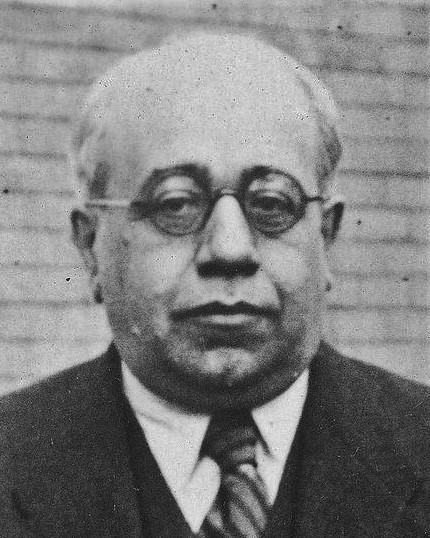
Manuel Azaña

A quel punto tornare al sistema politico precedente era impensabile, oltre al discredito di cui godeva già prima del pronunciamento, i protagonisti di quel periodo erano ormai anziani, mentre il risentimento verso Alfonso XIII, che aveva tradito la Costituzione nel 1923, aveva lasciato il segno nella società. Il re si rivolse quindi a un altro generale, Dámaso Berenguer, che istituì una nuova dittatura militare cercando una soluzione che permettesse il ritorno alla monarchia costituzionale, ma il suo potere fu minato da complotti repubblicani, dalle agitazioni operaie e dalla sedizione dell'esercito. I giovani militari di destra cresciuti sotto la dittatura di Primo de Rivera si erano ormai arroccati dietro l'idea che l'unica soluzione fosse una monarchia militare, e tramarono anch'essi contro Berenguer. L'atteggiamento dei militari rispecchiava la speranza di ampi settori delle classi agiate, cioè che sacrificando il re si potesse arginare il desiderio di cambiamento della borghesia progressista e della sinistra.
Alle elezioni amministrative di aprile 1930 i socialisti e repubblicani riportarono una vittoria schiacciante nelle città, mentre i monarchici e la destra si aggiudicarono i seggi rurali dove lo strapotere dei capi locali era rimasto intatto.
Di fronte alla dubbia lealtà dell'esercito e della Guardia Civil, il re su consiglio dei suoi collaboratori decise spontaneamente di andare in esilio anziché rischiare di essere cacciato con la forza. La nuova Repubblica ereditò una situazione di guerra sociale intermittente, i conflitti del periodo 1918-1921, il risentimento per la dittatura di Primo de Rivera e l'odio dei braccianti nei confronti dei magnati della terra covavano ancora sotto la cenere. La nascita della Seconda Repubblica venne percepita dai ceti privilegiati come una minaccia mentre risvegliò enormi attese nei ceti più umili. Le pressioni a cui fu sottoposta furono fin da subito molto pesanti.

### Il biennio repubblicano
Dopo un anno di governo provvisorio presieduto dal monarchico Niceto Alcalá-Zamora e del conservatore Miguel Maura, che rappresentavano una sorta di rassicurazione per le classi agiate, alle elezioni dell'aprile 1931 la coalizione di centro sinistra, con i socialisti del PSOE del sindacalista dell'UGT Francisco Largo Caballero e del moderato di centro-sinistra Indalecio Prieto, assieme ai radicali di Alejandro Lerroux, colse una grande vittoria mettendo in allarme le forze reazionarie. Il 14 aprile 1931 fu ufficialmente proclamata la Seconda Repubblica Spagnola, ma il nuovo governo della Repubblica Spagnola nacque sotto una cattiva stella. La situazione internazionale dopo il crollo di Wall Street del 1929 era tutt'altro che propizia, e oltre a ereditare gli errori economici commessi da Primo de Rivera, la Repubblica dovette fin da subito fronteggiare i tentativi della destra di rovesciare il suo governo.
Il nuovo governo attuò nuove riforme e confermò alcune di quelle avviate durante il periodo di governo provvisorio.
Tra quelle che fecero più allarmare la destra ci furono la riforma dell'esercito, che cercando di sfoltire il pletorico corpo ufficiali e rendere più dinamiche le forze armate, rischiava di far annullare alcune delle generose promozioni concesse durante la non esaltante campagna in Marocco; la riforma agraria in cui si imponeva agli agrari di assumere braccianti del luogo per evitare che utilizzassero manodopera estera o crumiri, definiva la giornata lavorativa di 8 ore e imponeva la coltivazione forzata dei possedimenti per impedire che i prezzi fossero troppo alti; e infine la riforma ecclesiastica, che metteva fine ai generosi sussidi statali alla Chiesa, proclamava la libertà di culto e imponeva la nazionalizzazione degli enormi possedimenti terrieri della Chiesa a favore dei braccianti senza terra.

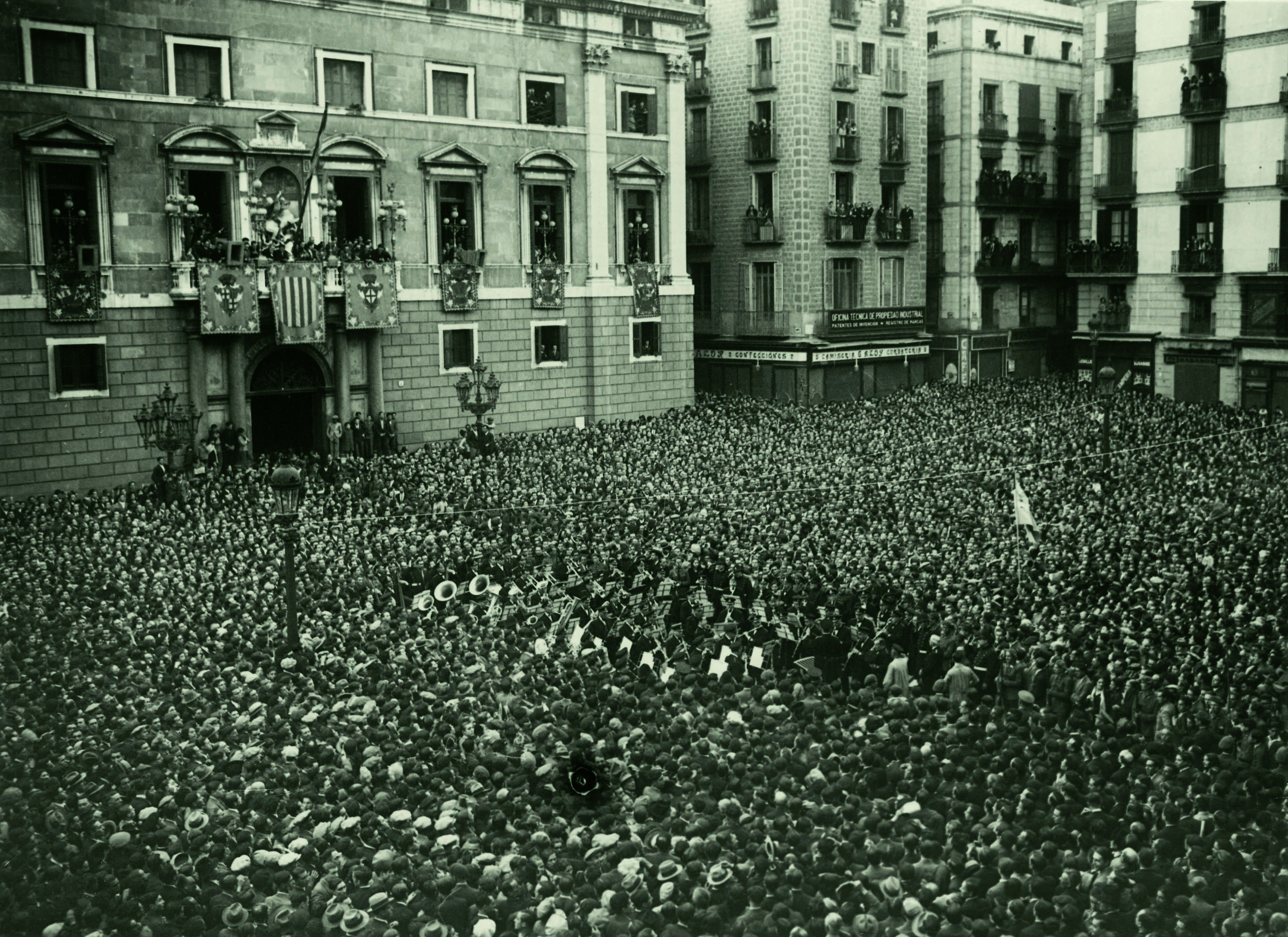
Proclamazione della Seconda Repubblica in piazza Sant Jaume, Barcellona, 14 aprile 1931

Nel frattempo le Cortes si riunirono per dotare la Spagna di una nuova Costituzione, ma per sopravvivere la Repubblica avrebbe dovuto prima di tutto cercare un modo per aumentare i salari e diminuire la disoccupazione. In piena crisi economica globale però tali conquiste sembravano improbabili per un paese arretrato e fondamentalmente in mano ai latifondisti. Braccianti e operai riuscivano a malapena a sopravvivere, e piombarono in un clima di tensione rivoluzionaria che fu difficile controllare, nel mentre le classi abbienti accumulavano ricchezza che trasferivano all'estero, creando una grave fuga di capitali che peggiorò le finanze nazionali. Il governo si trovò dunque in un bivio: accogliere le richieste delle classi inferiori espropriando le terre, creando il pretesto all'esercito per intervenire e rovesciare la Repubblica, oppure reprimere le agitazioni per tranquillizzare le classi abbienti e perdere il sostegno della classe operaia.
La coalizione repubblicano-socialista tentò una strada mediana che scontentò tutti. La commissione per la riforma agraria precedette la lottizzazione dei possedimenti maggiori di 56 acri e non prese alcun provvedimento per i piccoli proprietari terrieri. Di fatto gli espedienti che utilizzavano gli agrari per non dichiarare la reale estensione dei raccolti, le moltissime eccezioni alla legge e il fatto che il governo in pratica non aveva alcun potere nelle sperdute località del Centro e del Sud, fecero sì che la riforma non portò alcun vantaggio per i contadini. I sindacati anarchici, soprattutto la Federación Nacional de Trabajadores de la Tierra (FNTT) e la CNT (sempre più egemonizzata dalla Federación Anarquista Ibérica - FAI, un'organizzazione segreta che si premuniva di mantenere la purezza ideologica del movimento) fuori dal governo, proclamarono decine di scioperi che spesso venivano repressi nel sangue. Ciò non fece altro che radicalizzare gli anarco-sindacalisti che contavano ben 1,58 milioni di iscritti, e vedevano nella Repubblica un nemico del tutto simile alla destra.

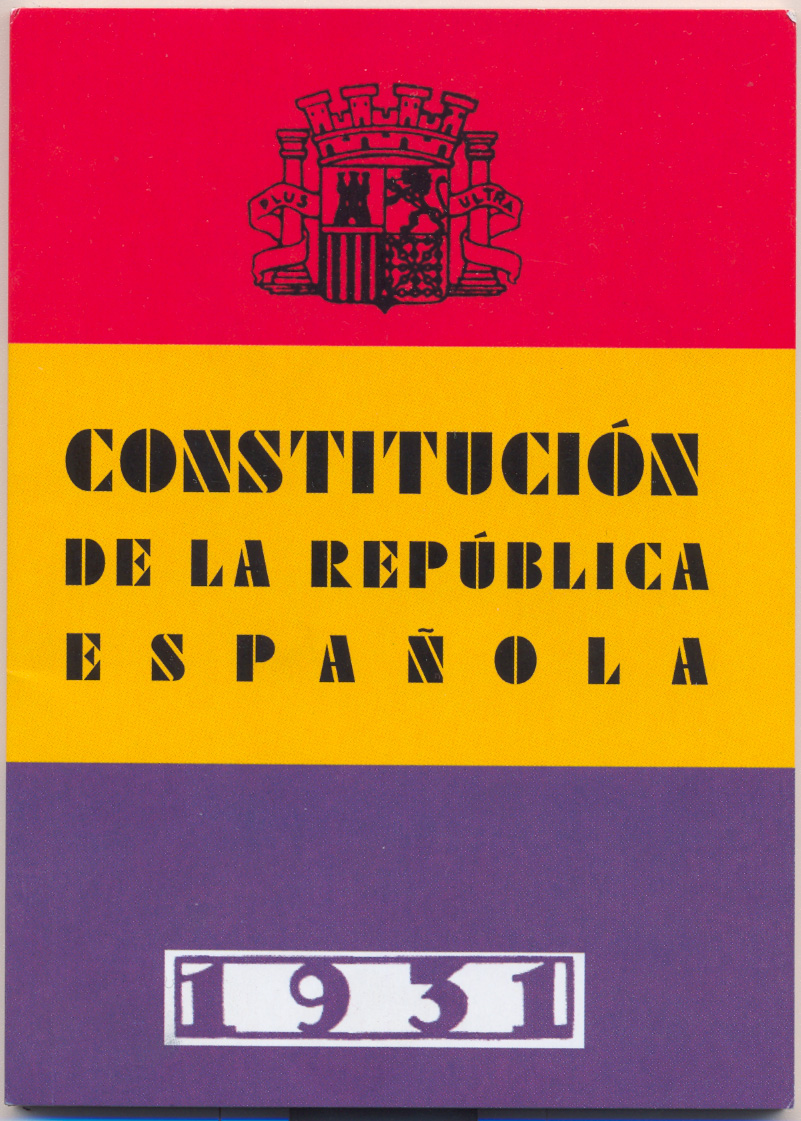
Frontespizio della carta costituzionale spagnola del 1931

Il 27 agosto 1931 il socialista Luis Jiménez de Asúa presentò la nuova Costituzione che all'articolo 1 recitava «La Spagna è una repubblica di lavoratori di tutte le classi sociali», che venne approvata definitivamente il 9 dicembre; era democratica, laica, riformatrice e liberale in materia di autonomia regionale e ciò era in netto contrasto con la visione conservatrice e reazionaria del ceto benestante, del clero e dell'esercito. L'opposizione delle classi conservatrici si concentrò sugli articoli 26, 27 e 44, i primi riguardavano i tagli ai finanziamenti al clero, dato che la Repubblica considerava vitale liberarsi dalla «presa» che la Chiesa esercitava su molti settori della società, e prevedevano lo scioglimento degli ordini religiosi. Il secondo in merito all'esproprio delle terre, dichiarava che solo le terre incolte potevano essere assegnate ai contadini, nel rispetto della proprietà privata. Le forze reazionarie però interpretarono questi articoli come attacchi diretti ai valori tradizionali: le gerarchie ecclesiastiche si consideravano perseguitate, gli agrari erano terrorizzati da una possibile redistribuzione della ricchezza e i militari di conseguenza iniziarono a mobilitarsi per rovesciare la Repubblica.
Lo statuto di autonomia catalana fu poi un altro motivo di contrasto con l'esercito. La Generalitat, come era chiamato lo statuto, fu considerato dall'esercito e dai conservatori come un attacco all'unità nazionale. Gli ufficiali indignati e i monarchici iniziarono dunque a cospirare con l'intento di persuadere il generale José Sanjurjo che il paese era sull'orlo dell'anarchia.
Nell'ottobre 1931 Zamora e Maura rassegnarono le dimissioni, e Manuel Azaña Díaz, salito alla ribalta durante la stesura della Costituzione, divenne primo ministro con Zamora presidente della Repubblica. Il radicale Lerroux, che ambiva al posto di primo ministro, venne escluso dall'incarico a causa della corruzione che caratterizzava il suo partito e irritato per questo, passò nel fronte delle destre. Azaña dunque si trovò sempre più dipendente dal partito socialista. A livello nazionale le forze di destra si divisero in due ampi gruppi noti come «accidentalisti» e «catastrofisti»; i primi guidati da José María Gil-Robles, che unì le varie Federazioni cattoliche agrarie fino ad allora rappresentate dall'ACNP in una nuova formazione politica di Acción Popular, adottarono una linea legalitaria conquistando alle elezioni alcuni seggi. I secondi invece attuarono un'opposizione radicale alla Repubblica, che ritenevano dovesse essere abbattuta con una grande insurrezione. Le più importanti frange «catastrofiste» erano: i Carlisti di Manuel Fal Conde, che raggruppavano antimodernisti fautori della teocrazia, forti nella Navarra e dotati di una milizia fanatica, il Requeté; i monarchici alfonsini di Antonio Goicoechea, che con il loro quotidiano Acción Española e il loro partito Renovación Española finanziavano l'estrema destra spagnola; e la formazione dichiaratamente fascista della Falange Española guidata da José Antonio Primo de Rivera (figlio del dittatore Miguel Primo de Rivera), finanziata direttamente da Benito Mussolini, che rappresentò il braccio armato delle forze monarchiche, cattoliche e di estrema destra.

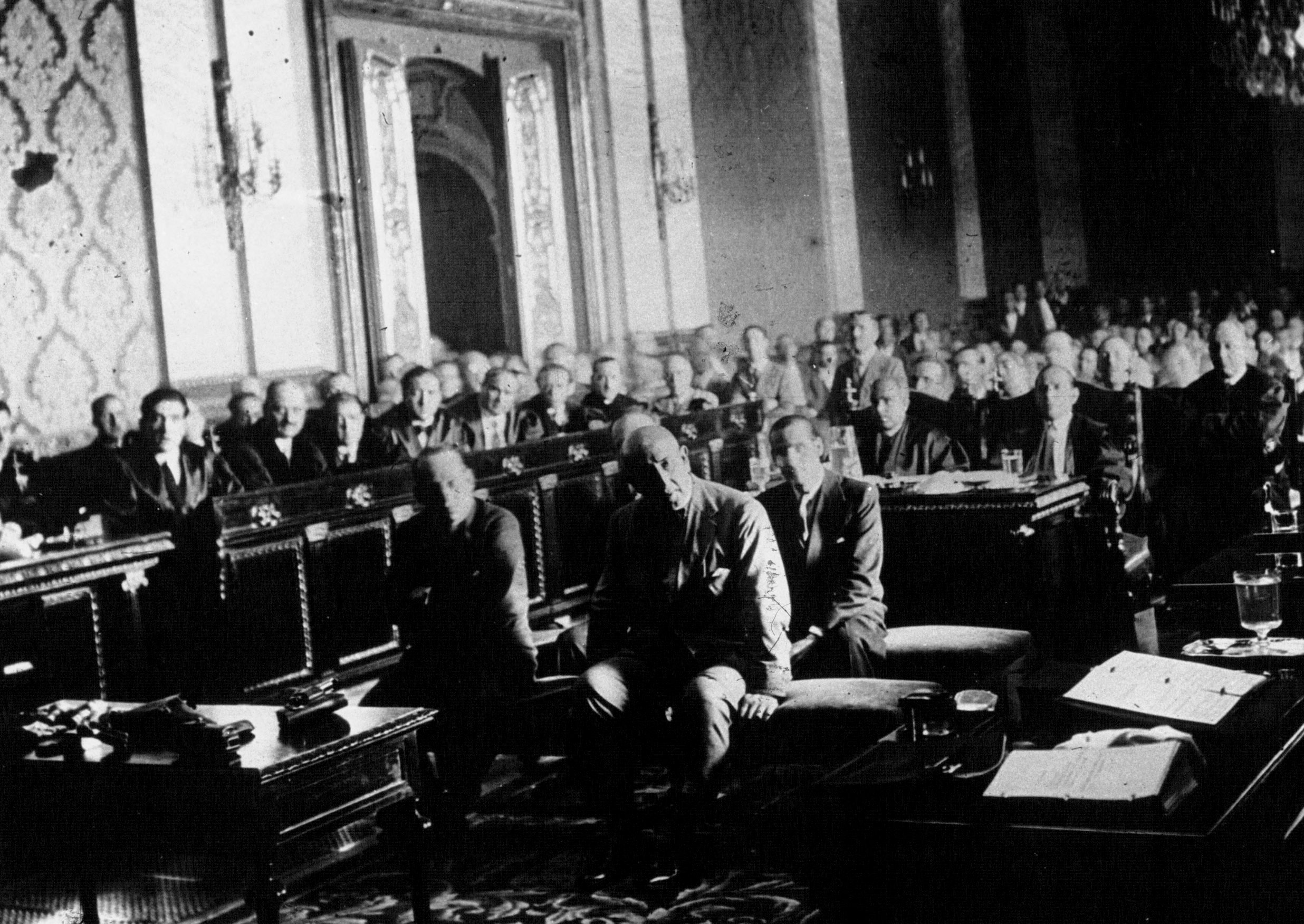
Il generale Sanjurjo a processo dopo il fallito colpo di Stato. Inizialmente condannato a morte venne in seguito esiliato in Portogallo, dove successivamente entrò in contatto con i cospiratori del 1936

In una situazione precaria Sanjurjo entrò in azione il 10 agosto 1932: il suo colpo di Stato, effettuato senza adeguata preparazione, fu facilmente neutralizzato, e sollevò un'ondata di simpatie filorepubblicane. La Sanjurjada come finì per essere chiamata, aumentò il prestigio della Repubblica e allo stesso tempo svelò quando fosse grande l'ostilità dell'esercito e della destra estrema.
Nel frattempo nelle campagne la situazione continuava a degenerare nella violenza. Gli agrari tenevano incolti i campi, quattro braccianti su cinque erano disoccupati e vivevano soprattutto di elemosina, lavoro saltuario e con quanto offriva la fauna selvatica delle campagne. In molte località i contadini spazientiti per la lenta applicazione della riforma agraria occuparono le terre, a Barcellona, in Biscaglia e nelle Asturie si alternarono gli scioperi contro i licenziamenti e la diminuzione dei salari, in Andalusia gli operai sabotarono le macchine e rubavano i raccolti. La loro disperazione, esacerbata dall'aumento del prezzo del pane dovuto all'atteggiamento ostruzionista degli agrari, era tale che non poterono non rispondere agli appelli agli scioperi insurrezionali della CNT, i quali venivano regolarmente repressi con la violenza. Ciò venne sfruttato dalle destre per una campagna diffamatoria nei confronti della Repubblica, che veniva presentata incapace e sanguinaria tanto quanto i regimi precedenti, senza ovviamente dire che spesso erano militi della Falange a creare i disordini per far intervenire la Guardia Civil. Gli effetti sul morale della coalizione furono devastanti, e le violenze a livello locale si trasferirono nella politica, dove il PSOE e il nuovo raggruppamento di destra Confederación Española de Derechas Autónomas (CEDA) di Gil-Robles radicalizzarono lo scontro.

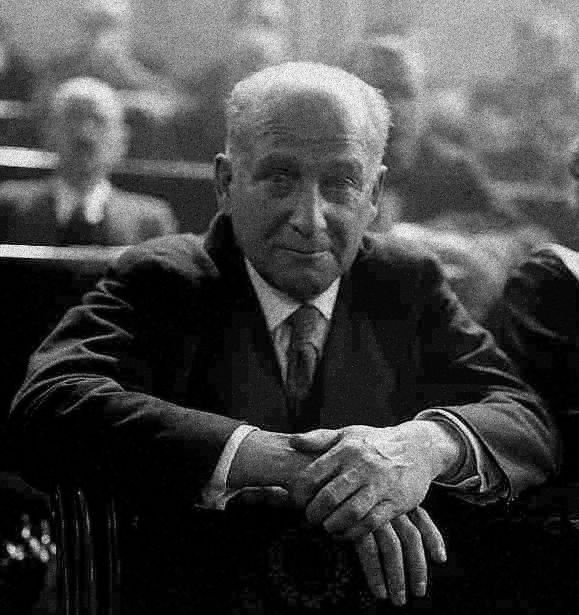
Francisco Largo Caballero

Dopo gli scontri fra scioperanti e forze dell'ordine che caratterizzarono il mese di gennaio 1933, a Madrid Gil-Robles dichiarò che solo il fascismo poteva essere una cura ai mali della Spagna. Queste dichiarazioni non fecero altro che rafforzare la convinzione dei socialisti che la CEDA fosse un embrione del fascismo, e Largo Caballero arrivò alla conclusione che la democrazia borghese non fosse in grado di impedire l'insorgere del fascismo in Spagna e spettava agli operai trovare altre forme di difesa.
La CEDA continuò per tutto il 1933 a rinfocolare gli animi, la fine della Repubblica di Weimar era sulla bocca di tutti, la destra cattolica plaudiva alla distruzione dei movimento socialista e comunista in Germania ad opera del Partito nazista e nel mentre i socialisti - spinti dalla loro base e dalla concorrenza anarchica - si dissociarono sempre più dalla coalizione repubblicana. Fu in questo clima incandescente che si andò alle urne nel novembre dello stesso anno.
Questa volta il centro-sinistra si presentò in ordine sparso, mentre la destra riuscì a organizzarsi grazie al lavoro di Gil-Robles, il quale riuscì a coalizzare i gruppi «accidentalisti» e «catastrofisti» sotto l'egida del CEDA, potendo inoltre contare sui cospicui aiuti finanziari dei ricchi agrari come Juan March. I socialisti dal canto loro si presentarono soli alle elezioni, ma non furono in grado di eguagliare la massiccia campagna elettorale del CEDA, e Largo Caballero entrò in contrasto con il moderato Indalecio Prieto. Il primo sosteneva che i delusi avrebbero votato in massa il PSOE, mentre Prieto sosteneva che il PSOE avesse dovuto conservare l'alleanza con i repubblicani di sinistra. Ma Caballero non tenne conto che la coalizione che vinse nel 1931 andava dai borghesi agli anarchici; ora invece i radicali e i borghesi erano con la destra mentre gli anarchici dopo gli scontri di gennaio propendevano per l'astensione.
I risultati delle elezioni furono un'amara delusione per il PSOE, che conquistò appena 58 seggi contro i 115 del CEDA e i 104 dei radicali di Lerroux. La destra conservatrice riconquistò dunque il potere statale e si mise immediatamente a smantellare le riforme del biennio precedente, e nel momento in cui il governo iniziò a spostare le lancette dell'orologio a prima del 1931, la rabbia popolare esplose.

### Il biennio nero
Nel biennio successivo, che divenne noto come bienio negro, la politica spagnola subì una brutale trasformazione. La coalizione di destra decisa a vendicare le offese subite, diede apertamente inizio al conflitto di classe; gli operai e i contadini portati alla disperazione dalle riforme inadeguate del 1931-1932 non potevano sopportare un governo determinato a cancellare quei piccoli tentativi di miglioramento della loro condizione di vita. L'indignazione dei militanti del PSOE crebbe quando si resero conto che a causa dei brogli e delle intimidazioni, con il loro milione e mezzo di voti avevano ottenuto 55 seggi mentre i radicali con 800000 voti ne presero 104, e così di fronte al sempre più acceso attivismo della sua base, Largo Caballero adottò il linguaggio dalla retorica rivoluzionaria nella speranza di impaurire la destra per limitarne la bellicosità, e allo stesso tempo persuadere Zamora a indire nuove elezioni.

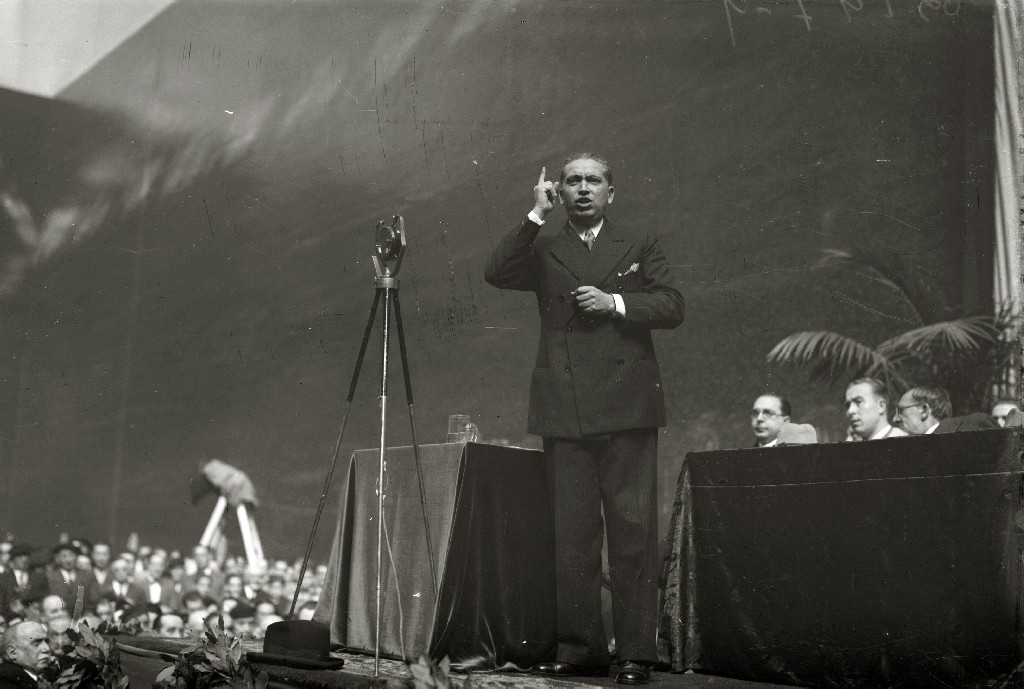
Il leader del partito monarchico Renovación Española, José Calvo Sotelo, durante un discorso a San Sebastián, 1935.

Pur non essendo disposto a tanto, Zamora ebbe l'accortezza di non affidare l'incarico all'incendiario Gil-Robles, perché sospettoso delle ambizioni di tipo fascista del leader del CEDA, bensì al radicale Alejandro Lerroux, che però non potendo fare a meno dei voti della CEDA ne divenne succube. Il successo della strategia «accidentalista» fu più che mai evidente e il «catastrofismo» fu temporaneamente accantonato.
Tuttavia l'area di estrema destra rimase perplessa da Gil-Robles, definito troppo moderato, e i movimenti estremisti iniziarono seriamente a prepararsi per una rivolta armata. I Carlisti di Fal Conde iniziarono ad addestrarsi e a reclutare volontari, mentre a marzo una delegazione di carlisti e monarchici di Renovación Española si recò da Mussolini, il quale promise denaro per l'insurrezione.
Nel maggio 1934 il leader storico e carismatico dei monarchici, José Calvo Sotelo, tornò in Spagna dopo tre anni d'esilio subentrando a Goicoechea, e i monarchici iniziarono una campagna di accuse contro Gil-Robles e a parlare di conquistare lo Stato per instaurare un nuovo regime autoritario e corporativo.
Sempre nell'area dell'estrema destra la Falange si fuse con il gruppo filonazista Juntas de Ofensiva Nacional-Sindacalista di Ramiro Ledesma Ramos, assumendo il nome di Falange Española de las JONS. La Falange da piccolo gruppo di fanatici nazionalisti che predicava il culto della violenza, divenne così una milizia ben armata che si rifaceva decisamente ai modelli nazifascisti.
La sinistra era perfettamente consapevole della situazione ed era decisa a non fare la fine di quella tedesca e austriaca. Gli scontri nelle piazze si moltiplicarono e gli atteggiamenti dei politici al governo non facilitavano certo le cose. Ad aprile 1934 Lerroux si dimise dopo il rifiuto di Zamora di firmare l'amnistia per i golpisti del 1932; Gil-Robles dichiarò senza mezzi termini che il suo scopo era modificare la Costituzione repubblicana e i giovani seguaci di Caballero, la Federación de Juventudes Socialistas (FJS), continuarono per tutto il 1934 a puntare ad una radicalizzazione dello scontro politico, impadronendosi quasi totalmente del PSOE e dell'UGT.
A marzo a Saragozza gli anarchici proclamarono quattro settimane di sciopero e il CEDA rispose con un enorme raduno, dove duecentomila giovani giurarono fedeltà a Gil-Robles al grido di «¡Jefe! ¡Jefe! ¡Jefe!». Un deputato del CEDA affermò che occorreva difendere la Spagna «dagli ebrei, dagli eretici, dai massoni, dai liberali e dai marxisti».
Minacciando poi di ritirare il suo appoggio al governo, Gil-Robles aprì diverse crisi di governo, e a ogni crisi Lerroux, sempre più aggrappato alla poltrona, costringeva i suoi deputati a defilarsi. Le aspirazioni autonomiste basche e catalane furono soppresse; a maggio, in vista della mietitura, la legge che obbligava ad assumere contadini del posto fu abrogata e gli agrari ingaggiarono manodopera portoghese e galiziana per ridurre le paghe dei locali. Per tutta l'estate la FNTT proclamò una serie di scioperi non violenti, e il nuovo ministro degli Interni Rafael Salazar Alonso non si lasciò sfuggire l'occasione per arrestare militanti liberali e di sinistra assieme a deputati socialisti. Diverse migliaia di contadini venivano caricati su camion e poi abbandonati a centinaia di chilometri di distanza dalle loro case, senza cibo né soldi. Ovunque furono chiuse le casas del pueblo e la FNTT rimase paralizzata fino al 1936. Salazar Alonso aveva di fatto riportato la situazione delle campagne agli anni Venti.

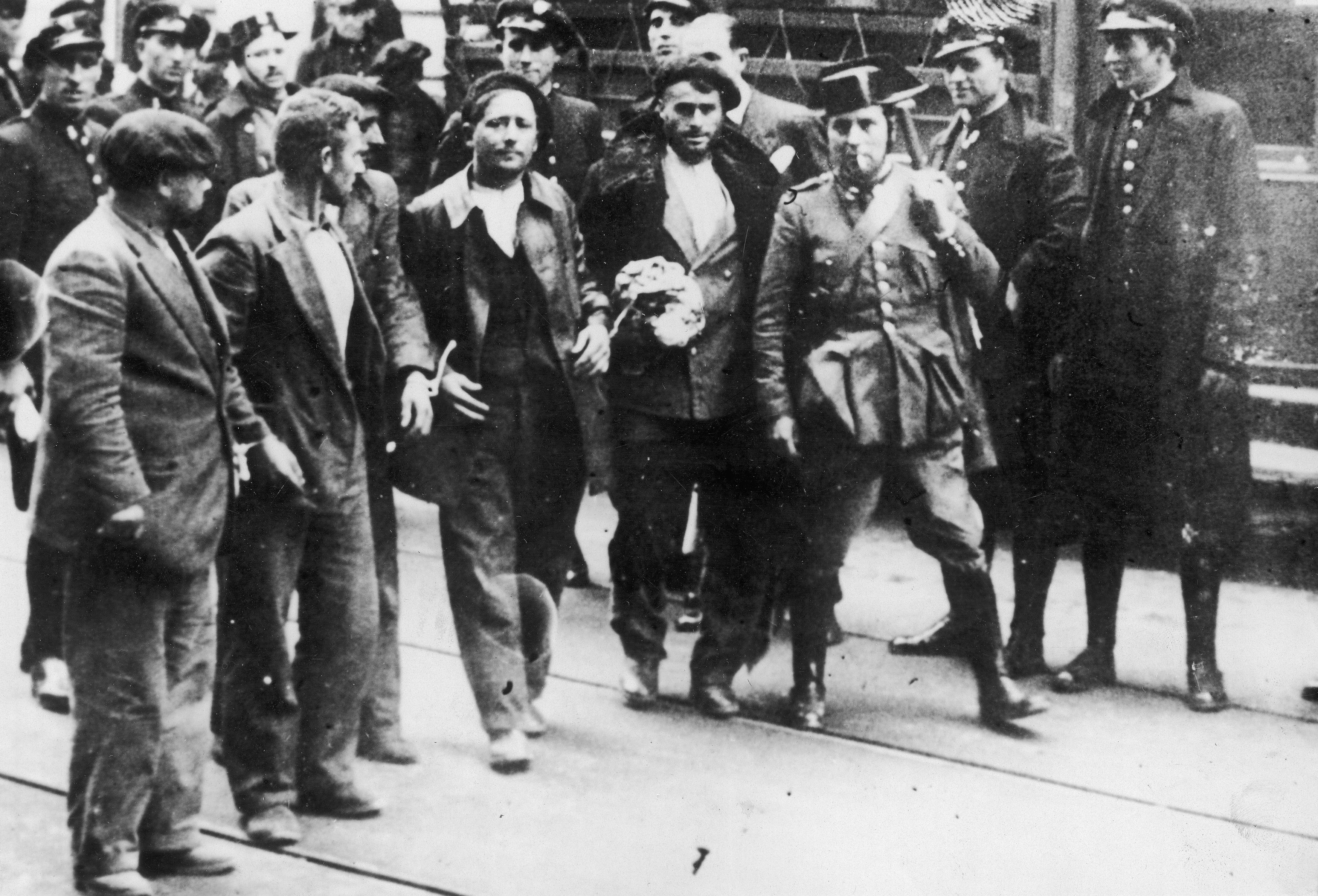
Lavoratori arrestati dalla Guardia Civil durante l'insurrezione delle Asturie

Il 3 ottobre fu formato il nuovo gabinetto Lerroux, evidentemente la minaccia di una rivoluzione non portò Zamora a indire nuove elezioni, così la UGT proclamò uno sciopero generale non violento, preavvisando il governo. Ciò consentì alle forze di polizia di arrestare i leader della classe operaia e stroncare lo sciopero sul nascere. Il governo proclamò la legge marziale e lo sciopero fallì ovunque, ad eccezione delle Asturie.
Lì la base del PSOE assieme al movimento rivoluzionario organizzato da UGT, CNT e ai comunisti insorsero spontaneamente sotto il nome di Alianza Obrera: i minatori organizzarono una comune rivoluzionaria, ma erano a corto di armi, e il generale Francisco Franco al comando della Legione spagnola soppresse nel sangue l'insurrezione.
Quella che passò alla storia come «la rivoluzione d'ottobre delle Asturie» ebbe come conseguenza diverse esecuzioni sommarie da parte dei rivoluzionari a danno dell'odiata Guardia Civil e di 34 sacerdoti inermi. Quando la Legione dei generali «africanisti» Franco, Yagüe e Varela iniziò a reprimere la rivolta, la situazione degenerò nel sangue.
La Legione si macchiò di crimini efferati senza risparmiare donne e bambini, e quando le città principali Gijón e Oviedo cessarono la resistenza, la Legione fucilò sommariamente centinaia di militanti di sinistra. Furono oltre 1 000 le esecuzioni sommarie e circa 30 000 gli arrestati, molti dei quali subirono torture.
L'insurrezione asturiana contrassegnò la fine della Repubblica e fu, secondo Gerald Brenan «la prima battaglia della guerra civile». La rivolta seminò il panico fra le classi agiate, e la repressione violenta convinse il movimento socialista che non era più il tempo delle mezze misure. Nei quindici mesi successivi il governo non fece nulla per placare gli animi che la repressione aveva suscitato. Il presidente catalano Lluís Companys - che durante la rivolta asturiana aveva dichiarato l'indipendenza della Catalogna - fu condannato a trent'anni di carcere, mentre la stampa sferrò una campagna intimidatoria contro Azaña, tentando invano di addossargli la colpa del tentativo di indipendenza catalano. A maggio 1935 Gil-Robles aprì una nuova crisi, e dal rimpasto uscì il nuovo gabinetto Lerroux con ben cinque cedisti, fra cui lo stesso Gil-Robles come Ministro della Guerra.
Gil-Robles epurò dall'esercito tutti gli ufficiali repubblicani e nominò sostenitori della destra: Francisco Franco divenne capo di Stato Maggiore, Manuel Goded ispettore generale e Joaquín Fanjul sottosegretario alla Guerra. Nel frattempo venne portata avanti la valida riforma di Azaña per l'esercito, che venne così motorizzato ed equipaggiato, rendendolo più moderno ed efficace in vista della guerra civile.

### Le nuove elezioni del 1936
Due gravi scandali all'interno del partito radicale scossero il governo, il quale cadde a fine 1935. Alcalá Zamora, che non credeva alla fede democratica di Gil-Robles indisse nuove elezioni per il febbraio 1936, e Gil-Robles furente iniziò a sondare il terreno in vista di un colpo di Stato, contattando Fanjul, Goded, Varela e Franco, ma tutti risposero che l'esercito non era ancora pronto. La destra, le cui casse erano piene, si coalizzò nel Frente Nacional Contrarrevolucionario, la cui campagna elettorale si ispirò ai manifesti di propaganda nazisti anti-marxisti, mentre la nuova coalizione di sinistra - il Frente Popular - impostò la sua campagna sulla minaccia del fascismo. La sinistra vinse di stretta misura, conquistando però una netta maggioranza alle Cortes.
Dal risultato delle urne la destra concluse che l'«accidentalismo» aveva fallito, e che la via più sicura per prendere il potere fosse quella «catastrofista»; l'esercito iniziò a complottare sul serio.
Lo scontro violento tra agrari e imprenditori contro gli operai e braccianti decisi di vendicarsi dei soprusi subiti nel bienio negro, radicalizzava sempre di più la scena politica, e nel mezzo il governo del Frente Popular debole e paralizzato - soprattutto a causa delle diverse visioni politiche dei leader all'interno della coalizione - non riusciva a venirne a capo. Le manifestazioni operaie per richiedere l'amnistia dei prigionieri politici del 1934 furono spesso accompagnate da disordini e atti vandalici contro le proprietà della Chiesa e dei ricchi, mentre i falangisti scorrazzavano nelle campagne e nelle città compiendo uccisioni e attentati, come quello a Largo Caballero e a Luis Jiménez de Asúa, che si salvarono.
Tra aprile e maggio gli eventi precipitarono: Azaña e Prieto tramarono per togliere di mezzo Zamora, che con il suo conservatorismo interferiva continuamente con l'operato del governo, e il 10 maggio il repubblicano Azaña venne eletto presidente della Repubblica e Prieto primo ministro. Prieto aveva già in mano un programma molto dettagliato di riforme e misure drastiche per contenere la destra, ma entrambi dipendevano dalla decisione di Largo Caballero - che deteneva il controllo in ampi settori del movimento socialista - il quale ingenuamente convinto che in caso di una rivolta della destra le masse operaie si sarebbero sollevate consegnando il potere al PSOE, non accettò di appoggiare il governo di Azaña. Demoralizzato, Azaña si dimise, e il governo fu affidato a Santiago Casares Quiroga.
Quiroga era un uomo debole e malato, e la sua unica soluzione agli scioperi e all'occupazione delle terre dei contadini, fu quella di inviare la Guardia Civil a difendere gli agrari.
La destra abbandonò il CEDA per affidarsi al combattivo monarchico José Calvo Sotelo, mentre Gil-Robles consegnò i fondi del suo partito al capo dei militari golpisti Emilio Mola, con la Falange imperversava nelle campagne per creare disordini che giustificassero l'avvento di un regime autoritario.
Scontri di piazza e attentati contro singole personalità politiche si susseguirono; in questo clima politico Prieto sembrava l'unico a capire che imporre dei mutamenti rivoluzionari avrebbe spinto definitivamente la borghesia nelle braccia dell'estrema destra, e occorreva un programma di riforme rapido ed efficace, mentre Largo Caballero soffiava sulla fiamma dell'insurrezione, profetizzando nei suoi discorsi il trionfo della rivoluzione della sinistra. Per questo Caballero acconsentì alla fusione dei movimenti giovanili socialista (JSE) e comunista (UJCE) in una Juventudes Socialistas Unificadas (JSU), ma i più dinamici comunisti presero rapidamente le redini del movimento e molti giovani socialisti entrarono in massa nel Partido Comunista de España (PCE).

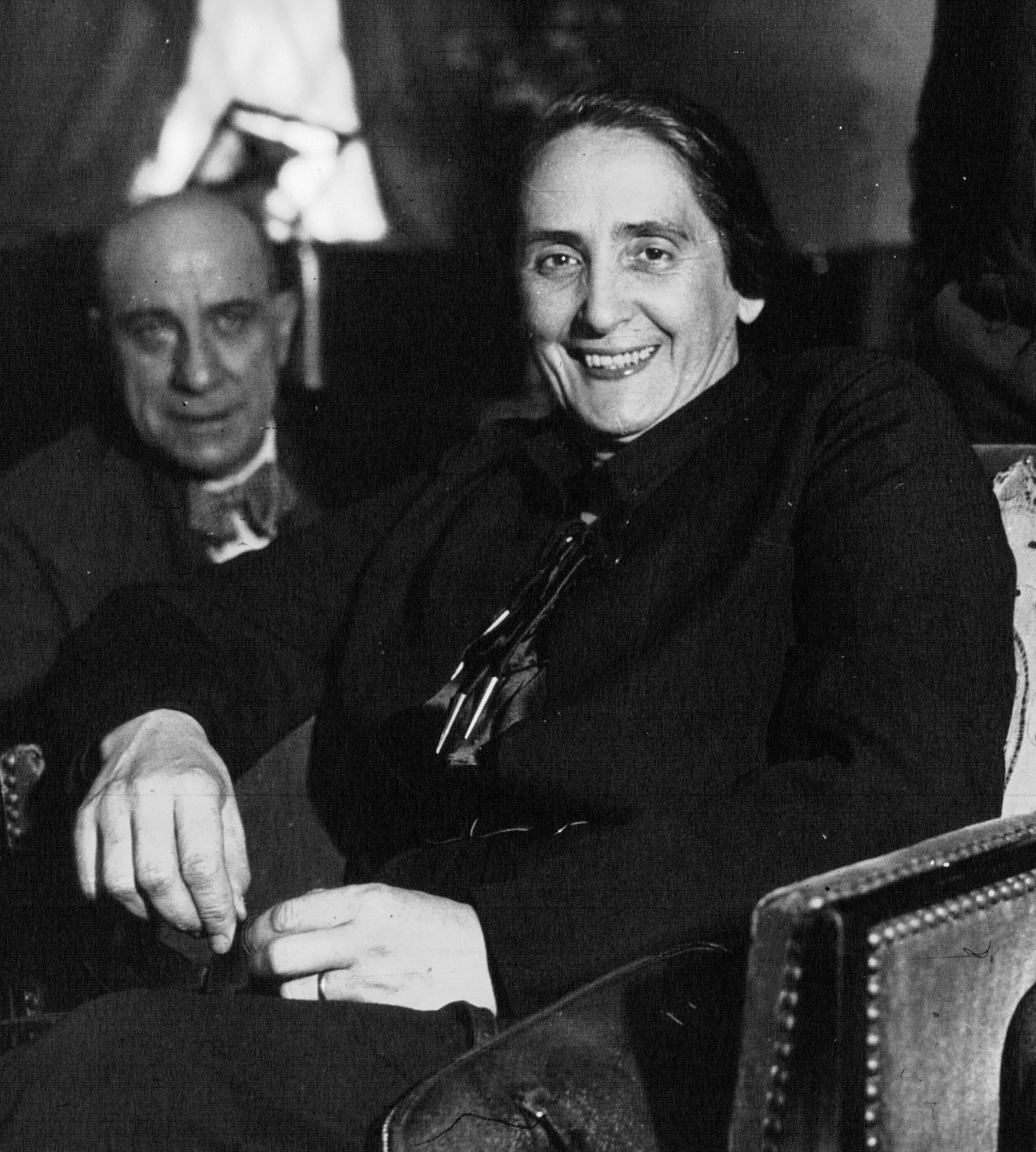
Dolores Ibárruri, detta La Pasionaria nel 1936.

La destra dal canto suo difficilmente si sarebbe lasciata convincere da un programma di riforme, che peraltro esitavano a partire a causa dei contrasti fra Prieto e Caballero. L'unico partito di massa in grado di contrastare la destra, in pratica era paralizzato, e Quiroga non era in grado di sciogliere la matassa. Il governo non fu capace di impedire che la politica degenerasse in uno scontro aperto; in parlamento la violenza oratoria di Calvo Sotelo e di Dolores Ibárruri (detta «la Pasionaria», uno dei leader del PCE), sottolineavano l'impossibilità di qualunque accordo. La radicalizzazione dello scontro fu palesata dall'atteggiamento della Falange, che attaccava i comizi della CEDA, mentre la gioventù socialista attaccava i seguaci di Prieto. Di fronte al caos del Frente Popular, l'esercito non ebbe più remore ad intervenire. I generali di più alto grado, come Gonzalo Queipo de Llano e José Sanjurjo, nutrivano profondo disprezzo verso i politici di professione, mentre i più giovani provavano scarsa lealtà verso il governo. A tutti i livelli si diffuse l'idea che l'esercito aveva il diritto di intervenire per preservare l'integrità e l'ordine sociale della Spagna. Il governo si rese conto della pericolosità dei generali, e per cercare di neutralizzarne le trame, Franco, che godeva di grande rispetto tra i giovani soldati e ufficiali, fu rimosso dalla carica di Capo di Stato Maggiore e trasferito alle Canarie; Goded fu inviato alle Baleari, mentre Mola fu spedito a Pamplona (scelta a dir poco miope in quanto la Navarra era il centro del monarchismo carlista).
Il capo naturale del golpe non poteva non essere che José Sanjurjo, ma il protagonista del complotto sarebbe stato Mola, mentre agli altri generali veniva assegnata una regione: a Franco fu affidato il Marocco, a Fanjul la capitale Madrid, a Goded la città di Barcellona.
Nel frattempo in Spagna la situazione diventava sempre più ingestibile; il 12 luglio alcuni falangisti uccisero l'ufficiale delle Guardie d'assalto repubblicane José del Castillo, e all'alba del mattino seguente i suoi commilitoni andarono prima a casa di Gil-Robles, ma non trovandolo si recarono dal leader dell'opposizione Calvo Sotelo, che fu rapito e ucciso. L'indignazione della destra fu enorme, ma il suo assassinio creava un'ottima giustificazione per intervenire. I piani insurrezionali subirono un'accelerazione e grazie all'aiuto di Luis Bolín e del cattolico britannico Douglas Jerrold, Francisco Franco il 17 luglio fu trasferito in aereo dalle Canarie al Marocco, dove fin dal mattino le guarnigioni di Melilla, Tetuán e Ceuta si erano sollevate. La guerra civile era cominciata.

## Il colpo di Stato
(Testimonianza di Juan Campos, un falegname di Siviglia.)
Nonostante il colpo di Stato non fosse riuscito del tutto, la Repubblica non fu in grado di reprimerlo nelle prime quarantott'ore, le ore decisive in cui venne deciso il possesso di intere regioni della Spagna.
Gli ordini definitivi trasmessi da Mola (detto «el director») prevedevano che l'insurrezione sarebbe partita prima in Marocco, dove l'Armata d'Africa avrebbe dato inizio alla sollevazione alle 5:00 del mattino del 18 luglio 1936, ma a Melilla il pomeriggio del giorno prima i piani dell'insurrezione vennero scoperti, così il colonnello Juan Seguí Almuzara dovette agire d'impulso e anticipò la rivolta, e solo dopo aver fatto fucilare i comandi repubblicani di Melilla, Almuzara comunicò il suo gesto ai colonnelli Sáenz de Buruaga, Yagüe e quindi a Franco. Alla sera del 17 il governo della Repubblica venne informato dell'insurrezione a Melilla, e il mattino del 18 diramò un comunicato in cui affermava che l'insurrezione era limitata al Marocco e che in Spagna non si erano registrati disordini preoccupanti. 
A seguito di questa comunicazione Cesar Quiroga rifiutò le offerte di aiuto ricevute dalla CNT e dall'UGT, esortando invece a «confidare nei poteri militari dello Stato». Quiroga sosteneva che la sollevazione a Siviglia fosse stata repressa, ancora convinto che Queipo de Llano sarebbe riuscito a mantenere il possesso dell'Andalusia centrale, in realtà il generale era uno dei capi dell'insurrezione, e al comando di circa 4 000 uomini si impadronì della radio, del telefono e degli edifici amministrativi della città. Nonostante le barricate degli operai e degli anarchici, il 22 luglio Siviglia, città molto importante per i ribelli in quanto possibile base per un'avanzata verso Madrid, era già saldamente in mano a Queipo de Llano.
Contemporaneamente in tutte le maggiori città della Spagna i cospiratori diedero inizio all'alzamiento militare, ma non tennero debitamente conto della resistenza popolare e operaia che, nonostante i tentennamenti del governo a distribuire le armi, riuscì a contrastare le forze insurrezionali guidate dall'esercito. Le città clericali e conservatrici di Castiglia e León - Burgos, Salamanca, Zamora, Segovia e Avila - caddero senza combattere, ma ai generali Saliquet e Ponte occorsero ben ventiquattr'ore di combattimenti per aver ragione dei ferrovieri socialisti di Valladolid.
Ad eccezione delle zone tradizionalmente di destra, dove nei decenni precedenti gli agrari avevano mantenuto il potere, nel resto della Spagna i nazionalisti si trovarono di volta in volta ad affrontare l'ostilità più o meno coordinata della popolazione. In Galizia gli insorti presero Vigo e A Coruña solo dopo violenti combattimenti contro la popolazione disarmata, Oviedo fu presa con l'inganno, dato che il comandante militare della città Antonio Aranda Mata prima si finse a fianco della Repubblica e dopo aver mandato i suoi uomini verso Madrid, si schierò con gli insorti consegnando la città ormai indifesa.
Cadice, Cordova, Huelva e Granada caddero una dopo l'altra, e la resistenza operaia venne implacabilmente soffocata nel sangue. Il terrore ebbe un ruolo cruciale nell'azione dei nazionalisti, lo stesso Mola si rivolse alle sue truppe esortandole con le seguenti parole: «Ricordate che la nostra azione dovrà essere molto violenta per domare al più presto un nemico forte e ben organizzato. Occorrerà perciò arrestare i leader di tutti i partiti, delle organizzazioni politiche e dei sindacati non impegnati nel Movimento, e condannarli a sentenze esemplari per soffocare sul nascere eventuali moti di ribellione e scioperi».

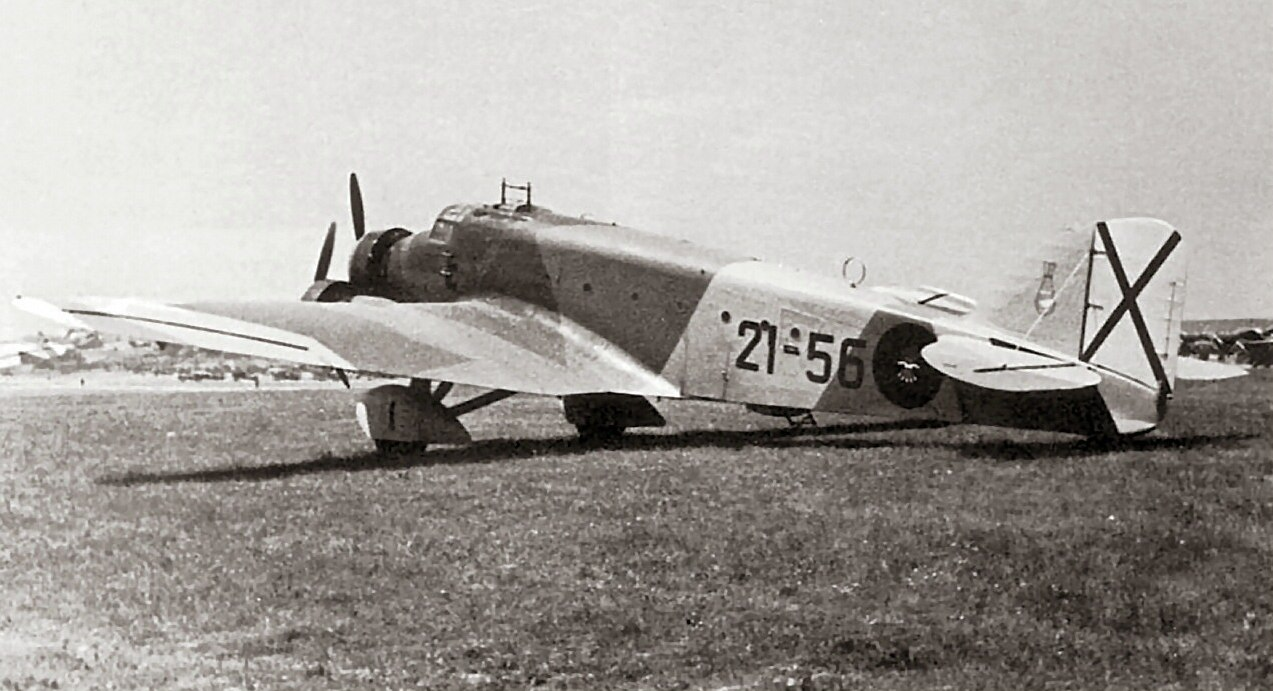
Un S.M.81 di produzione italiana con le insegne dell'aeronautica nazionalista

Nelle zone rurali i braccianti, tutti accesi repubblicani, riuscirono spesso ad avere la meglio sui piccoli contingenti locali della Guardia Civil, e si abbandonarono poi a rappresaglie cruente contro i proprietari terrieri che non erano riusciti a rifugiarsi a Siviglia o nel Sud della Francia, e contro il clero. Pochi giorni dopo l'insurrezione i comitati locali della FNTT e della CNT iniziarono a collettivizzare le grandi proprietà, svuotare i magazzini dei notabili locali per distribuirne il cibo alla popolazione e coltivare i campi lasciati incolti dagli agrari.
Intanto a Madrid Casares Quiroga si dimise da primo ministro alle 4:00 del mattino del 19 luglio, Azaña chiese dunque all'amico Diego Martínez Barrio, presidente delle Cortes, di costituire un governo, e nel farlo Barrio ignorò del tutto le forze di sinistra speranzoso che così i rivoltosi avessero potuto cedere a delle trattative. Ma fu un'illusione; contattato al telefono da Barrio per una richiesta di pace, Mola rispose che non era affatto possibile. I cittadini percepirono queste trattative come un tradimento da parte del governo, e dopo improvvise proteste nelle piazze di Madrid, Barrio si dimise quello stesso 19 luglio. Azaña a questo punto chiese di formare un nuovo governo a José Giral, uno dei pochi politici progressisti, che resosi conto del pericolo che stava correndo la Repubblica, dopo aver accettato l'incarico ordinò la distribuzione delle armi alle organizzazioni dei lavoratori UGT e CNT e ordinò di reprimere le rivolte dei congiurati. Fu una scelta decisiva in quanto - nonostante la confusione che regnava nella capitale - in serata i due sindacati riuscirono a coordinarsi e bloccare i rivoltosi al comando di Fanjul all'interno della caserma Montaña, che si asserragliò in attesa di rinforzi.
Sulla costa settentrionale Santander venne assicurata alla Repubblica senza spargimento di sangue quando il 23º fanteria rifiutò di unirsi agli insorti, a Gijón l'insurrezione fallì grazie all'azione decisa dei portuali, mentre i baschi consapevoli del pericolo dei carlisti della Navarra, l'UGT e la CNT giocarono d'anticipo mantenendo il controllo di San Sebastián, Eibar e Bilbao, e i nazionalisti riuscirono ad impossessarsi solo di Vitoria.
Ben più grave per la Repubblica fu però la perdita di Saragozza, capitale dell'Aragona, dove il generale Cabanellas si schierò a fianco degli insorti, mentre il governatore civile si rifiutò di armare gli oltre 30 000 iscritti alla CNT, i quali la sera del 19, al momento dell'attacco da parte delle truppe nazionaliste si ritrovarono disarmati e furono massacrati impietosamente.

Alcuni miliziani repubblicani all'interno di un rifugio di fortuna ricavato da un barile per la fermentazione del sidro, Oviedo, estate 1936.

A Barcellona la situazione fu particolare. I congiurati la consideravano una conquista sicura grazie ai 12 000 uomini del generale Goded, ma non tennero adeguatamente conto della determinazione delle organizzazioni operaie e non previdero che i militi della Guardia de Asalto e sorprendentemente anche della Guardia Civil, si sarebbero opposti a loro. La sera del 18 luglio Companys, presidente della Generalitat, si rifiutò di armare la CNT, ma gli anarchici ben consapevoli di cosa gli sarebbe successo se l'esercito avesse conquistato la città, non stettero a guardare, e durante la notte i consigli di difesa proseguirono i preparativi al combattimento. Gli asaltos distribuirono armi ai miliziani anarchici, le armerie furono occupate, da quattro navi in porto furono requisite le armi, e gli anarchici si impadronirono di un carico di dinamite creando bombe a mano improvvisate, mentre nelle vie e nelle piazze venivano erette barricate. Nel mentre gli esponenti di spicco della CNT, Buenaventura Durruti, Juan García Oliver e Diego Abad de Santillán, si tenevano a stretto contatto con la Generalitat, nonostante la decisione di Companys. Poco prima dell'alba del 19 fu comunicato loro che il governo di Madrid aveva dato l'ordine di sopprimere l'insurrezione e i repubblicani iniziarono ad attaccare le caserme e gli edifici in cui si erano barricati i nazionalisti.
Alle 11:00 del mattino del 19 Goded arrivò a Barcellona da Maiorca già in mano agli insorti, e si recò alla Capitanía, sede del comando militare della città. Durante gli scontri un piccolo gruppo di operai e asaltos catturarono alcuni pezzi da 75 mm degli insorti, e fu proprio con una salva d'artiglieria che Goded fu convinto a uscire dal suo rifugio. Arrestato, fu condotto da Companys che lo convinse a diramare un comunicato radio in cui si appellava ai suoi uomini affinché posassero le armi. Ciò fu di grande aiuto per le forze repubblicane, ma non valse a salvargli la vita, verrà infatti condannato a morte ad agosto da una corte marziale.
In quelle stesse ore, a Madrid, Fanjul con un manipolo di falangisti attendeva la sua sorte all'interno della caserma Montaña, ma il 20 luglio, resosi conto che gli aiuti non sarebbero mai arrivati, si consegnò ai repubblicani. Fra gli assalitori della caserma vi era il giovane Valentín Gonzáles - che sarebbe diventato famoso come El Campesino - che, presa la caserma, organizzò alcune colonne di miliziani per andare a strappare Toledo agli insorti. Con Madrid salva, i miliziani appoggiati da truppe regolari fedeli alla Repubblica espugnarono Toledo, ma gli insorti, capeggiati da José Moscardó si rifugiarono all'Alcázar, la fortezza che sovrastava la città.
La cattura di Fanjul a Madrid e Goded a Barcellona furono un brutto colpo per gli insorti, anche se non del tutto imprevisto: entrambi sapevano di dover affrontare un compito di estrema difficoltà. Ma un altro colpo di scena si abbatté su Mola e gli altri cospiratori che attendevano l'arrivo di Sanjurjo dal suo esilio portoghese. L'aereo che avrebbe dovuto portare Sanjurjo a Burgos precipitò fase di decollo, il generale morì mentre l'esperto pilota Juan Antonio Ansaldo sopravvisse. Con Fanjul, Goded e Sanjurjo usciti di scena e José Antonio Primo de Rivera in carcere ad Alicante (fu arrestato nel marzo 1936 per la sua implicazione nell'attentato alla vita di Largo Caballero), a contendersi la leadership degli insorti rimasero solo Emilio Mola e Francisco Franco.
I ribelli controllavano circa un terzo della Spagna: un grande blocco che andava dalla Galizia, al León, alla Vecchia Castiglia, all'Aragona e a parte dell'Estremadura, assieme ad alcune zone isolate come Oviedo, Siviglia e Cordova. Quel blocco comprendeva le grandi zone cerealicole, ma i principali centri industriali rimanevano in mano della Repubblica. La rivolta era fallita a Madrid, Barcellona, Malaga e Bilbao, e gli insorti si ritrovarono dunque con l'impellente necessità di organizzare un attacco contro la capitale ritenuta il perno della resistenza repubblicana. Per farlo però avevano bisogno dell'armata di Franco che ancora si trovava oltre lo Stretto di Gibilterra e aveva bisogno di un modo rapido per sbarcare in Spagna.

### La situazione politico-militare dopo il golpe

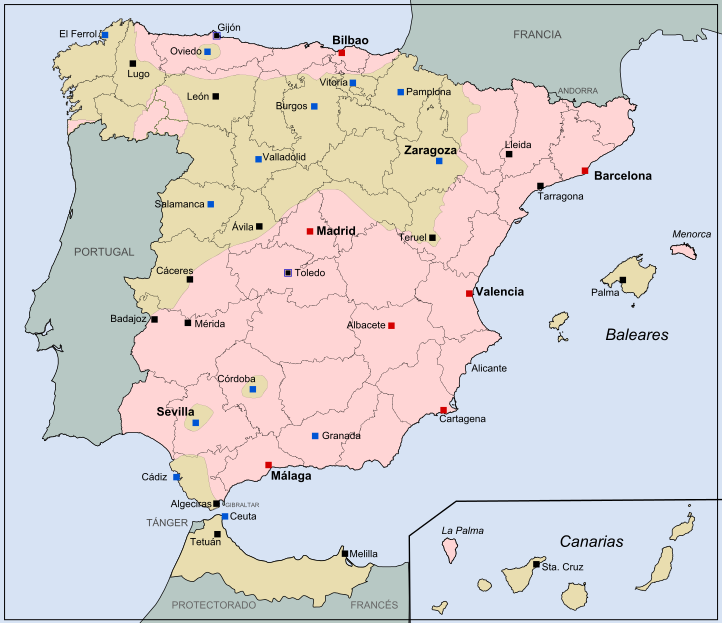
La Spagna all'indomani del golpe nazionalista

L'Armata d'Africa con i suoi 34 000 uomini ben addestrati avrebbe dato una netta superiorità militare, ma giocò presto a favore della Repubblica il fatto che gran parte della marina rimase sotto il suo controllo. Grazie all'ammutinamento degli equipaggi che disobbedirono agli ufficiali filo-nazionalisti, il governo di Madrid poteva infatti contare sulla corazzata Jaime I, di 3 incrociatori e 10 cacciatorpediniere, mentre ai nacionales era disponibile la corazzata España (in riparazione ai cantieri di El Ferrol), l'incrociatore Almirante Cervera e un cacciatorpediniere. Ciò consentiva alla flotta repubblicane di mantenere un blocco navale nello stretto di Gibilterra e nel mare circostante, immobilizzando le truppe di Franco, il quale dovette adoperarsi per trovare un modo alternativo per far sbarcare le sue truppe in Spagna.
Con questo stato di cose la situazione sul continente era pressoché pari: la Repubblica aveva dalla sua parte una leggera maggioranza degli effettivi delle forze armate, 46 000 uomini contro 44 000 degli insorti, mentre i 15 000 ufficiali e sottufficiali si divisero equamente tra le due parti. Nell'area della Repubblica (la più popolosa) restò invece la netta maggioranza delle forze dell'ordine, ma queste spesso si schierarono con gli insorti, come a Murcia, Badajoz, quasi ovunque nelle Asturie e in Andalusia. La situazione degli armamenti era pressoché identica, fatta eccezione per una lieve superiore disponibilità di pezzi d'artiglieria dei repubblicani, i quali poterono contare anche su una buona superiorità aerea - circa 400 apparecchi contro 100 - anche se in realtà si trattava di aerei antiquati e con scarsa dotazione di bombe. L'arsenale complessivo comunque era esiguo e non consentiva operazioni su larga scala a nessuno dei due contendenti, ma le cose sarebbero cambiate rapidamente.

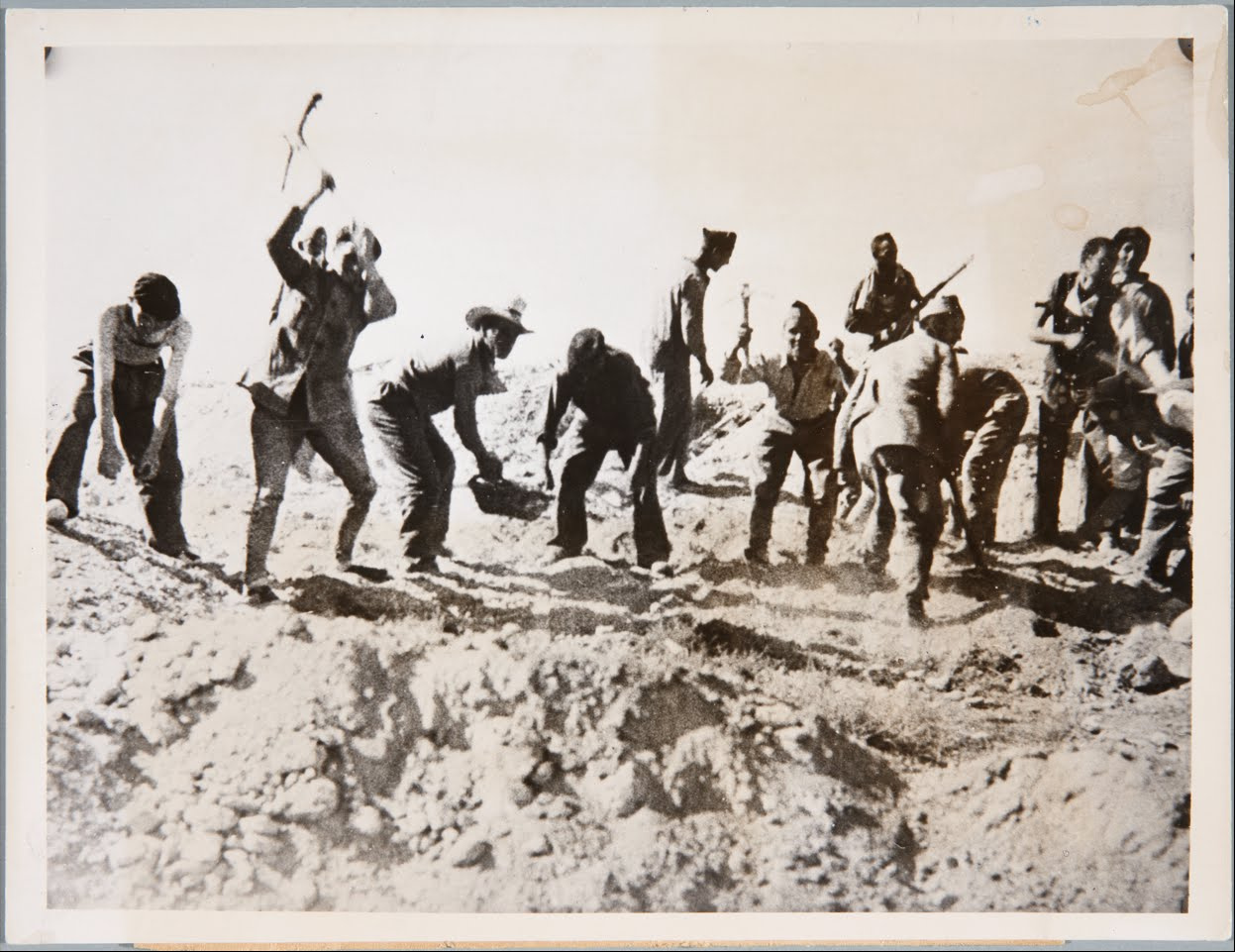
Volontari repubblicani scavano trincee in vista della difesa di Madrid, estate 1936

Ma il paragone di uomini e mezzi non riflette l'effettiva potenzialità di offesa e difesa dei due avversari. L'esercito nella zona repubblicana era in realtà un esercito dissolto, « [...] i soldati avevano abbandonato le caserme e quasi tutti se ne erano andati a casa [...] certo numero si unì alle colonne di volontari che, con capi improvvisati, andavano a combattere sui fronti» - scrisse Azaña - anche perché gran parte degli ufficiali effettivamente disponibili erano molti meno degli ufficiali di quelli semplicemente iscritti al ruolo, e mantenere la catena di comando risultò impossibile. Questo fu un fatto molto pesante per la Repubblica, che anche a livello statale era spezzettata in diversi frammenti politico-territoriali retti da comitati di governo che agivano in modo scoordinato con il governo centrale, che non riusciva ad avere autorità su molti di essi.
Il panorama che offriva la Spagna repubblicana nelle prime settimane dopo il golpe era dunque variegato e fragile; in Catalogna Companys, cooperando con gli anarchici, creò il Comité Central de Milicias Antifascistas, che mantenne in vita la Generalitat; similmente avvenne nei Paesi Baschi, dove a San Sebastián si costituì una Junta de Defensa de Gipuzkoa a cui parteciparono anarchici, comunisti e militanti del PNV, che allestirono la difesa della regione contro le forze carliste della vicina Navarra.
Comitati di difesa sorsero inevitabilmente in buona parte dei territori repubblicani sulla costa cantabrica, rimasta isolata dopo l'alzamiento, ma in generale tutti i territori repubblicani furono colpiti da un'ondata cosiddetta di «consiglismo», ossia la nascita di Consigli, Comitati, Juntas in ogni dove, che in alcuni casi entrarono in conflitto con il governo di Madrid, come accadde a Valencia e Malaga.
Questa «polverizzazione» del potere fu in parte dovuta al fatto che il popolo si rese presto conto di essere stato determinante per sconfiggere gli insorti, così in molti casi si sviluppò la consapevolezza di poter creare piccoli centri di potere alternativi al governo di Madrid, soprattutto nei piccoli paesi dove agivano gli anarchici della CNT, che con il loro disprezzo per il potere statale riuscì a catalizzare l'attenzione dei disillusi proletari che anche sotto la Repubblica avevano conosciuto la repressione.
Armare il popolo si rivelò dunque un'arma a doppio taglio: se da una parte servì a mantenere in vita la Repubblica, dall'altro creò un indebolimento del suo potenziale di difesa militare. Molti ufficiali per quanto fedeli alla Repubblica non vedevano di buon occhio il popolo in armi e passarono dall'altra parte, mentre altri furono semplicemente allontanati dai comitati sorti spontaneamente in quanto sospettati di essere infidi o complici. Questo fece sì che numeri alla mano, appena 2/3 000 ufficiali prestarono servizio effettivo nella Repubblica.
Il governo di Azaña comunque poteva ancora godere di prestigio internazionale, in particolare nella vicina Francia governata dalla coalizione di centro sinistra di Léon Blum, dalla quale poteva ottenere gli aiuti militari necessari per schiacciare la rivolta. Madrid dunque, a una settimana dal golpe pur immersa nel disordine, sembrava ancora lontana da ogni grave pericolo.
Da parte nazionalista invece la sostanza di quello che sarebbe dovuta diventare la Spagna parve subito più chiara: un governo autoritario centralizzato. La forma, tuttavia, non era chiara e le forze che ambivano a predominare erano diverse: il falangismo, il carlismo, la restaurazione della monarchia o una dittatura repubblicana. In attesa di risolvere la questione il 24 luglio Mola organizzò la nascita a Burgos della Junta de Defensa Nacional (JDN) presieduta dal generale più anziano dopo la scomparsa di Sanjurjo, Miguel Cabanellas Ferrer, il comandante della divisione di Saragozza.
In questo periodo di incertezza circa la forma del nuovo Stato, fu la Chiesa cattolica a fornire ai nazionalisti una causa comune e un simbolo che accomunò ideologicamente tutte le fazioni interne. La gerarchia ecclesiastica si alleò con la causa dell'estrema destra - tanto che alcuni importanti esponenti del clero iniziarono ad utilizzare il saluto fascista - e diede ai nazionalisti una causa morale e spirituale riassunta nel termine della Crusada, annunciata ufficiosamente il 30 settembre 1936 dal vescovo di Salamanca Enrique Pla i Deniel, che pubblicò una lettera pastorale in cui affermava che la lotta in Spagna non era una guerra civile, bensì una «crociata religiosa» contro i «comunisti e gli anarchici [...] figli di Caino, fratricidi dei loro fratelli, invidiosi di coloro che hanno il culto della virtù» aggiungendo poi che «nessuno poteva rimproverare la Chiesa per essersi apertamente e ufficialmente schierata con l'ordine contro l'anarchia, a favore di un nuovo governo gerarchico contro il comunismo disgregante, a favore della difesa della civiltà cristiana e dei suoi fondamenti di religione, patria e famiglia contro i senza Dio e i contro Dio». Così facendo la Chiesa spagnola non solo diede ai nazionalisti una causa ideale e spirituale, e non solo le garantirà il pieno sostegno dell'autorità papale, ma garantirà una base di consenso di massa per il regime e una riserva continua di fedeli pronti a combattere nelle file nazionaliste. I nazionalisti si immedesimarono così tanto in questo concetto della "crociata" che durante la fase repressiva che seguì la stabilizzazione del fronte dopo il colpo di Stato, i militari e ufficiali repubblicani caduti nelle mani dei nazionalisti venivano fucilati per «ribellione», in un singolare capovolgimento di definizioni che rivelava come il concetto di "crociata contro il marxismo a favore della vera Spagna" era ben saldo nella mentalità degli insorti.

### Repressione e violenze
(Gonzalo Queipo de Llano)

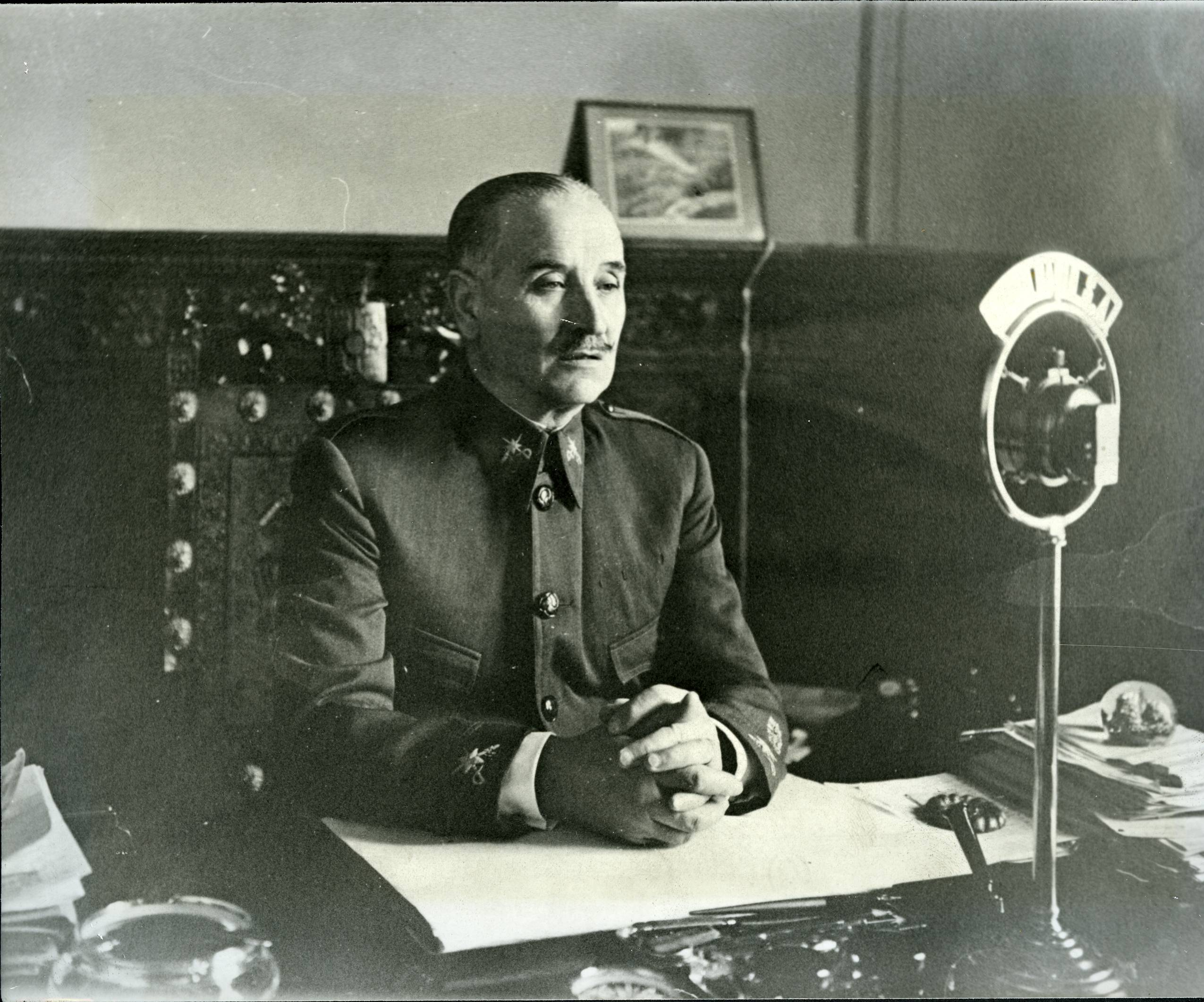
Il generale Queipo de Llano, che durante la guerra divenne "famoso" per le sue invettive volgari che ogni sera lanciava via radio dal suo quartier generale di Siviglia contro la Repubblica

La differenza sostanziale esistente fra le stragi perpetrate nelle due zone, consiste nel fatto che le atrocità repubblicane furono in genere commesse da elementi incontrollabili in un periodo in cui le forze dell'ordine erano passate ai ribelli, mentre la «polverizzazione» dello Stato aveva fatto sì che il governo perse temporaneamente il controllo su molte zone. Le stragi nazionaliste invece godevano del sigillo ufficiale di coloro che pretendevano di combattere in nome della civiltà cristiana. Naturalmente la propaganda nazionalista fece di tutto per diffondere la convinzione che le stragi repubblicane facessero parte di una strategia del governo, sventolando la minaccia del «terrore bolscevico» e dell'imminente instaurazione di una dittatura «rossa». In realtà moltissimi repubblicani si rendevano conto che le uccisioni indiscriminate che contraddistinsero le prime settimane successive al golpe arrecavano un gran danno alla causa della Repubblica. La consapevolezza di questa involontaria collaborazione con gli insorti si diffuse poco a poco fra tutta la popolazione della zona repubblicana, e le vendette cessarono all'incirca a fine del 1936.
Da parte nazionalista, invece, il concetto di limpieza, cioè di «ripulitura», costituiva una parte essenziale della strategia dei ribelli, che in breve tempo divenne pianificata, metodica e incoraggiata dalle autorità militari e civili e benedetta dalla Chiesa cattolica.
La spietatezza programmatica che guidò l'azione annientatrice condotta nelle retrovie del fronte nazionalista ben si rifletteva - secondo lo storico Gabriele Ranzato - nelle parole del generale Mola quando diceva: «Una guerra di questa natura deve concludersi con il dominio del vincitore e lo sterminio totale e assoluto del vinto» o quando istruiva i suoi a «seminare il terrore [...] Dobbiamo creare un'impressione di dominio, eliminando senza scrupoli né esitazioni tutti coloro che non la pensano come noi».
Per contro in territorio repubblicano si levarono più voci per impedire la violenza vendicatrice; Prieto scrisse su El Socialista che «Per quanto terribili possano essere le tragiche notizie di ciò che è accaduto e accade nel territorio dominato dai nostri nemici [...] non imitate questa condotta, ve ne prego, vi supplico! [...] Superateli con la vostra condotta morale; superateli con la vostra generosità!».
A Prieto si unirono più riprese Azaña, Martínez Barrio e altri leader repubblicani, ma il desiderio di vendetta per i soprusi passati e la rabbia per le crudeltà dei nazionalisti, in un primo tempo fu più forte del buonsenso, e nell'estate del 1936 le violenze repubblicane si abbatterono indiscriminatamente sui nazionalisti o presunti simpatizzanti. Molti insorti catturati dopo il golpe furono sommariamente passati per le armi, spesso per iniziativa delle cosiddette checas (nome ispanizzato della prima polizia politica sovietica "Čeka"), mentre molti prigionieri furono presi dalle carceri e abbattuti successivamente per rappresaglia a bombardamenti e uccisioni della controparte, in una spirale di terrore che si autoalimentava. Alla notizia della strage compiuta da Yagüe a Badajoz, dove i circa 2 000 difensori della città furono falciati a colpi di mitragliatrice dopo essere stati radunati nella plaza de toros, i repubblicani radunarono i 30 detenuti nazionalisti nel carcere Modelo di Madrid e li fucilarono per rappresaglia. Bastava anche solo un sospetto o una falsa notizia a far scatenare la reazione vendicatrice, come ad esempio la notizia (poi rivelatasi falsa) che a Igualada il leader del Partido Obrero de Unificación Marxista (POUM) Joaquín Maurín fosse stato fucilato dai nazionalisti; la notizia provocò il massacro di 18 detenuti del carcere di Madrid.
Da Alicante a San Sebastián, da Cartagena a Jaén, e in tanti paesi della costa mediterranea particolarmente bersagliati dall'aviazione italo-spagnola, si ripeté questo sanguinario «rito retributivo»; a Santander per esempio, nel dicembre 1936 la folla furibonda per le morti provocate da un bombardamento aereo assalì la nave-prigione uccidendo 156 detenuti. In alcune circostanze ai bombardamenti si rispondeva con altri bombardamenti, come a Saragozza, Siviglia, Burgos e Salamanca.
Furono però gli attacchi al clero da parte dei repubblicani a provocare la più vasta reazione all'estero. La Spagna era percepita come profondamente cattolica, e gli eccessi che la rabbia anticlericale scatenò nei giorni successivi al golpe furono recepiti con sgomento dall'opinione pubblica. A questo contribuì non poco la propaganda nazionalista e il fatto che la maggioranza dei corrispondenti stranieri, accettati solo nella zona repubblicana, riferisse notizie basandosi solo a quello che vedeva nella zona repubblicana. Solo il bombardamento di Guernica dell'aprile 1937 cambiò a favore della Repubblica l'opinione pubblica mondiale, ma fino a quel momento in pochi compresero che la rabbia anticlericale nasceva da secoli di oppressione.
I nazionalisti denunciarono l'eliminazione di 20 000 ecclesiastici; in seguito abbassarono questa cifra a 7 937, ma anche questa era in eccesso di oltre un migliaio. Le cifre accettate dagli storici assommano un totale di 13 vescovi e circa 4 100 sacerdoti assassinati, 2 300 religiosi e 283 suore, nella stragrande maggioranza uccisi nell'estate del 1936. La Chiesa condannò duramente le violenze repubblicane, ma non disse niente quando i nazionalisti fucilarono 16 sacerdoti baschi e l'arciprete di Mondragón, o quando uccisero una ventina di pastori protestanti. L'uccisione dei religiosi fu tutt'altro che generalizzata; nei Paesi Baschi la Chiesa rimase relativamente indenne, con 69 sacerdoti assassinati dai repubblicani, ma per motivi politici e non per odio antireligioso, , mentre nelle zone rurali - dove braccianti e anarchici imputavano alla Chiesa secoli di ingiustizie e dispotismo - la repressione anticlericale fu violenta e radicale, e subì la denuncia delle stesse autorità repubblicane che volevano porre un limite a questi eccidi. Il ministro senza portafoglio Manuel Irujo nel gennaio 1937 propose il ripristino in pubblico del culto cattolico (in privato - a rigor di legge - il culto non fu mai proibito), e pubblicò un memorandum di denuncia contro le violenze anticlericali, ma ciò non bastò per riguadagnare i cattolici alla sua causa, che anzi, si schierarono ancor più convintamente a fianco dei nazionalisti.
Tutto ciò diede ai ribelli un forte elemento di mobilitazione della loro guerra e un potente appoggio, senza riserve, da parte della Chiesa cattolica spagnola e internazionale, nonché della Santa Sede (lo stesso papa Pio XI dichiarò apertamente il suo appoggio alla causa nazionalista fin dal settembre 1936 e fu uno dei primi leader mondiali a riconoscere il regime franchista), e benché l'alzamiento inizialmente non avesse ispirazione religiosa, Franco non esitò a impugnare lo scudo sotto il quale proteggere «la Chiesa e la sua santa religione», facendosi al tempo stesso banditore dell'idea della cruzada.
Alcuni cattolici comunque - pur inorridendo contro la persecuzione anticlericale nei territori della Repubblica - si rifiutarono di chiudere gli occhi di fronte al «terrore bianco» della zona franchista. Il filosofo francese Jacques Maritain denunciò con forza le stragi compiute dalle forze nazionaliste, dove «Uomini d'ordine, invocando la religione e la patria, hanno dato occasione ai vecchi rancori islamici di vendicarsi sul sangue spagnolo», mentre tra i cattolici antifascisti italiani don Luigi Sturzo scrisse: «Non so se mi facciano più orrore i massacri fatti dai difensori della fede e che inalberano le insegne religiose, che non quelli fatti da una plebe incitata e piena d'odio che non sa quello che fa e merita perciò la preghiera di Gesù per i suoi crocifissori». Queste voci tuttavia non riuscirono a smuovere le coscienze perché impercettibili di fronte alla voce tonante della gerarchia cattolica che si era ormai schierata convintamente con i nazionalisti.
Nelle zone che di volta in volta cadevano sotto il controllo nazionalista, la repressione selvaggia si trasformò rapidamente in una repressione metodica e pianificata dai comandi e poi dal governo. Quando le truppe regolari si allontanavano da una località appena occupata, i falangisti (che divennero il braccio armato di Franco, con il compito di occuparsi della «pulizia politica») arrestavano e fucilavano sistematicamente migliaia di funzionari della Repubblica, dirigenti sindacali, politici di centro-sinistra, intellettuali, insegnanti, medici e chiunque fosse sospettato di essere un «rosso», un elettore della Repubblica o un massone, senza andare per il sottile. A Huesca, per esempio, furono fucilate 100 persone accusate di massoneria, quando la loggia cittadina contava appena 12 iscritti.
Il terrore fu un'arma fondamentale nella conquista del potere da parte dei nazionalisti, Franco stesso aveva imparato in Africa a inculcare la fedeltà attraverso la paura, e quando si trovò a coordinare le operazioni militari di tutte le forze nazionaliste, diede molta importanza nell'eliminazione fisica di ogni militante di sinistra o presunto tale. D'altronde l'esasperante lentezza con cui condusse la guerra, oltre a nascondere l'assenza di obiettivi politici, servì anche al suo intento di sradicare dalla Spagna il socialismo, il comunismo, l'anarchia, la democrazia liberale e la massoneria, e per fare ciò aveva bisogno di tempo per eliminare i suoi nemici a uno a uno.

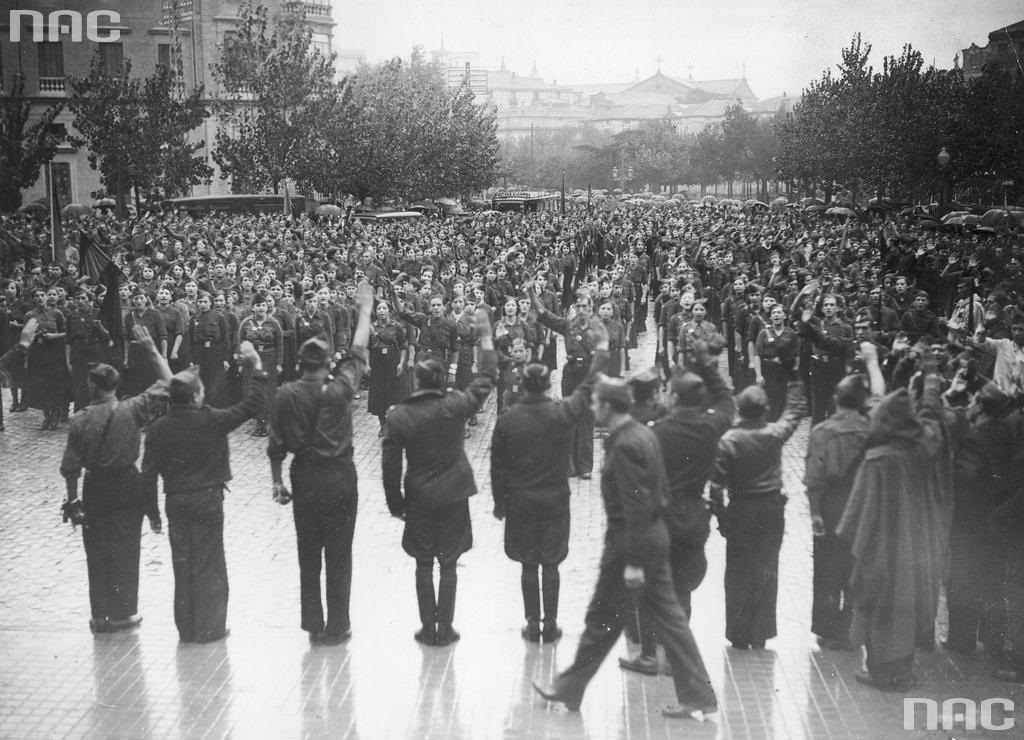
Falangisti durante un raduno di fronte alla basilica di Nuestra Señora del Pilar, Saragozza, 12 ottobre 1936

Le colonne di truppe nazionaliste, soprattutto quelle trasportate dall'Africa che iniziarono a marciare su Madrid, si macchiarono di orrendi crimini durante la loro avanzata, e l'alone di terrore che circondava i marocchini e i legionarios fu una delle armi più potenti che i nazionalisti ebbero a loro disposizione durante la marcia verso la capitale. Siviglia, Granada, Toledo, Badajoz, Talavera de la Reina, furono alcune delle città dove la violenza nazionalista si abbatté sulla popolazione in modo implacabile, tanto che la condotta della campagna di avvicinamento a Madrid fu paragonata alla furia española della fanteria di Filippo II nel XVI secolo, che soffocò nel sangue la rivolta olandese.
Nella provincia di Badajoz morirono circa 12 000 persone, a Toledo - dopo la liberazione dell'Alcazar - 200 miliziani ricoverati in ospedale vennero uccisi con bombe a mano e baionetta, a Cordoba durante la guerra si stima che furono fucilate 10 000 persone, a Siviglia furono fucilate oltre 8 000 persone, a Huelva 2 000, nella Navarra circa 3 000, a Granada si palesò poi l'atteggiamento di odio e disprezzo dei nazionalisti nei confronti degli intellettuali: vennero assassinati cinque professori universitari e il poeta Federico García Lorca. Il poeta non apparteneva ad alcun partito politico, ma le sue idee lo avevano portato a simpatizzare per tutti coloro che la società civile emarginava ed era animato da ideali antifascisti, venne ucciso in quanto di idee progressiste e perché - come testimoniò il suo uccisore - «era omosessuale»
Stupri, saccheggi e fucilazioni sommarie accompagnavano poi la risalita dell'Armata d'Africa: un giornalista statunitense raccontò di quando a Navalcarnero due giovani ragazze furono prese e consegnate alle truppe marocchine dal loro comandante, il maggiore Mohammed Mizzian, e questi disse con calma che non sarebbero sopravvissute più di quattro ore. Il maggiore divenne in seguito tenente generale dell'esercito di Franco e i regulares furono fatti «cristiani onorari» dai nazionalisti.
I nazionalisti giustificavano la loro brutalità come rappresaglia al «terrore rosso», ma in realtà le stragi dei nazionalisti superarono di molto quelle degli avversari, nel paesino di Lora del Río, per esempio, la cui unica vittima dei braccianti fu il cacique locale, vennero fucilate per rappresaglia 300 persone. A Malaga, i nazionalisti accusarono i repubblicani di aver ucciso 1 005 persone, ma nel 1944 il console britannico riferì a Londra che tra il febbraio 1937 e l'agosto di quell'anno, nella città furono giustiziate secondo fonti nazionaliste ben 16 952 persone, cifra che non considerava le uccisioni sommarie avvenute durante la conquista della città da parte dei franchisti. Qualunque sia quindi la cifra esatta, risulta chiaro che le rappresaglie nazionaliste non erano solo una questione di vendetta, ma erano motivate dall'idea di istituire un regno del terrore, soprattutto nelle zone in cui la destra era stata numericamente inferiore durante il periodo di governo repubblicano
Le stragi nazionaliste raggiunsero il loro apice in settembre e continuarono per lungo tempo, anche dopo la fine della guerra: negli anni novanta alcune ricerche condotte in appena metà della Spagna hanno accertato un totale di circa 80 000 vittime dei nazionalisti, e tenendo conto delle morti non registrate e delle provincie spagnole ancora in fase di studio, gli storici sono concordi nel considerare attendibile la cifra di 200 000 persone uccise dalla repressione franchista.

## Il ruolo delle altre potenze
A circa una settimana dall'insurrezione i nazionalisti si trovavano nell'impellente necessità di trasferire l'armata di Franco in Spagna, e con lo stretto di Gibilterra controllato dai repubblicani, Franco si rivolse direttamente ai due regimi di estrema destra europei. Il 19 luglio Luís Bolín partì in aereo per Roma a richiedere l'aiuto di Mussolini, mentre a Tangeri Franco convinse il console italiano Pier Filippo de Rossi de Lion e l'addetto militare italiano, maggiore Giuseppe Luccardi, ad appoggiarlo.

### L'aiuto ai Nazionalisti

#### Italia

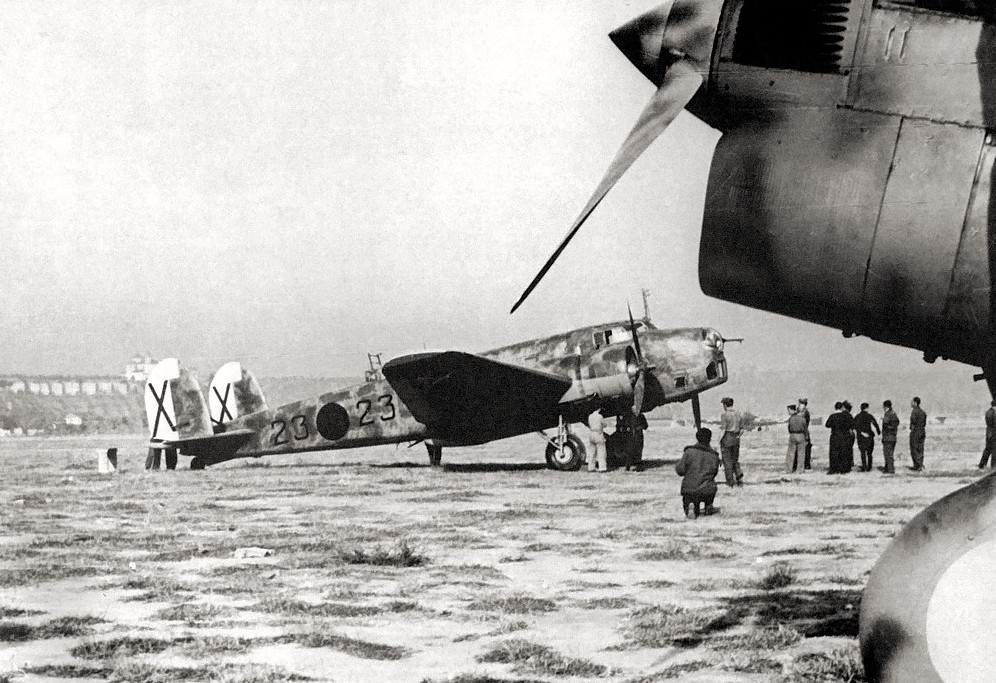
Un Fiat B.R.20 e un Fiat C.R.32 con le insegne dell'aviazione nazionalista, 1939 circa

Inizialmente Benito Mussolini si rivelò refrattario ad un intervento italiano in Spagna, a causa delle voci di un coinvolgimento francese nella guerra civile, ma col prosieguo dei giorni e grazie alle lusinghe di Franco - che prometteva peraltro un rapido successo e la sudditanza politica futura - la posizione del duce iniziò a pendere per l'intervento diretto. Il neo-ministro degli esteri Galeazzo Ciano si disse fin da subito favorevole ad appoggiare i nazionalisti, in quanto un intervento poteva costituire un mezzo per spingere la Germania a collaborare con il governo fascista, e dare inizio dunque ad un percorso che avrebbe portato ad un'alleanza fra le due dittature. Tuttavia i rapporti del Servizio di Informazioni Militari italiano che provenivano da Parigi davano il governo di Léon Blum sempre meno propenso ad intervenire in Spagna, e ciò unito alla prospettiva di ampliare l'influenza italiana nel Mediterraneo spinsero Mussolini ad aiutare Franco, così nella notte tra il 27 e 28 luglio il duce diede disposizioni affinché i primi dodici bombardieri Savoia-Marchetti S.M.81 fossero inviati nel Marocco francese con una missione segreta. Il forte vento fece precipitare due dei dodici aerei, uno in mare e uno in territorio del Marocco francese, e a quel punto, nonostante Ciano negasse con forza l'evidenza, il coinvolgimento italiano divenne di dominio pubblico. Mussolini era indirizzato ad un coinvolgimento massiccio in Spagna, in quanto preoccupato che una vittoria della Repubblica avrebbe potuto creare un asse Parigi-Madrid esplicitamente antifascista che avrebbe potuto contenere le mire espansionistiche dell'Italia. Inoltre Mussolini vide nella guerra di Spagna l'occasione - come fu per la guerra d'Etiopia - di «temprare l'anima degli italiani», sperimentare nuove armi e tattiche e allo stesso tempo aumentare il suo prestigio. A livello ideologico l'Italia utilizzò il «pericolo bolscevico» e brandì lo stendardo della «crociata», cosa che gli riservò l'appoggio del clero italiano e della maggioranza dei cattolici ma non convinse l'opinione pubblica, mentre lo stesso appellativo di "Corpo Truppe Volontarie" (CTV) dato alle forze inviate in Spagna - secondo lo storico Pierre Milza - non deve illudere: la maggior parte dei 70 000 uomini inviati in Spagna non furono affatto volontari.

#### Germania
Con una procedura analoga Franco avviò i contatti con la Germania attraverso due uomini d'affari tedeschi che dirigevano in Marocco la Ausland Organisation, l'organizzazione nazista per l'estero, e il 22 luglio Franco poté contattare direttamente Adolf Hitler, il quale decise di lanciare l'operazione Feuerzauber ("incantesimo di fuoco"). L'aiuto tedesco si rivelò più discreto di quello italiano, e la Germania si limitò all'invio di circa 6 500 uomini, fondamentalmente tutti incorporati nell'unità aerea soprannominata «Legione Condor» e in qualche compagnia di blindati. Per Hitler la questione spagnola costituiva sicuramente un buon mezzo per assicurare la solidarietà con l'Italia e con una futura dittatura fascista in Spagna, e allo stesso tempo stornare verso il Mediterraneo occidentale le ambizioni del duce che presumibilmente avrebbe rallentato le sue iniziative nell'area danubiana. D'altronde se a Hitler interessava la Spagna per ragioni strategiche (l'apertura di un secondo fronte in prospettiva di un conflitto con la Francia) ed economiche (Franco promise concessioni minerarie al Reich), il Führer non sembrava aver fretta di risolvere la questione spagnola; un conflitto lungo avrebbe impegnato l'Italia e nel mentre la Germania avrebbe avuto tutto il tempo per preparare il colpo di forza previsto in Austria.

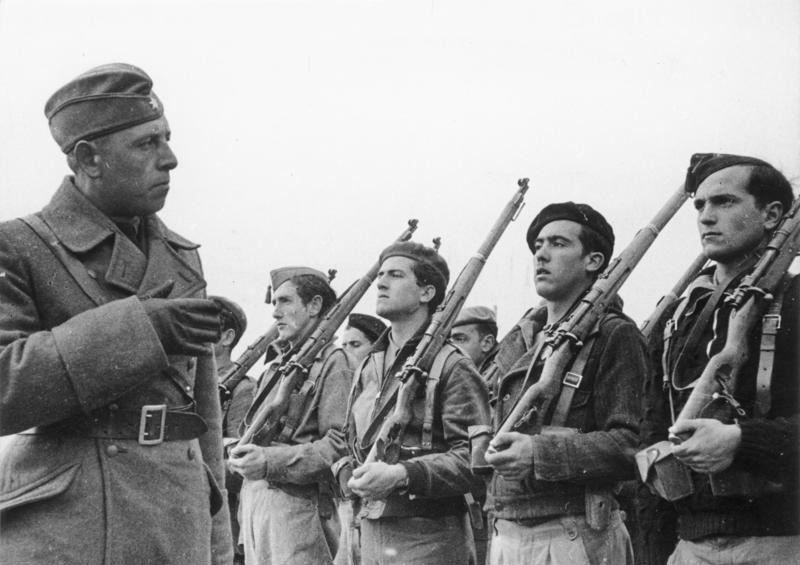
Ufficiale tedesco della Legione Condor con alcuni cadetti spagnoli

In pochi giorni trenta bombardieri Junkers Ju 52 raggiunsero i bombardieri italiani in Marocco, consentendo a Franco di dare inizio al primo ponte aereo della storia, e bastò la sola notizia che la temibile Armata d'Africa aveva cominciato a sbarcare in Spagna per diffondere la paura in tutta la zona repubblicana. Nella prima settimana di agosto il ponte aereo tra il Marocco e Siviglia entrò a pieno regime, e in dieci giorni furono trasportati 15 000 uomini, mentre dal 7 agosto grazie alla copertura aerea italiana, Franco iniziò a far sbarcare uomini in Spagna attraverso un piccolo varco aperto nello sbarramento navale. Una settimana dopo i ribelli iniziarono a ricevere in modo regolare armi e munizioni da Italia e Germania.

### L'atteggiamento nei confronti dei Repubblicani

#### Francia
In Francia l'iniziale sostegno del presidente del Consiglio socialista Léon Blum, sostenuto dal suo ministro dell'Aeronautica, il radicale Pierre Cot, portò a vendere ai repubblicani una piccola aliquota di caccia e bombardieri, ma la notizia fu resa pubblica dai diplomatici dell'ambasciata spagnola a Parigi, che si erano dimessi per il loro sostegno alla causa nazionalista. Ciò creò una spaccatura nell'opinione pubblica francese che accese le proteste della stampa di destra, che accusò violentemente il governo di Blum di volere una guerra con la Germania, tanto che anche un moderato come lo scrittore cattolico François Mauriac minacciò il governo dalle pagine di Le Figaro con una lettera che concludeva «Fate attenzione, noi non vi perdoneremmo mai questo crimine». Le divisioni del paese peraltro si rispecchiavano nel governo: il futuro eroe della Resistenza francese Jean Moulin, allora capo del gabinetto di Cot, premette per inviare altri aerei alla Repubblica, mentre il segretario generale del ministero degli esteri Alexis Léger ne sabotava l'attuazione. La stessa ala socialista era divisa tra interventismo e prudenza, così Blum, sotto la pressione dello stesso presidente della Repubblica Albert Lebrun alla fine desistette dai suoi propositi. Alla necessità di impedire la nascita di un nuovo stato fascista ostile alla Francia sul confine meridionale, l'opposizione replicava che proprio una stretta neutralità avrebbe garantito che chiunque avesse vinto in Spagna non le sarebbe poi stato nemico, così il 25 luglio il governo francese adottò ufficialmente la decisione di non inviare alcun aiuto militare al governo spagnolo (non si andò oltre all'invio semiclandestino di 13 caccia e 6 bombardieri privi di armamento).
La Francia peraltro in quel periodo si trovava in uno stato di estrema debolezza alla quale poteva ovviare solo tenendo ben saldi i legami con l'altro attore principale della politica europea, la Gran Bretagna, tant'è vero che la decisione del 25 luglio fu preceduta da un viaggio a Londra di Blum e Yvon Delbos in cui essi erano stati sconsigliati dai governanti inglesi dal fornire armi alla Repubblica, pena il dover affrontare da soli le conseguenze. Così il governo di Blum stretto fra due fuochi - l'opposizione della destra che minacciava il governo di usare la forza e l'intransigenza britannica - optò per la linea del non-intervento, alla quale contribuì non poco la paura di una guerra civile in Francia causata dall'insurrezione delle forze reazionarie francesi.

#### Regno Unito
Il Regno Unito dal canto suo era fermamente deciso ad evitare un allargamento del conflitto, anche se il governo britannico guardava alla Spagna in un più ampio contesto di politica estera, in cui erano in gioco interessi e problemi più complessi.
Oltre a voler evitare il rischio di una conflagrazione europea, la politica di appeasement mirava anche a stornare le pretese tedesche verso est, difatti la disponibilità britannica a sacrificare Austria e Cecoslovacchia, e i tentativi prima di Stanley Baldwin e poi di Neville Chamberlain di trovare una scappatoia dall'accordo che vincolava la Gran Bretagna alla difesa della Polonia non furono altro che una logica conseguenza della politica adottata dal Foreign Office a partire dal 1935, quando Londra aveva cominciato a fingere di non vedere il riarmo tedesco.
La Gran Bretagna aveva inoltre forti interessi commerciali con la Spagna, con notevoli investimenti nel settore minerario, nel settore tessile e nella produzione di sherry, olio di oliva e sughero, e il mondo finanziario britannico simpatizzava apertamente con i nazionalisti e gli agrari spagnoli, i quali avrebbero garantito un mantenimento dello status quo, messo invece a rischio dalla volontà dei socialisti spagnoli di collettivizzare le terre a favore dei braccianti. C'erano poi ragioni ideologiche e culturali che fecero propendere alcuni ministri inglesi a considerare con occhio benevolo l'ascesa dei nazionalisti - come accadde prima con l'ascesa di Mussolini e Hitler - in ottica anticomunista e anti-rivoluzionaria.
Tutti questi fattori, sommati alla volontà di evitare la guerra a ogni costo, non poterono far altro che indirizzare i governanti britannici verso il non-intervento, e Londra non fornì alcun aiuto alla Repubblica, quasi che non ci fosse alcuna differenza tra il governo legittimo e i generali sediziosi.

#### Stati Uniti d'America

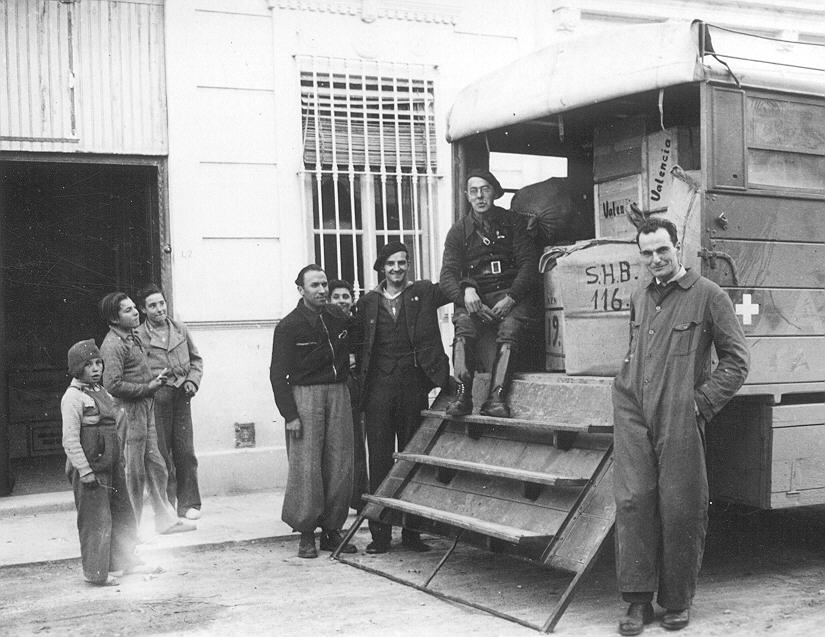
Volontari internazionali del Service Civil International con aiuti alimentari per la Repubblica

Anche gli Stati Uniti d'America si adeguarono rapidamente alla linea del non-intervento. Impegnati a contenere gli effetti della crisi del '29 e con interessi economici in Spagna insignificanti, a prendere in mano l'opinione pubblica furono i grandi media legati alla destra cattolica, che si schierarono con i ribelli. Roosevelt si inchinò alla lobby della destra cattolica che paventava il pericolo comunista, e il 7 agosto il segretario di Stato William Philips annunciò che gli USA si sarebbero «scrupolosamente astenuti da qualsiasi ingerenza nella sfortunata situazione spagnola», e pochi giorni dopo usò per la prima volta la formula dell'«embargo morale» sulla vendita di armi alla Repubblica, definendolo un mezzo per conservare la pace mondiale. Il periodico liberale The Nation protestò che un simile gesto equivaleva a una presa di posizione a sfavore della Repubblica, mentre i nazionalisti erano foraggiati da Germania e Italia.
Una cosa è certa, l'embargo statunitense penalizzò molto più la Repubblica che i nazionalisti: il presidente filonazista della Texaco, Thorkild Rieber fornì a credito sei milioni di dollari di petrolio ai nazionalisti, mentre alla Glenn L. Martin Company di Baltimora non fu permesso di inviare alla Repubblica alcune parti di ricambio ordinate mesi prima.
L'ambasciatore della Casa Bianca in Spagna, Claude Bowers, fu uno dei pochi a spendersi a favore della Repubblica, inviando una notevole serie di missive a Roosevelt chiedendo un cambio di atteggiamento, senza però riuscire a persuaderlo. Solo nel 1939, quando Bowers tornò a Washington, Roosevelt gli confessò: «Abbiamo commesso uno sbaglio; lei aveva visto giusto fin dal principio», mentre un eminente diplomatico statunitense Sumner Welles, ebbe a dire anni dopo: «Di tutte le nostre scelte politiche ciecamente isolazioniste, la più disastrosa fu l'atteggiamento che tenemmo verso la guerra civile spagnola».

#### Unione Sovietica
La posizione più complessa e sofisticata però, fu indubbiamente quella dell'Unione Sovietica. La linea di condotta del Comintern aveva già accantonato da tempo l'obiettivo di diffondere la rivoluzione, e ora si impegnava a favorire e migliorare i rapporti con gli stati borghesi dell'Occidente. L'ascesa del nazismo in Germania convinse Iosif Stalin che occorreva allearsi con le democrazie capitaliste, vale a dire Francia e Gran Bretagna, così dopo aver riallacciato i rapporti con la Spagna nel 1933, il 2 maggio 1935 venne siglato un patto di mutua assistenza con la Francia, e poco dopo la firma del patto si svolse a Mosca il VII Congresso del Comintern, dove viene formulata una strategia che salvaguardasse l'Unione Sovietica da attacchi esterni anche grazie ad una politica comune dei partiti comunisti europei.
Questa linea di condotta fu dettata principalmente dai disegni aggressivi di Hitler sui territori sovietici, per cui Stalin non solo desiderava stringere alleanze con Francia e Gran Bretagna, ma si premurò anche di non compiere alcun gesto che potesse irritare Hitler. Per questo motivo fu inizialmente molto restio a un intervento in Spagna. Stalin si dibatteva dunque su un dilemma; da una parte non poteva stare a guardare mentre la Repubblica veniva affondata da un nuovo regime filofascista che avrebbe forse favorito l'estrema destra della confinante Francia e messo a repentaglio il patto franco-sovietico, mentre dall'altra parte una Repubblica vittoriosa, che avrebbe potuto farsi tentare da una rivoluzione di sinistra, avrebbe indispettito le democrazie capitaliste impaurite da ogni sussulto anche lontanamente rivoluzionario, sospingendole quindi ad avvicinarsi ai due stati fascisti. In sostanza Stalin aveva bisogno che la Repubblica non fosse sconfitta, ma che la sinistra rivoluzionaria non riportasse una vittoria netta.

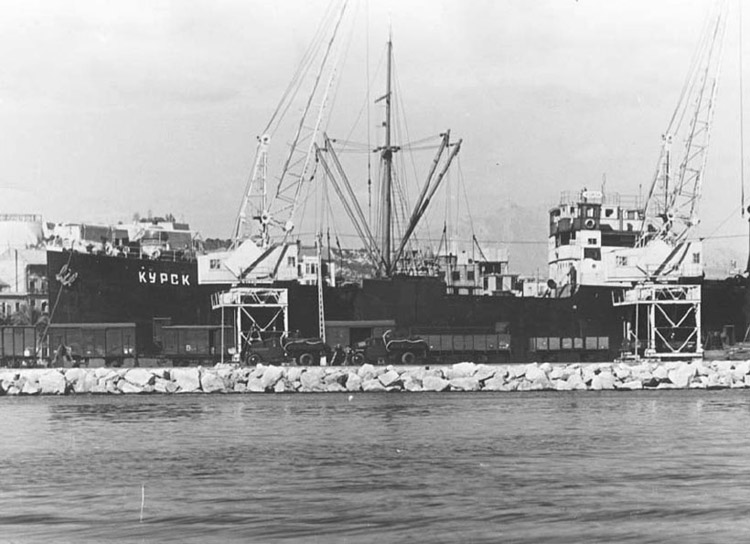
La nave sovietica Kursk al porto di Alicante, dicembre 1936

La posizione di Stalin iniziò a cambiare quando ricevette la notizia dei bombardieri italiani precipitati mentre facevano rotta verso il Marocco spagnolo. Questo scatenò grosse manifestazioni in URSS e sottoscrizioni in denaro a favore della Repubblica, ma il leader sovietico iniziò a inviare aiuti alla Spagna repubblicana solo quando fu certo che la linea del non-intervento che nel frattempo avevano sottoscritto anche Germania e Italia, non fosse altro che un paravento utilizzato dai due paesi fascisti per nascondere i loro aiuti ai nazionalisti.
(Jawaharlal Nehru )
La politica del non-intervento, che di fatto mise la Repubblica in netto svantaggio, e confermò il carattere anti-rivoluzionario della diplomazia internazionale, venne sancita ufficialmente nell'agosto 1936 su iniziativa francese, e vi aderirono ventisette nazioni, ma i suoi effetti furono del tutto insignificanti: gli interventi di Italia e Germania proseguirono come se nulla fosse, e successivamente anche quelli dell'URSS. La Commissione per il non-intervento istituita a Londra il 9 settembre fu poco più che una finzione, una finzione che però ostacolò moltissimo la Repubblica e favorì i ribelli, e mentre l'Unione Sovietica ne accettò inizialmente le clausole per mantenere relazioni cordiali con l'Occidente, i due paesi dell'Asse le irrisero apertamente, anzi, era un paravento così utile per la loro causa che ne difesero l'esistenza. Nonostante le iniziali denunce di Stalin, il governo britannico e il conservatore Lord Plymouth - presidente della Commissione - furono molto accondiscendenti con i paesi fascisti e ostili nei confronti dell'Unione Sovietica, così alla fine l'Unione Sovietica si decise ad intervenire. Gli aiuti dell'Unione Sovietica risposero dunque a una serie di esigenze, ma non furono del tutto disinteressati, soprattutto furono più che garantiti dal deposito aureo del Banco de España, che venne quasi interamente trasferito in URSS, fatto che se da una parte diede un'argomentazione propagandistica ai nazionalisti, dall'altra era una vera e propria necessità, dato che la Repubblica non aveva altra alternativa per procurarsi gli armamenti necessari per sopravvivere.
La prima nave sovietica carica di armi - il Komsomol - attraccò a Cartagena il 15 ottobre 1936, mentre Italia e Germania da almeno due mesi e mezzo inviavano sistematicamente materiale bellico ai ribelli. Ma Stalin decise di inviare alla Repubblica solo gli aiuti necessari per tenerla in vita il più a lungo possibile e nel frattempo tenere impegnato Hitler, difatti le armi che arrivavano erano soggette a due limitazioni: la prima fu che i proletari spagnoli le utilizzassero senza varcare i limiti accettabili imposti dagli statisti anglo-francesi (cioè che non si andasse oltre alle azioni di guerra convenzionale), la seconda fu che a usufruirne sarebbero state solo le milizie legate al PCE, cosa che nel prosieguo della guerra si rivelò una decisione deleteria e piena di contraddizioni.

#### Le brigate e i volontari internazionali
(Simone Weil, Lettera a Georges Bernanos, 1938.)
La politica del non-intervento confermò sia nei fascisti sia negli anti-fascisti il disprezzo per i non-interventisti. Inoltre accrebbe enormemente il prestigio dell'Unione Sovietica, la sola potenza accorsa in aiuto al legittimo governo spagnolo, nonché il prestigio dei comunisti dentro e fuori la Spagna, non solo perché essi organizzarono la resistenza delle forze repubblicane, ma anche perché organizzarono l'aiuto internazionalista di migliaia e migliaia di volontari che decisero di sposare la causa repubblicana.
Ancor prima che il Comintern cominciasse ad organizzare le Brigate internazionali, e ancor prima che le Colonne di volontari facessero la loro comparsa al fronte, un certo numero di volontari combatteva già per la Repubblica, tra i quali circa 250 atleti che il 19 luglio avrebbero dovuto dare inizio all'Olimpiade Popolare a Barcellona, ma che alla notizia del colpo di Stato rimasero a combattere a fianco della Repubblica.
Alla fine oltre 40 000 volontari provenienti da più di cinquanta nazioni andarono a combattere per la causa repubblicana, in un conflitto che ai contemporanei parve il fronte centrale di una battaglia ideologica contro l'avanzata del fascismo in Europa e forse nel mondo. La guerra di Spagna forgiò in anticipo quello schieramento di forze che, pochi mesi dopo la vittoria di Franco, si sarebbe riproposto su scala globale. Anche a favore del campo nazionalista accorsero, seppur in misura minore, volontari internazionali, in particolare da Portogallo, Irlanda e Romania.
La guerra civile spagnola assunse così una dimensione simbolica decisiva che tracciò nuove frontiere e ridefinì le posizioni in campo intellettuale. Da una parte il triangolo tra liberismo, comunismo e fascismo che si era profilato alla fine della Grande Guerra, con i diversi sistemi di alleanze che ne derivarono e la possibilità, da parte di larga parte degli intellettuali, di ritirarsi in una comoda posizione di osservatrice, si ridusse ora in uno scontro tra fascismo e antifascismo che polarizzò il campo intellettuale. Romanzieri e poeti indossarono sia l'uniforme repubblicana sia, meno spesso, quella franchista: Henri Massis e Paul Claudel scrissero odi alla gloria di Franco, con Massis che vide la «riconquista» della Spagna contro i «rossi» una «febbre creatrice che si mescola al sangue e della morte», aderendo alla retorica della crociata contro il marxismo; mentre gli scrittori falangisti Ramiro Ledesma e García Serrano scoprirono il mito jüngeriano della morte in combattimento. I poeti repubblicani risposero a questa estetica della morte con la politicizzazione della loro arte e l'inevitabilità della lotta, con le poesie Spagna di Wystan Hugh Auden e Spiego alcune cose di Pablo Neruda che elevavano la violenza antifascista come violenza necessaria per contrastare il fascismo.

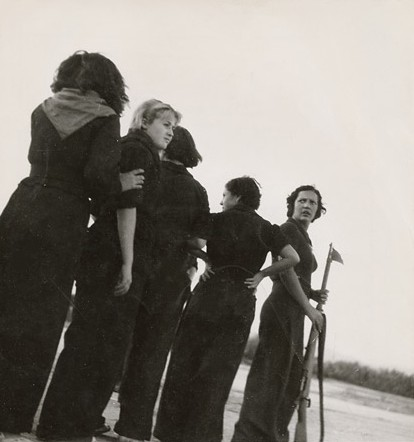
Miliziane repubblicane durante un'esercitazione, fotografate da Gerda Taro nel 1936

### La posizione degli intellettuali
Ma fu la difesa della Repubblica a identificarsi con quella della cultura europea, e numerosi furono gli scrittori e gli artisti che si arruolarono nelle Brigate internazionali o si recarono in Spagna per sostenere la Repubblica. Lo scrittore George Orwell che decise di arruolarsi nella milizia del POUM, Ernest Hemingway, Simone Weil, sostennero attivamente la causa repubblicana, come fecero il poeta cubano Nicolás Guillén o il messicano Octavio Paz futuro Premio Nobel. Si recarono in Spagna gli scrittori russi Il'ja Ėrenburg e Michail Kol'cov, lo scrittore tedesco Ludwig Renn (che divenne comandante del battaglione Thaelmann), mentre soprattutto in area anglosassone, dove peraltro i partiti comunisti avevano poca presa, una lunga lista di intellettuali si schierò idealmente con la Repubblica: da Bertolt Brecht a Samuel Beckett, passando per Virginia Woolf, Pearl S. Buck, Aldous Huxley (il quale si sentiva particolarmente vicino agli anarchici), Sinclair Lewis, John Steinbeck, Erskine Caldwell, Theodore Dreiser, Julian Bell, John Cornford, André Malraux, John Dos Passos e molti altri. Anche in Francia un numero preponderante di artisti si schierò per la Repubblica, dai capifila del movimento surrealista Louis Aragon e André Breton che si schierarono su posizione filo-anarchiche, ai più moderati Antoine de Saint-Exupéry e Jean Giraudoux, ai giovani Paul Nizan e Jean-Paul Sartre.
Ma per molti intellettuali il solo fatto che Hitler e Mussolini si fossero schierati con i nazionalisti bastava per determinare la scelta di campo, tra questi si ricordano Albert Einstein, Thomas Mann e Rabindranath Tagore.

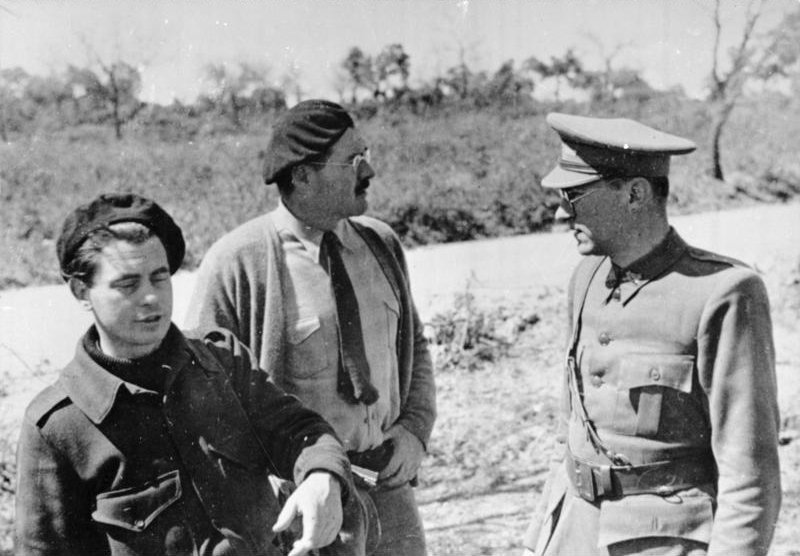
Joris Ivens (a sinistra) ed Ernest Hemingway (in centro) con Ludwig Renn durante la Guerra civile spagnola

In campo spagnolo la scelta della maggioranza dei grandi scrittori e pensatori non fu netta e decisa, quanto piuttosto dettata dalle circostanze che da intime convinzioni. Spesso chi si trovò nei territori dei nazionalisti fu spinto ad aderire alla causa franchista per non passare guai, mentre da parte repubblicana molti intellettuali che all'inizio "portarono sulle spalle" la Repubblica, con il prosieguo della guerra civile la abbandonarono; uno fra tutti il filosofo Miguel de Unamuno, che a seguito del golpe si distanziò dalla Repubblica a causa della violenza con cui nelle prime settimane venivano eliminati gli oppositori. Non si può comunque negare che la maggior parte della cultura spagnola scelse la Repubblica: Max Aub, Ramón J. Sender, Pablo Picasso, Joan Miró, Luis Buñuel e María Zambrano solo per citarne alcuni, mentre dall'altra parte, a fianco di personalità come José María Pemán - futura colonna portante della cultura franchista - si affiancarono poeti e scrittori legati all'aristocrazia terriera come Manuel Machado, Eugeni d'Ors, Ramiro de Maeztu, Dionisio Ridruejo, Ernesto Giménez Caballero, Gonzalo Torrente Ballester e, tiepidamente, il pittore Salvador Dalí.
La guerra civile dunque divenne uno scontro che non apparteneva più solo alla Spagna, l'intervento di Hitler e Mussolini a sostegno di Franco l'avevano trasformata anche, e soprattutto, in uno scontro internazionale tra fascismo e antifascismo. Gli intellettuali che si schierarono con la Repubblica capirono che la posta in gioco della guerra non era solo la sua sopravvivenza, ma i valori di libertà e democrazia che la trascendevano. Un valore simbolico dunque, rappresentato dal poeta Stephen Spender quando su Left Review scrisse: « [...] se Franco vince, il principio della democrazia avrà ricevuto un duro colpo». In prima fila in quella battaglia per la democrazia vi si posizionarono i comunisti, che in breve tempo furono gli unici in grado di organizzare le Brigate internazionali in cui molti intellettuali combatterono, tanto che reparti come il 5º Reggimento adottarono distintivi molto simili a quelli dell'Armata Rossa e venne adottata la figura del commissario politico che affiancava i comandanti. Il loro stato maggiore fu integralmente comunista, dal comandante André Marty al commissario generale Luigi Longo ("Gallo"), ai comandanti e commissari delle singole brigate; la stessa Colonna Italiana (una delle primissime unità di volontari che raggiunsero la Spagna), essendo emanazione di una lunga opposizione italiana al fascismo fu l'unità con la maggior presenza di antifascisti non-comunisti (fu infatti comandata fino al marzo 1937 dal repubblicano Randolfo Pacciardi ed ebbe tra i più importanti dirigenti politici l'azionista Emilio Lussu), ma i suoi due commissari politici erano comunque comunisti: Antonio Roasio e Ilio Barontini. Inoltre gran parte dei quadri che svolsero diversi incarichi militari e organizzativi nelle Brigate era formata da "rivoluzionari di professione" di ogni nazionalità che venivano direttamente o indirettamente da Mosca, come il tedesco Franz Dahlem (per sei mesi sostituto di Marty), lo statunitense Robert Merriman, comandante del Battaglione "Lincoln", o l'ex-deputato italiano Guido Picelli, caduto nel gennaio 1937. E molti dei comandanti delle Brigate, nel dopoguerra divennero protagonisti dei governi comunisti e filo-comunisti nell'Est Europa, come i tedeschi Walter Ulbricht e Friedrich Dichel, il ceco Klement Gottwald, l'albanese Enver Hoxha, lo jugoslavo Josip Broz ("Tito") e altri.
Nonostante la capacità dei comunisti di monopolizzare o quasi la lotta, l'antifascismo fu il comun denominatore politico delle Brigate internazionali, nei reparti comunisti come in quelli che gravitavano attorno agli anarchici; la figura più rappresentativa dei volontari stranieri della prima ora fu certamente Carlo Rosselli, leader del movimento Giustizia e Libertà e fondatore assieme all'anarchico Camillo Berneri della Colonna Italiana (o Sezione italiana della Colonna Ascaso) - che fu protagonista dei primi scontri in cui furono protagonisti i volontari stranieri - e che divenne subito celebre per la sua frase «oggi in Spagna domani in Italia», a conferma della volontà degli antifascisti di combattere il fascismo in ogni luogo ove fosse necessario.
Con Albacete come centro decisionale e di addestramento delle Brigate internazionali in Spagna, il centro principale per il loro arruolamento divenne Parigi, dove il Partito Comunista Francese e italiano si occupavano dell'organizzazione e della logistica delle Brigate, dato che le dittature fasciste o filofasciste occupavano l'Europa centrale rendendo difficoltoso per gli antifascisti dell'Europa dell'Est trasferirsi in Spagna. Polacchi in esilio dal regime militare di Józef Piłsudski assieme a ungheresi in fuga dal dittatore Miklós Horthy, romeni che volevano evitare la Guardia di Ferro e greci che lasciavano la dittatura di Ioannis Metaxas, giunsero a Parigi affrontando viaggi pericolosi e incerti, per poi imbarcarsi a Marsiglia verso Barcellona o Valencia, oppure marciare di notte attraverso i Pirenei via Perpignano.
Il comitato organizzativo delle Brigate internazionali il 26 ottobre si trasformò in un Consiglio militare che comprendeva Vidal Gayman ("Vidal"), Vittorio Vidali ("Carlos Contreras") e il generale Karol Świerczewski ("Walter"), con il generale Manfred Stern ("Emilio Kléber") in qualità di comandante militare, mentre numerosi comandanti e consiglieri militari dell'Armata Rossa furono fatti arrivare in Spagna per riferire al generale Kliment Efremovič Vorošilov l'andamento delle operazioni e la situazione politica all'interno delle Brigate.

## Le operazioni militari
Zone nazionaliste nel luglio 1936
     Avanzata nazionalista a sett. 1936
     Avanzata nazionalista ott. 1937
     Avanzata nazionalista a nov. 1938
     Avanzata nazionalista a febb. 1939
     Ultime aree sotto controllo repubblicano

Mappa riepilogativa delle operazioni 1936-1939:
Legenda
Zone nazionaliste nel luglio 1936
Avanzata nazionalista a sett. 1936
Avanzata nazionalista ott. 1937
Avanzata nazionalista a nov. 1938
Avanzata nazionalista a febb. 1939
Ultime aree sotto controllo repubblicano
Principali città nazionaliste
Principali città repubblicane
Battaglie campali
Battaglie navali
Città bombardate
Massacri
Campi di concentramento Campi profughi

Fu soltanto all'inizio di agosto che le rispettive zone diventarono chiare e i fronti riconoscibili. Solo a questo punto ci si rese conto che la Spagna si trovava di fronte ad una guerra civile anziché ad un colpo di Stato contrastato con la forza, e l'insuccesso della Repubblica nel reprimere gli insorti fece in modo che il governo legittimo si trovasse coinvolto in un tipo di combattimenti per cui non era preparato, in cui per vincere erano necessarie qualità che in un primo tempo non possedeva.	
I generali nazionalisti d'altronde avevano bisogno di rapide conquiste territoriali per convincere l'opinione pubblica interna ed estera, l'ineluttabilità della loro vittoria, e l'Armata d'Africa di Franco era l'arma più efficace a disposizione dei nazionalisti.
Il ponte aereo e il sistema di convogli organizzato da Franco furono la prima vittoria propagandistica a favore del generale spagnolo, che acquisì grande prestigio. Il 7 agosto Franco atterrò a Siviglia stabilendovi il proprio quartier generale, e iniziando a raccogliere attorno a sé il nucleo dello Stato Maggiore formato da uomini a lui fedeli, come Carlos Díaz Varela, il colonnello Martín Moreno, il generale Alfredo Kindelán e il generale Millán Astray, ma già dal giorno 3, Franco aveva dato ordine a tre colonne di soldati dell'Armata d'Africa di mettersi in marcia verso Madrid.
Al comando di tutte e tre le colonne Franco mise il fedele Yagüe Blanco, il quale, anche grazie alla copertura aerea fornita dagli S.M.81 e dagli Ju 52, non ebbe difficoltà ad impadronirsi di paesi e città in provincia di Siviglia, di Badajoz, di Mérida, di El Real de la Jara, di Monesterio, Llerena, Zafra, Los Santos de Maimona uccidendo tutti i militanti, effettivi o presunti, del Fronte Popolare in cui si imbattevano e lasciandosi alle spalle una terribile scia di sangue. La fucilazione dei contadini-miliziani catturati venne beffardamente soprannominata «la riforma agraria». In poco più di una settimana le truppe di Franco avanzarono di duecento chilometri, e qualche giorno dopo entrarono in contatto con le forze di Mola provenienti da nord, unendo le due parti nazionaliste a nord e sud della Spagna.

L'alone di terrore che circondava l'avanzata dei regulares marocchini e dei legionarios fu una delle armi più potenti a disposizione dei nazionalisti in quel primo periodo di guerra; alla conquista di ogni grande città seguiva il massacro di prigionieri e la violenza sulle donne. Se le truppe di Franco ebbero inizialmente più successo di quelle di Mola, fu anche perché a ogni singola vittoria seguiva un bagno di sangue, oltre al fatto che le truppe africane erano meglio addestrate a combattere in campo aperto. Le milizie repubblicane combattevano disperatamente quando si trovavano al riparo di edifici o fra gli alberi, ma non erano in grado di manovrare quando si trovavano allo scoperto, e Franco seppe sfruttare questa superiorità iniziale, e progettava di conseguenza le operazioni assieme al suo stato maggiore.

### Agosto-ottobre 1936: l'avanzata su Madrid e la campagna di Gipuzkoa
L'11 agosto Franco scrisse a Mola una lettera in cui affermava che l'obiettivo primario per i nazionalisti era quello di occupare Madrid, insistendo comunque sul fatto che fosse necessario spezzare la resistenza nelle zone occupate, in particolar modo in Andalusia. Suggeriva perciò di stringere d'assedio la capitale, e concludeva con un'affermazione che si rivelerà di grande peso nelle decisioni successive: «Non sapevo che l'Alcázar di Toledo fosse ancora difeso. L'avanzata delle nostre truppe alleggerirà la tensione su Toledo e ne procurerà la liberazione senza dover distogliere le nostre forze che potrebbero essere necessarie altrove».
Al tempo in cui Franco scrisse la lettera, Mola - senza cogliere le implicazioni che una decisione del genere avrebbe potuto avere - decise di non proseguire a sua volta nella ricerca di aiuti stranieri, ora che Franco li aveva ottenuti, consegnando di fatto a lui il controllo dei rifornimenti italo-tedeschi. La cosa fece apparire Mola come il vicecomandante di Franco agli occhi di Hitler e Mussolini, i quali iniziarono a considerare Franco come il comandante unico dei nazionalisti, d'altra parte la pianificazione congiunta degli aiuti militari per gli italo-tedeschi richiedeva la presenza di un unico comandante supremo nazionalista con cui comunicare.
Il 14 agosto le forze di Yagüe Blanco, dopo aver preso Mérida, fecero un'inversione di marcia verso Badajoz, che venne conquistata al costo di gravi perdite, ma permise ai nazionalisti di collegare le zone nord e sud e di avere libero accesso alla frontiera con il Portogallo del dittatore António de Oliveira Salazar, loro grande alleato.
Mentre le truppe di Franco ripresero la loro marcia attraverso l'Estremadura e la Nuova Castiglia verso Madrid, a nord Mola decise di attaccare la provincia basca di Gipuzkoa per isolare i Paesi Baschi dalla Francia. L'aviazione italo-tedesca colpì per giorni su Irun e San Sebastián, mentre dal mare l'obsoleta ma incontrastata flotta nazionalista scaricava bordate contro le città basche. I difensori repubblicani, male armati e male addestrati, nonostante il coraggio e il sacrificio furono sopraffatti: il 3 settembre cadde Irún e il 12 San Sebastián. Fu una vittoria chiave per i nazionalisti, Gipuzkoa era una ricca provincia agricola con industrie pesanti, e sul piano strategico la zona repubblicana del nord venne di fatto completamente isolata; le provincie di Biscaglia, Santander e delle Asturie potevano comunicare con il resto del territorio repubblicano solo per via aerea e marittima.

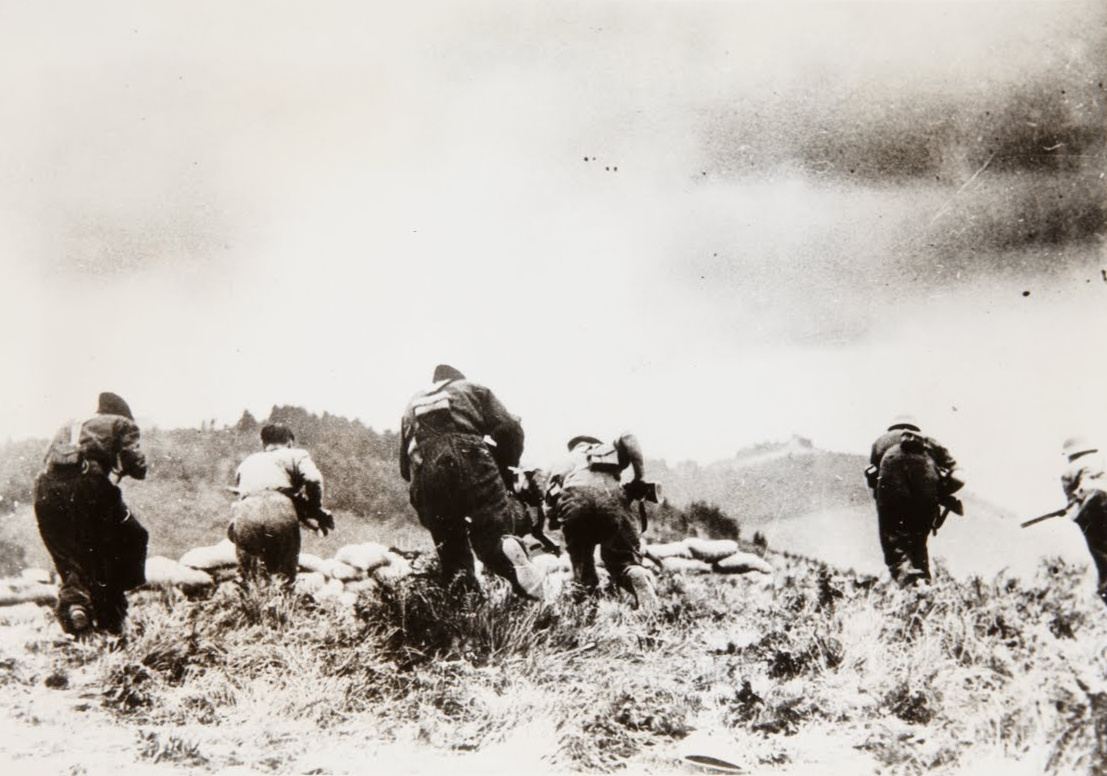
Contrattacco di truppe repubblicane a Irún

Quello stesso 3 settembre oltre alla perdita di Irún a nord, lungo la via per Madrid le forze di Franco si impossessarono di Talavera de la Reina. Queste sconfitte militari fecero cadere il governo di José Giral, che venne quindi sostituito da un gabinetto più rappresentativo della base operaia della Repubblica, affidato al socialista Largo Caballero, che diede un nuovo impulso alla Repubblica che ora poteva contare su maggior chiarezza politica e un'autorità centrale che costituì il corollario per la successiva resistenza repubblicana. L'attenuazione dell'indecisione politica in campo repubblicano convinse gli alti gradi dell'esercito nazionalista dell'urgenza di unificare il comando, così Kindelán suggerì di riunire la Junta e i generali nazionalisti più anziani, per risolvere la questione. La riunione presieduta da Cabanellas si tenne il 21 settembre nei pressi di Salamanca, giorno in cui le truppe dell'Armata d'Africa entrarono a Maqueda, località dove la strada proveniente da sud si biforca inoltrandosi a nord verso Madrid e a est verso Toledo. Tutti gli ufficiali presenti alla riunione, ad eccezione di Cabanellas che propugnava una leadership costituita da un comitato, concordarono sulla necessità di un comando supremo, tanto perché lo richiedeva la situazione militare, tanto perché questa soluzione avrebbe facilitato i contatti con Hitler e Mussolini. Franco - che aveva saputo avvicinarsi ai monarchici e che poteva contare su molti ufficiali fedeli - uscì dalla riunione con la carica di «generalissimo», e quello stesso giorno prese la decisione di interrompere l'avanzata verso Madrid e di accorrere per liberare l'Alcázar di Toledo, perdendo l'occasione di calare sulla capitale prima che i repubblicani potessero rinforzarne le difese.
L'Armata d'Africa in realtà aveva già notevolmente rallentato il suo passo, anche perché la Repubblica aveva iniziato a schierare uomini meglio addestrati, e già di per sé questo era un motivo più che sufficiente per premere su Madrid; invece il 25 settembre Franco ordinò a Varela (il nuovo comandante dell'Armata d'Africa) di dirigersi verso Toledo.

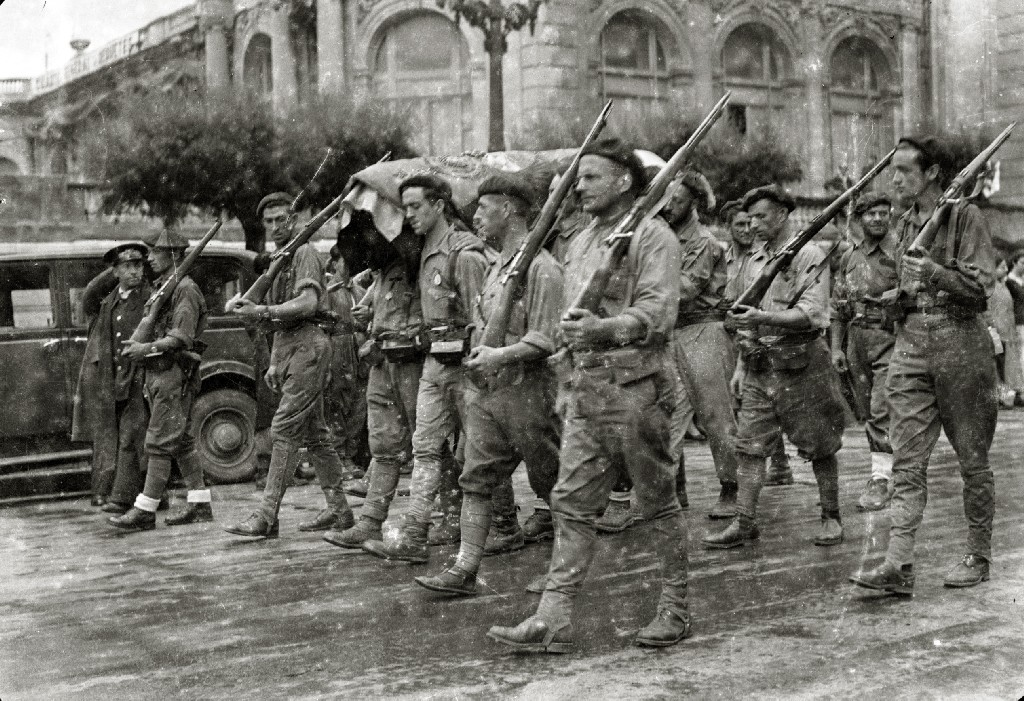
Truppe carliste entrano a San Sebastián

Dal punto di vista militare la decisione di Franco fu inutile, secondo lo storico Paul Preston la sola pressione su Madrid sarebbe probabilmente bastata a distogliere le truppe repubblicane dall'assedio all'Alcázar. La decisione, comunque, non danneggiò i nazionalisti, e allo stesso permise a Franco di accumulare un inestimabile prestigio politico; le scene della liberazione dell'Alcázar vennero mostrate al mondo e Franco divenne dentro e fuori la Spagna il simbolo della fazione nazionalista e il leader in cui le destre europee riponevano le loro speranze. Per di più, sull'onda dell'entusiasmo per la liberazione dell'Alcázar e con l'aiuto di qualche cavillo escogitato dal fratello Nicolás e dal generale Kindelán, Franco il 28 settembre acquisì oltre al comando supremo, anche la carica di capo dello stato. La Junta de Defensa Nacional venne sciolta e sostituita dalla Junta Técnica del Estado, presieduta dal generale Fidel Dávila Arrondo sempre a Burgos, mentre Franco stabilì il Quartier Generale a Salamanca. A Mola venne affidata l'Armata del Nord nata dalla fusione delle sue truppe con l'Armata d'Africa, mentre a Quipo de Llano fu riservata l'Armata del Sud, formata dalle truppe sparse operanti in Andalusia, Badajoz e i nuovi volontari che affluivano di volta in volta dal Marocco.
L'investitura di Franco a nuovo capo dello stato ebbe luogo il 1º ottobre 1936, da quel momento Franco avrebbe parlato di sé stesso come del Jefe del Estado, e diede inizio ad una campagna propagandistica per elevare la sua figura analogamente a quanto fecero Hitler e Mussolini, e per analogia con Führer e Duce, egli si fregiò del titolo di Caudillo - appellativo che rimandava ai guerrieri della Spagna medievale.

### Novembre 1936-marzo 1937: la battaglia per Madrid

La situazione in Spagna nel novembre 1936

Dalla battuta d'arresto di Franco, a novembre Germania e Italia dedussero che occorreva un loro impegno più diretto e consistente a sostegno dell'esercito nazionalista, nonostante imputassero al Caudillo la maggiore responsabilità per la mancata presa della capitale. A livello diplomatico i due paesi furono i primi a riconoscere il governo franchista, mentre a livello militare i due dittatori fascisti stabilirono di accrescere notevolmente gli invii di armamenti e allo stesso tempo di mandare in Spagna contingenti in grado di combattere sul campo. Mussolini decise di mandare un corpo di spedizione comandato dal generale Mario Roatta - che avrebbe operato sotto gli ordini di Franco, ma che di fatto aveva amplissima autonomia - obbligando così l'Italia a sostenere con ogni mezzo i nazionalisti anche in futuro, dato che un impegno così esplicito avrebbe significato anche che l'Italia si sarebbe poi trovata a condividere le fortune o le sfortune militari dei nazionalisti.
Tra il dicembre 1936 e il febbraio 1937 sbarcarono a Cadice circa 48000 soldati italiani inquadrati in quattro divisioni di camicie nere, che costituivano il Corpo Truppe Volontarie (CTV), mentre la Germania - alla quale fu lasciata la gestione dell'arma aerea nazionalista - inviò la Legione Condor, alla quale in diverse occasioni si aggregarono le forze aeree italiane rappresentate dall'Aviazione Legionaria durante le operazioni di bombardamento.
Mola, consultandosi con Franco, mise a punto una strategia che prevedeva di espugnare Madrid in due tempi; il primo attacco da nord-ovest avrebbe dovuto stringere la città in una morsa, mentre da sud-ovest le forze dell'Armata d'Africa avrebbero dovuto sferrare un attacco frontale contro la periferia. L'offensiva fu lanciata il 7 ottobre partendo da nord, da Navalperal lungo il fiume Manzaranes; a ovest da Cebreros e a sud da Toledo. Le difese avanzate della città, già fiaccate dai bombardamenti, furono spazzate via dalle colonne motorizzate nazionaliste, armate di carri veloci di fabbricazione italiana. Tuttavia, se fino a quel momento si era trattato di una guerra simile a quella coloniale contro forze male armate e male addestrate - in cui Franco e gli altri africanistas si erano fatti le ossa - adesso il conflitto cominciava ad assumere la piega di uno scontro tra fronti contrapposti. Dopo aver disperso le sue forze per aiutare Toledo, Franco si accorse solo il 20 ottobre che le difese della capitale si stavano rafforzando, ed emanò frettolosamente l'ordine di «concentrare tutta l'attenzione [...] intorno a Madrid». Inoltre Franco non si assunse la responsabilità della campagna, probabilmente consapevole che a Madrid non avrebbe potuto cogliere i facili allori che aveva colto a Toledo, per cui astutamente lasciò il difficile compito a Mola, il quale pieno di ottimismo nominò un sindaco nazionalista e i suoi assessori convinto di entrare in pochi giorni nella capitale. A fine ottobre le forze di Mola erano entrate in possesso di numerosi villaggi e cittadine circostanti Madrid, tra le quali Brunete, Móstoles, Fuenlabrada, Villaviciosa de Odón, Alcorcón e Getafe, e la capitale venne sommersa da una marea di profughi che calavano in città con il loro carico di pecore e animali domestici, creando non pochi problemi nella distribuzione del cibo e degli alloggi.

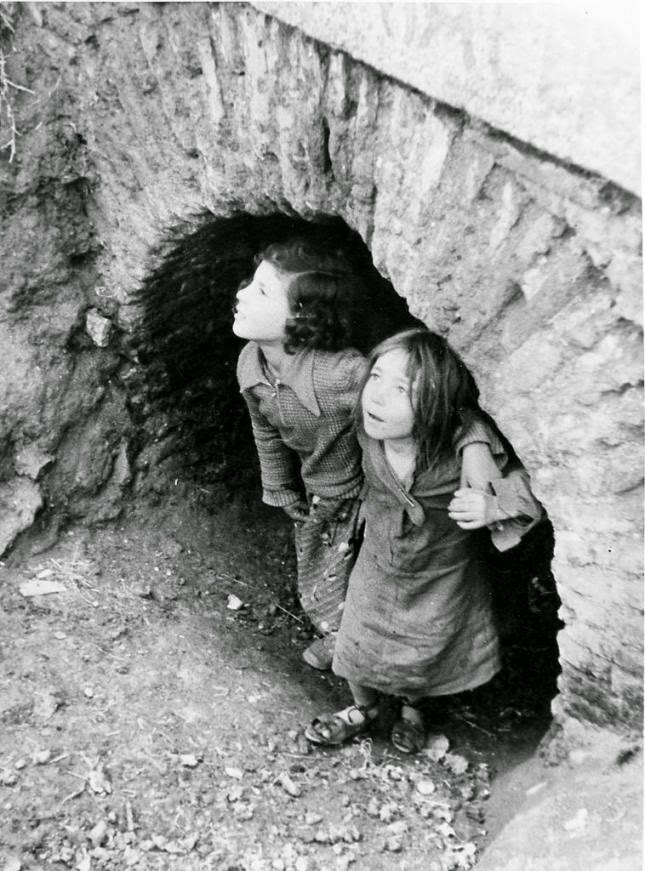
Due bambine scrutano il cielo dal loro rifugio temporaneo dopo un bombardamento nazionalista su Madrid, 1937

L'avanzata estiva dei nazionalisti palesò l'inadeguatezza del governo Giral, che si era trovato nell'assurda situazione di presiedere un gabinetto che rappresentava solo in piccola parte le forze politiche della Repubblica e del Fronte Popolare. Nonostante fosse convinto che le classi lavoratrici dovessero governare da sole, Largo Caballero finì per accettare il punto di vista di Prieto, che sosteneva che per sopravvivere la Repubblica aveva bisogno di un esecutivo sorretto sia dai partiti operai, sia dalla classe media repubblicana. Così il 4 settembre si formò il primo governo del Fronte Popolare presieduto dallo stesso Largo Caballero (che ne era anche ministro della Guerra), e due mesi dopo, il 4 novembre, con i nazionalisti alle porte di Madrid, vi entrarono anche quattro rappresentanti della CNT.
Già da metà ottobre Madrid aveva iniziato ad udire i colpi di artiglieria dell'Armata d'Africa, e il 1º novembre circa 25000 soldati nazionalisti al comando di José Varela avevano ormai raggiunto i sobborghi meridionali della capitale e si preparavano ad entrarvi passando per la Casa de Campo, l'antica riserva di caccia del re, e dalla Città universitaria.
A metà mese arrivò inoltre la Legione Condor sotto il comando di Hugo Sperrle a dare manforte ai nazionalisti, ma il governo di Madrid in previsione della caduta della capitale, dal 6 novembre - a seguito di una riunione di gabinetto molto tesa - decise di trasferirsi a Valencia, e affidare la difesa della capitale a una Junta de Defensa presieduta dal generale José Miaja, mentre Azaña riparò a Barcellona.
La maniera caotica con cui il governo lasciò Madrid fece pessima impressione all'opinione pubblica e diede al partito comunista l'occasione per assumere il comando della difesa della capitale, aumentando enormemente il proprio prestigio. La difesa di Madrid fu infatti una tappa importante nel cammino per il PCE, che lo portò a dirigere l'intero sforzo bellico repubblicano in Spagna.
Nel frattempo il governo repubblicano - nonostante le recriminazione degli anarchici del POUM  emanò alcune direttive per la creazione di un Esercito popolare repubblicano a cui veniva accompagnata l’istituzione di un Commissariato Generale di Guerra che doveva centralizzare e sostenere il lavoro dei commissari politici. Dunque, anche in seno al nuovo esercito repubblicano veniva riprodotta la dinamica dei commissari politici, che affiancarono il loro lavoro a quello dei commissari di guerra, ma questo non evitò che nel percorso di formazione del nuovo organo, il PCE perdesse peso politico. Anzitutto, il governo volle affidare la composizione degli organi direttivi dell’esercito unicamente ai militari di carriera; secondo, il partito perse il suo fondamentale potere d’influenza sul governo dato dal controllo del reggimento più importante per la difesa della Repubblica, il 5º, che fu deciso si sarebbe sciolto. Tutta l'organizzazione delle forze armate venne posta sotto il controllo del Ministero della Guerra, in mano al socialista moderato Indalecio Prieto, e questo puntò politicamente a ridurre il peso dei comunisti nel nuovo esercito. L'Esercito Popolare venne formandosi quindi sin dall'ottobre 1936, ma il processo si concluse parzialmente con lo scioglimento del 5º Reggimento il 27 gennaio 1937 e la sua confluenza nel nuovo apparato militare. Alla fine del 1937 però rimanevano ancora autonome le milizie anarchiche in Catalogna.

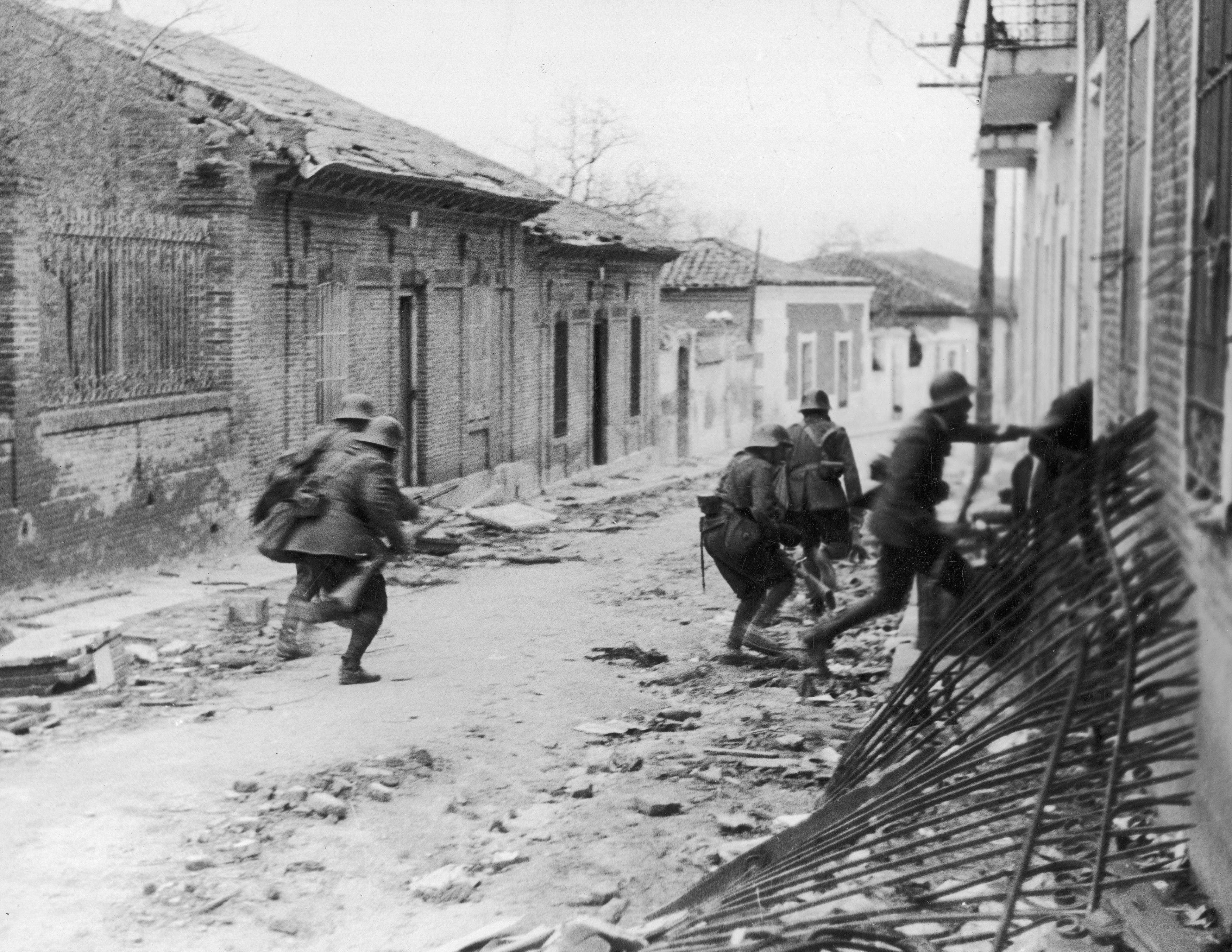
Truppe nazionaliste nei sobborghi della capitale

Praticamente nessuno nel governo repubblicano credeva nella possibilità di difendere Madrid, nemmeno Caballero o lo stesso Miaja, che pensavano che la capitale sarebbe caduta in mano ai ribelli in meno di una settimana. Ma l'avanzata dei nazionalisti rallentata dalla decisione di Franco di liberare l'Alcázar di Toledo, diede alle forze di difesa repubblicane il tempo necessario per rinforzare le difese e ricevere le armi sovietiche, oltre a permettere alle prime unità delle Brigate internazionali di giungere a rinforzo. A organizzarle fu il Comintern, che aveva organizzato una rete di reclutamento a Parigi e addestramento ad Albacete, sotto la guida durissima del comunista francese André Marty. La prima unità raggiunse Madrid l'8 novembre, composta da antifascisti italiani e tedeschi e militari britannici, francesi e polacchi, che contribuì non poco a risollevare il morale degli spagnoli e ad aiutarli nell'uso delle armi. L'11ª Brigata o Colonna internazionale, al comando del generale sovietico Emilio Kléber, assieme al 5º Reggimento del partito comunista e l'11ª Brigata repubblicana, permisero a Miaja di coinvolgere nella difesa della città forze consistenti.
Anche la cittadinanza madrilena fu coinvolta nella difesa, incitata dalle parole di Dolores Ibárruri, che oltre a rendere famoso lo slogan «¡No pasarán!» arringava le folle proclamando: «Meglio morire in piedi che vivere in ginocchio».
Uno dei primi battaglioni a entrare in azione a Madrid fu il Thälmann, costituito quasi esclusivamente da comunisti tedeschi in fuga dal regime nazista. Ma non tutti i volontari giunti in Spagna erano comunisti; nonostante la propaganda franchista - e successivamente quella anticomunista statunitense - abbia spesso cercato di dipingere i volontari come semplici burattini di Mosca, questi in realtà erano soprattutto animati dall'idealismo della lotta contro il fascismo, e non erano al corrente dei crimini stalinisti in Unione Sovietica. Questi uomini, al contrario degli statisti dei paesi democratici, avevano colto l'importanza di questa lotta per la libertà.
Il 14 novembre arrivò a Madrid anche la colonna del leggendario combattente anarchico Buenaventura Durruti, che perse la vita la settimana successiva in circostanze ancora oggi poco chiare. Al suo funerale parteciparono centinaia di migliaia di persone, ma quella fu l'ultima manifestazione pubblica di forza del CNT; da quel momento in poi le recriminazioni tra comunisti e anarchici catalizzarono la politica di questi ultimi, che non riuscirono più a imporre la loro visione politica-militare in seno alla repubblica, a tutto vantaggio del PCE.

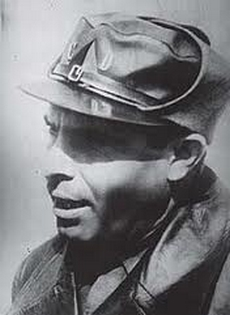
Il leader anarchico Buenaventura Durruti

Il logoramento fisico delle truppe nazionaliste si fece sempre più importante e Yagüe Blanco e Varela suggerirono di eseguire attacchi rapidi attraverso i sobborghi della capitale per fiaccare la resistenza nemica in vari punti, Mola al contrario rimase convinto di poter compiere un attacco frontale decisivo lungo tutto il fronte. Tra il 6 e 7 novembre Franco, cauto come sempre, bocciò entrambi i piani e lasciò Mola col compito di continuare a premere sulla Città universitaria e lungo la direttrice del Manzaranes.
Varela e Yagüe comprensibilmente fiduciosi ritardarono l'offensiva finale per far riposare le truppe, ma non erano al corrente che il 7 novembre i repubblicani fossero entrati in possesso dei piani d'attacco di Varela ritrovati dentro un carro armato nazionalista. Questo episodio e l'arrivo dei rinforzi nella capitale creò uno stato di modesto ottimismo nei comandi repubblicani. L'attacco di Varela del 10 novembre lungo la Casa de Campo a ovest di Madrid fu respinto, con gravi perdite tra i nazionalisti, mentre il 15 novembre iniziarono i combattimenti all'arma bianca tra le Brigate internazionali e le truppe nordafricane nella Città universitaria. Dal 12 novembre erano inoltre iniziati i bombardamenti sistematici sulla capitale da parte della Legione Condor, ma l'impatto dell'arma aerea sulle operazioni fu di fatto trascurabile, con i tedeschi ansiosi soprattutto di misurare le distruzioni dei bombardamenti aerei su un'area urbana piuttosto che supportare le truppe di terra.
Il 23 novembre l'avanzata nazionalista si era ormai esaurita, le forze repubblicane assieme alle Brigate e allo stoicismo della popolazione madrilena riuscirono a fermare l'Armata d'Africa nei pressi della Città universitaria, a pochi chilometri dal centro città, e Miaja divenne un eroe popolare anche grazie all'uso propagandistico che il PCE fece della sua figura. I comunisti si erano resi conto che ai madrileni serviva una figura eroica, e Miaja fu perciò tenuto su un piedistallo, ma in molti consideravano Miaja sciatto e incompetente. Il giornalista Michail Kol'cov per esempio, sosteneva che le operazioni nella capitale fossero in realtà coordinate dal colonnello - poi generale - Vicente Rojo, che Caballero aveva nominato capo di stato maggiore prima di riparare a Valencia. Ma la figura di Miaja con il suo ottimismo e la sua tenacia contribuirono a tenere alto il morale delle truppe madrilene che resistettero agli attacchi dei nazionalisti, nonostante avesse ereditato una situazione militare talmente disperata che fu ritenuto da molti, compreso sé stesso, il capro espiatorio sulla cui testa sarebbe ricaduto il biasimo per la caduta di Madrid.

#### Malaga, Jarama e Guadalajara
L'arresto delle truppe di fronte a Madrid fu il primo vero scacco subito dalle forze nazionaliste, il cui logorio era talmente ampio che se in quel momento la Repubblica fosse stata in grado di passare al contrattacco - secondo Paul Preston - avrebbe potuto forse infliggere un vero e proprio rovescio ai ribelli. Varela e Yagüe in quei momenti concitati ammisero ad un consigliere militare tedesco: «Siamo spacciati. Non ce la faremo a resistere in nessun punto se i rossi riusciranno a contrattaccare». Ma Franco non si perse d'animo, forte anche del riconoscimento che quattro giorni prima Roma e Berlino avevano concesso alla giunta militare di Burgos, cosa che avrebbe legò indissolubilmente il destino di Franco alla Germania e all'Italia come evidenziò il sottosegretario del Foreign Office Sir Robert Vansittart: «Due stati dittatoriali ne stanno creando un terzo; e, riconoscendo il governo federale di Franco prima che egli abbia avuto la certezza di vincere, essi si sono impegnati irrevocabilmente a portare a successo la sua impresa, non facendosi scrupoli sui mezzi».
Per fortuna di Franco la Repubblica non era ancora in grado di sferrare alcuna offensiva, dall'inizio di dicembre entrambi gli schieramenti preferirono rifugiarsi nelle trincee, e ne seguì un mese di relativa calma. I nazionalisti ripresero l'iniziativa il 5 gennaio con un attacco lungo la strada Madrid-La Coruña nei pressi di Boadilla del Monte, ma furono contrastati dalle Brigate internazionali; dopo quattro giorni di intensi combattimenti si registrarono circa 15000 perdite per ogni parte e i nazionalisti furono costretti a tornare sui propri passi.

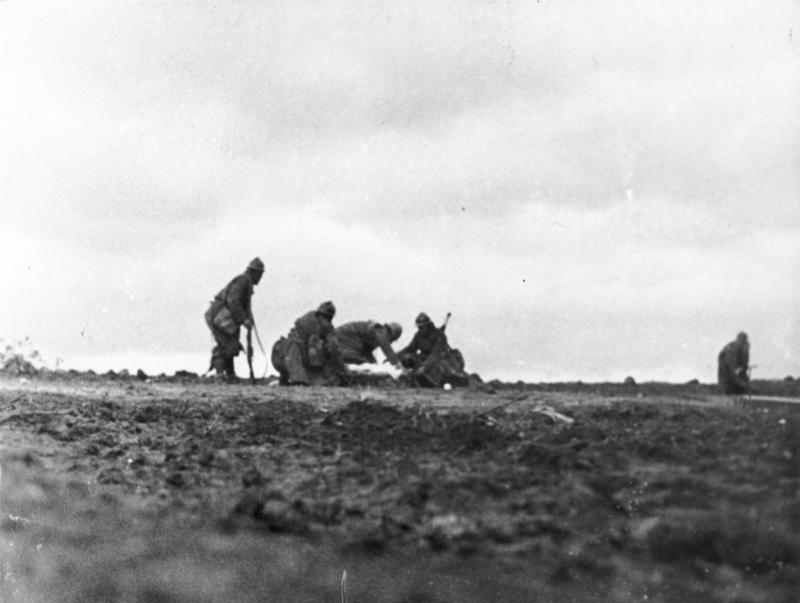
Truppe nazionaliste impegnate negli scontri a Guadalajara

Nel frattempo gli italiani avevano ormai fatto arrivare nella Spagna del sud abbastanza uomini e mezzi per intraprendere operazioni militari sul campo, così il 3 febbraio 1937, colonne motorizzate italiane al comando di Roatta e nazionalisti spagnoli al comando di Quipo de Llano puntarono su Malaga. La città, bombardata da aerei italiani e dalle navi nazionaliste cadde con relativa facilità, mentre le difese repubblicane collassavano incapaci di affrontare i piccoli ma veloci carri italiani. Da questa facile vittoria Franco e Mussolini trassero l'errata conclusione che la missione militare di Roatta fosse invincibile, ma la relativa poca resistenza non impedì alle truppe nazionaliste di dare inizio al massacro della popolazione: aerei e navi presero di mira le colonne di rifugiati che si allontanavano verso est, mentre in città gli uomini della Falange fucilarono circa 4000 repubblicani. La conquista di una delle città più popolose della Spagna diede a Franco un risultato sia propagandistico sia strategico, dato che ora i nazionalisti potevano minacciare Cartagena (il principale porto repubblicano in cui sbarcavano gli aiuti sovietici) e in prospettiva Valencia.
La vittoria di Malaga ridiede fiducia alle truppe che assediavano Madrid, e i nazionalisti sferrarono un'imponente offensiva a sud della capitale nella valle del fiume Jarama, lungo la direttrice Madrid-Valencia. I difensori furono colti di sorpresa dall'intensità del fuoco d'artiglieria a disposizione dei franchisti e dall'abilità delle truppe nordafricane di muoversi in campo aperto, ma dopo un primo sbandamento riuscirono a ricompattarsi e a offrire una strenua difesa. I nazionalisti avanzarono di qualche chilometro senza conquistare alcun obiettivo strategico, mentre le forze repubblicane e le Brigate internazionali dimostrarono di potersi difendere efficacemente anche se a costo di perdite elevate. L'esito della battaglia fu infatti enormemente sanguinoso; i repubblicani persero 25 000 uomini, mentre i nazionalisti circa 20 000, ma il prezzo più alto fu pagato dalle inesperte Brigate internazionali: il contingente britannico venne praticamente annientato in un solo pomeriggio, assieme ad alcuni tra i migliori combattenti reduci della prima guerra mondiale a disposizione delle Brigate.

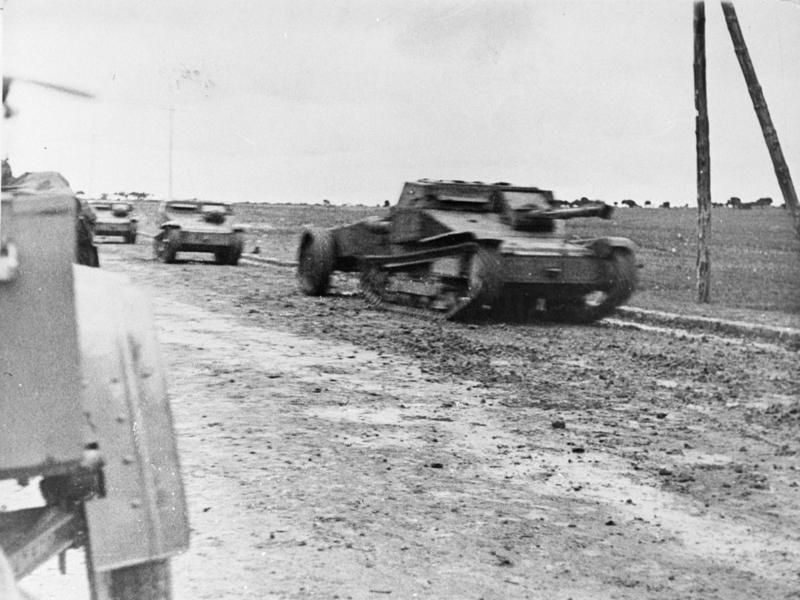
Colonna di carri italiani CV35 diretti al fronte di Guadalajara, marzo 1937

Nel frattempo, ormai convinti di poter risolvere rapidamente la «partita con i rossi», i comandi italiani fecero pressioni su Franco affinché permettesse al CTV un'avanzata da nord verso Guadalajara che si andasse a unire alle forze provenienti da sud di Quipo de Llano, con lo scopo di chiudere il cerchio attorno a Madrid. Franco acconsentì controvoglia, ben consapevole che le forze nazionaliste molto probabilmente non avrebbero avuto la forza di muovere in modo decisivo, così l'8 marzo Roatta diede inizio all'offensiva. Dopo un intenso tiro preparatorio d'artiglieria e protette sul fianco destro dalla Divisione Soria del colonnello Moscardó, le colonne motorizzate italiane avanzarono velocemente per alcuni chilometri travolgendo le difese repubblicane, ma al pomeriggio di quello stesso giorno iniziarono ad abbattersi sul campo di battaglia violente precipitazioni che bloccarono i blindati italiani. Il terreno si trasformò presto in fango impedendo a uomini e mezzi di avanzare, mentre gli aerei furono impossibilitati ad alzarsi in volo. D'altro canto le Brigate internazionali XI e XII provenienti da Jarama erano troppo esauste per sfruttare la situazione, solo qua e là i brigatisti italiani del Battaglione Garibaldi (XII Brigata) riuscirono a rintuzzare gli attacchi e a demoralizzare le truppe fasciste con i loro appelli alla resa, riuscendo talvolta a far disertare qualche camicia nera.
Quando il 13 marzo arrivò per il CTV il momento dei rimpiazzi con truppe fresche, si generò un tale caos che gli avversari non poterono non approfittarne, e i repubblicani attaccarono mettendo in fuga le forze di Roatta. La sconfitta delle forze fasciste di per sé non fu disastrosa a livello militare; si trattò di una manovra fallita, ma le perdite furono contenute e non ci fu terreno perso, quello che fu disastroso fu l'impatto politico che la sconfitta ebbe sui fascisti. Franco ne uscì indenne dato che la sconfitta ricadde interamente su Mussolini e ottenne un ridimensionamento del suo invadente alleato e la sostituzione di Roatta, il duce dal canto suo vide cadere l'aura di invincibilità sua e dei suoi soldati, mentre l'Europa antifascista vide con sollievo le forze mussoliniane impantanarsi nel fango spagnolo.
Guadalajara comunque non cambiò i rapporti di forza tra i due schieramenti, dato la politica del non-intervento continuava a essere il punto nodale della questione. Mentre la Repubblica soffriva penuria di armi e rifornimenti non potendo comprare armi sul mercato internazionale a causa della politica del non-intervento, già nel gennaio 1937 Italia e Gran Bretagna avevano firmato un gentlemen's agreement basato sul reciproco rispetto degli interessi nell'area mediterranea e a mantenervi lo status quo circa la libertà di traffici e assetti territoriali con implicito riferimento alla Spagna. L'accordo fu un successo per Mussolini, il quale in cambio di generiche rassicurazioni ottenne un tacito assenso per continuare l'invio in Spagna di uomini e mezzi.

### Marzo-novembre 1937: la campagna del Nord e le battaglie di Brunete e Belchite
Guadalajara fece vacillare la convinzione di Franco di poter vincere la guerra prendendo Madrid e lo costrinse a un brusco voltafaccia strategico. Per la Repubblica Guadalajara rappresentò una vittoria di prestigio il cui unico risultato fu quello di procrastinare, sia pur di parecchio, la sconfitta definitiva, ma sul morale delle truppe ebbe un effetto galvanizzante. Inoltre i repubblicani si impadronirono di molto materiale bellico, fecero migliaia di prigionieri ed entrarono in possesso di documenti che dimostrarono l'appartenenza all'esercito regolare di molti italiani, smontando quindi la menzogna propagandistica che in Spagna fossero presenti solo italiani volontari.
Il Comitato del non-intervento comunque si rifiutò di accogliere la prova inconfutabile dell'intervento ufficiale italiano in Spagna, con la motivazione che a presentarle non era un paese membro. I limiti del Comitato si resero evidenti quando il 23 marzo, Dino Grandi, si prese gioco della diplomazia europea annunciando che nessun «volontario» italiano sarebbe stato fatto rimpatriare finché la vittoria di Franco non fosse stata completa.
Strategicamente Franco non colse l'apporto decisivo che la collaborazione tra blindati, aviazione e truppe di terra avrebbe potuto portare a una conclusione più rapida della guerra. Il 22 aprile, intervistato da un giornalista statunitense, Franco palesò la sua visione obsoleta della guerra ammettendo che: «Le guerre non si vincono né si perdono nei cieli [...] I carri armati sono di una certa utilità e hanno, naturalmente, un loro ruolo in battaglia, ma è un ruolo limitato. [...] Tutto considerato il successo arriva là dove esiste la competenza del comandante, il coraggio delle truppe e la Fede», rivelando chiaramente il divario che lo separava dagli sviluppi che la teoria militare stava avendo in quegli anni e la sua mentalità militare ferma a fine '800.

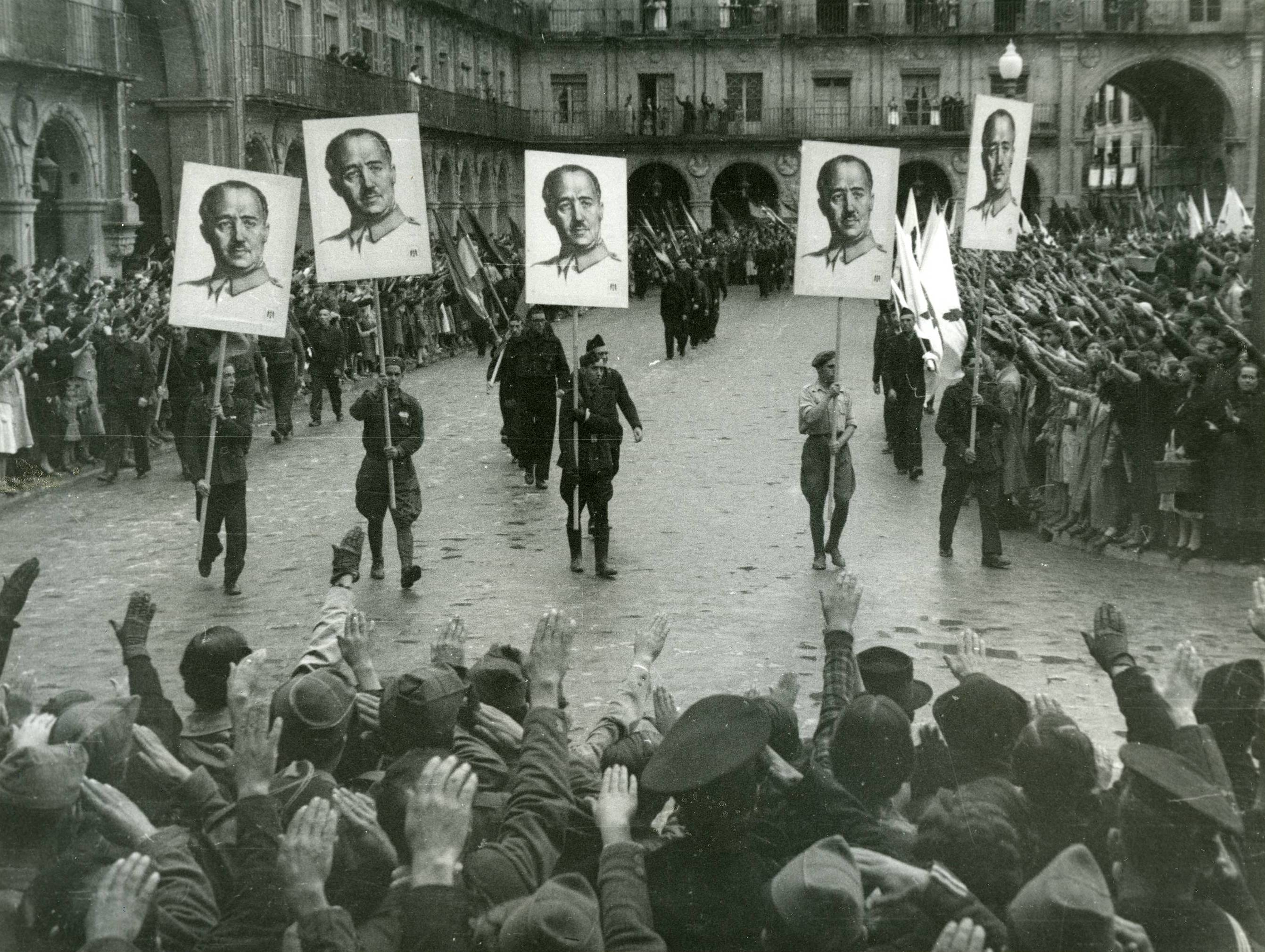
Sfilata franchista a Salamanca, con migliaia di persone che salutano le effigi di Franco con il saluto fascista

L'unica lezione che i nazionalisti appresero fu che la Repubblica aveva concentrato le sue migliori truppe nella Spagna centrale, anche al costo di lasciare sguarniti gli altri fronti, costringendo i nazionalisti ad accontentarsi di piccoli successi al costo di grosse perdite.
Accettando i consigli del colonnello Juan Vigón Sueirodíaz (capo di stato maggiore di Mola) che tramite Kindelán portò all'attenzione di Franco la necessità di una campagna nel Nord del paese per impossessarsi di importanti fabbriche e risorse, e del generale Hugo Sperrle che consigliò la messa in atto di operazioni coordinate terra-aria, Franco cedette alle pressioni e si persuase che la sconfitta della Repubblica andava perseguita altrove. Il leader dei nazionalisti accantonò così la sua ossessione per Madrid e decise di puntare a una vittoria più metodica che sarebbe passata per la conquista delle provincie basche ricche di industrie, fabbriche e miniere.
Tra il 24 e il 26 marzo a Salamanca, lo stato maggiore di Franco e di Mola assieme al tenente colonnello Wolfram von Richthofen, capo di stato maggiore della Legione Condor, stabilirono le linee generali per una campagna contro le provincie basche e in primo luogo con l'obiettivo di prendere Bilbao. Nel corso delle riunioni vennero presi accordi per mantenere contatti costanti e solerti tra le forze terrestri spagnole e la Legione Condor, e fu stabilito che le incursioni aeree in preparazione all'assalto di terra sarebbero avvenute «senza tenere conto della popolazione civile». Mola riunì un grande esercito formato da unità dell'Armata d'Africa, da Requetés ormai completamente militarizzati e riuniti nelle cosiddette "Brigate navarresi" e da brigate italo-spagnole, mentre la copertura aerea sarebbe stata assicurata dalla Legione Condor e in minor misura da reparti dell'Aviazione Legionaria. L'integrazione delle truppe italiane con quelle spagnole fu facilitata dal richiamo in patria di Roatta e del suo capo di stato maggiore Emilio Faldella, sostituiti da Ettore Bastico e Gastone Gambara che sottoposero il CTV a una drastica riorganizzazione. E con il CTV in fase di riorganizzazione, i tedeschi esclusero di fatto i comandi italiani dalle decisioni operative nella campagna del Nord, con soddisfazione sia loro sia dei comandi spagnoli che vedevano gli italiani come alleati ingombranti e meno preparati dei tedeschi, che al contrario riuscirono ad assicurarsi la fiducia quasi totale di Franco e Mola.

#### Inizia l'offensiva nazionalista

Mappa esplicativa della campagna del Nord, con le date della caduta delle maggiori città basche

L'offensiva di Mola ebbe inizio il 31 marzo con il bombardamento delle città di Elorrio e di Durango, nelle retrovie del fronte, che vennero sottoposte a violenti incursioni da ondate successive di bombardieri Ju 52 e S.M.81 partiti da Soria. Durango, senza difese antiaeree e senza alcuna presenza militare, venne bombardata deliberatamente per colpire i civili, e mentre i civili scappavano lasciando la città, un’ondata di He 51 fatta alzare appositamente in volo andò a caccia delle colonne di persone in fuga. In totale 250 persone persero la vita durante l’azione. Successivamente da Radio Siviglia il generale Queipo del Llano dichiarò che « [...] i nostri aerei hanno bombardato obiettivi militari a Durango» e dato che nel bombardamento venne colpita una chiesa, causando la morte di 14 suore e del sacerdote che stava celebrando la messa, per far ricadere la colpa di questo sugli avversari, dichiarò anche che «in seguito i comunisti e socialisti hanno rinchiuso preti e suore, uccidendoli senza pietà e incendiando le chiese».
Sul fronte terrestre le forze nazionaliste andarono all'attacco di tre alture che controllavano l'accesso alla città di Bilbao - i monti Maroto, Albertía e Jarinto - sulle quali erano trincerate le forze repubblicane formate dai nazionalisti baschi dell'Euzko Gudaroztea, da battaglioni delle Asturie e di Santander, e da formazioni dell'UGT e del CNT.
Prevedendo di mettere le mani sulle provincie basche in meno di tre settimane, Mola e Franco rimasero sconcertati dalla tenacia dei nazionalisti baschi, ma il terrore che seminavano i franchisti con i bombardamenti aerei e d'artiglieria, che uniti ai contrasti interni fra i repubblicani le cui milizie politiche erano diffidenti le une dalle altre, provocarono un graduale sgretolamento della resistenza basca.

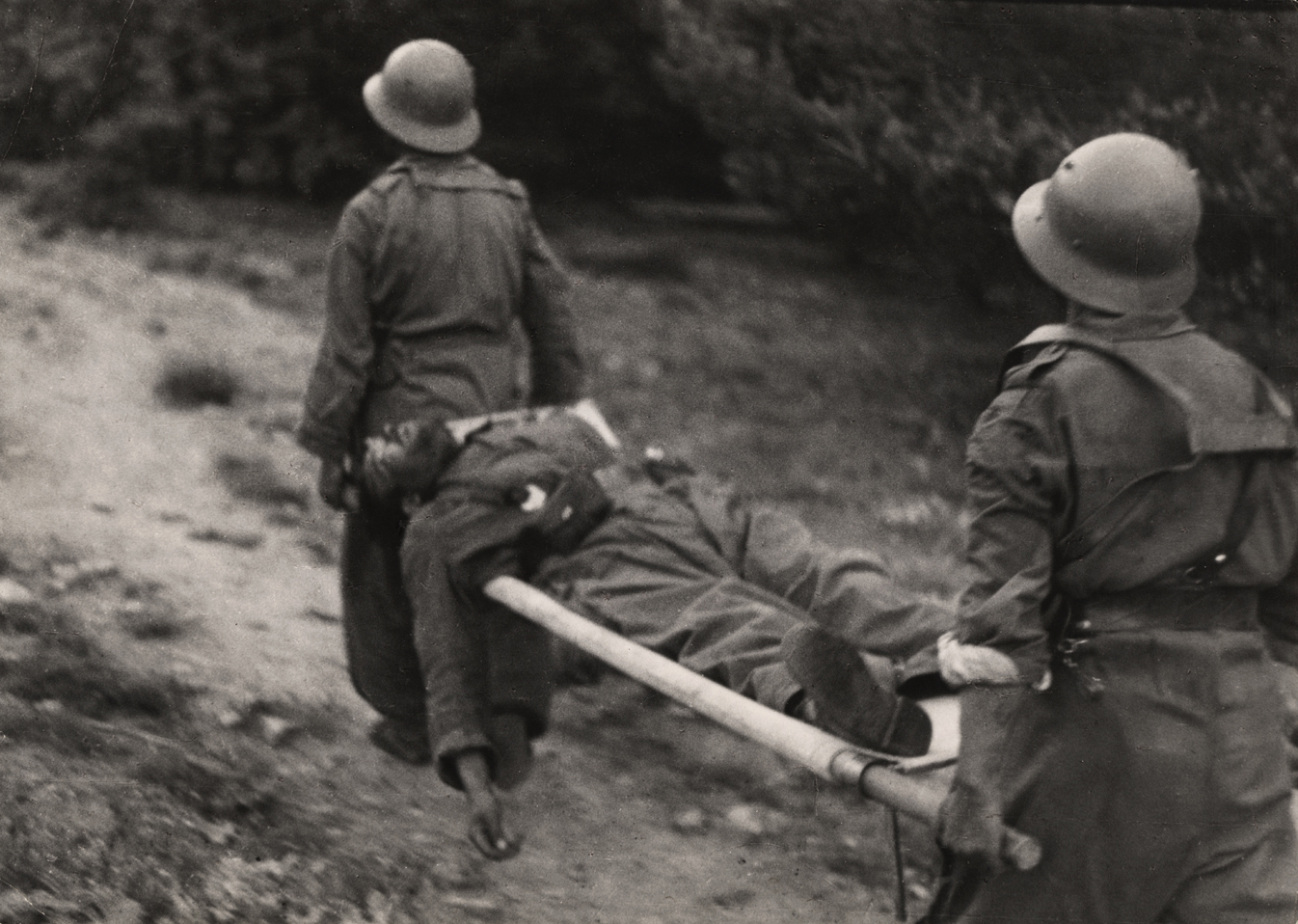
Combattenti repubblicani evacuano un commilitone ferito durante gli scontri a Segovia. Foto di Gerda Taro

Se per alcuni giorni il maltempo impedì all'aviazione nazionalista di alzarsi in voli consentendo ai repubblicani di resistere, con l'inoltrarsi nel mese di aprile le condizioni migliorarono e le forze armate nazionaliste poterono scagliare contro i repubblicani tutta la loro potenza di fuoco. Sul teatro d'operazioni basco la Legione Condor sperimentò per la prima volta nuove tecniche di guerra, sia per quanto riguardava la combinazione tra aviazione, artiglieria e fanteria, sia per quanto riguarda l'efficacia distruttiva dei bombardamenti su obiettivi civili. Di queste prove divenne famoso il raid aereo contro la città di Guernica del 26 aprile 1937, antica capitale e simbolo dei Paesi Baschi, completamente indifesa e fatta bersaglio di un bombardamento a tappeto contro la popolazione civile.
Il bombardamento destò indignazione e scalpore nei paesi democratici, e si sollevarono molte voci di protesta e istantanee simpatie per la causa repubblicana, ma distrusse il morale delle forze basche e seminò il panico nelle retrovie, anche a causa dell'incapacità materiale dell'aeronautica repubblicana di contrastare le forze aeree nazionaliste.
Alla lenta avanzata nazionalista i repubblicani privilegiarono - rispetto all'invio diretto di aiuti sulla costa cantabrica - l'attuazione di offensive in altre zone per costringere l'esercito franchista a frenare l'iniziativa nei Paesi Baschi. Tra maggio e giugno vennero sferrate le modeste offensive su La Granja-Segovia e su Huesca - nella quale cadde il leggendario "generale Lukács" delle Brigate internazionali - contenute dai nazionalisti senza grande difficoltà. Sul piano militare Franco pianificò un'avanzata molto lenta verso Bilbao, con grande disappunto degli alleati fascisti, sia perché questo gli avrebbe dato modo di operare con tutta calma all'eliminazione fisica dei repubblicani sia perché volle sfruttare la situazione mediatica internazionale dopo Guernica. Difatti dopo il bombardamento si levarono molte voci che chiedevano un compromesso tra baschi e nazionalisti, così Franco colse l'occasione per non apparire irragionevole e dare l'impressione che avesse intenzione di cercare un accordo, dando ordine a Mola di sottoporre ai baschi delle condizioni per accettare la resa. Tuttavia l'azione di Franco fu di facciata, di fatto non diede nemmeno il tempo necessario ai mediatori per decidere, così l'8 maggio diede ordine a Mola di riprendere la marcia e accerchiare Bilbao.
Il 3 giugno Mola rimase vittima di un incidente aereo durante il trasferimento verso Burgos dove avrebbe dovuto incontrare Franco e Serrano Suñer; la notizia suscitò scalpore al quartier generale nazionalista ma il Caudillo ne rimase sollevato, dato che ora non doveva avere più a che fare con un generale per lui «scomodo», con il quale non erano mai intercorsi buoni rapporti. L'Armata del Nord fu quindi affidata a Fidel Dávila Arrondo, un generale ciecamente fedele a Franco, e con il vitale supporto delle forze aeree italo-tedesche Arrondo entrò a Bilbao il 19 giugno. Caduta Bilbao i nazionalisti incontrarono ben poca resistenza nel prosieguo della campagna del Nord, l'unico ostacolo alla loro avanzata era l'esasperata lentezza di Franco, che, secondo Kindelán, rischiava di lasciarsi sfuggire l'opportunità di compiere una campagna lampo in tutto il settentrione. Ci vollero tre settimane per preparare la seconda fase dell'offensiva, ossia l'avanzata verso Santander e la provincia di Vizcaya, l'ultima ancora in mano alla Repubblica, e di questa lentezza approfittarono i repubblicani, che grazie alla pianificazione dell'energico capo di stato maggiore Vicente Rojo, sferrarono un ambizioso attacco a Brunete che colse di sorpresa le forze nazionaliste e per poco non riuscì a isolare le truppe franchiste che assediavano Madrid.

#### Le controffensive repubblicane
Alla notizia dell'attacco a Brunete Franco rimase profondamente turbato, e timoroso che il fronte di Madrid non potesse reggere arrestò l'offensiva nel Nord - come sperava Rojo - e inviò due brigate navarresi e unità aeree italo-tedesche a supporto di Varela e Yagüe Blanco. Benché Brunete fosse un obiettivo di importanza secondaria, Franco - conformemente alla sua visione ottocentesca della guerra e al fatto che dava peso più alle ripercussioni politiche che a quelle militari - si decise a non cedere nemmeno un millimetro di terreno, preferendo ritardare la campagna del Nord piuttosto che dare alla Repubblica l'occasione di riportare una vittoria, che comunque sarebbe stata più che altro propagandistica.
La reazione di Franco fu quella che Rojo sperava, ma dopo il successo iniziale l'avanzata della fanteria repubblicana lungo un terreno piatto, privo di alberi, sotto il rovente sole estivo, si esaurì troppo rapidamente. Con l'arrivo dell'aviazione nazionalista, l'idea iniziale di Rojo che prevedeva una manovra concentrica che avrebbe circondato le forze nazionaliste davanti a Madrid venne accantonata, e tra i repubblicani prevalse l'idea di fermarsi e contendere ai nemici i presidi in cui erano arroccati. L'arrivo dei rinforzi dal nord però permise ai nazionalisti di ricacciare alle linee di partenza l'esercito avversario, causando pesanti perdite tra le file repubblicane. La battaglia di Brunete terminò il 25 luglio e costò a Rojo circa 25 000 uomini, contro i 10 000 circa dell'esercito di Franco. Anche se la Repubblica aveva raggiunto l'obiettivo strategico di procrastinare l'attacco di Franco nei Paesi Baschi, quello di Rojo fu un successo di corto respiro, perché le truppe nazionaliste a metà agosto avevano ripreso l'avanzata contro Santander, costringendo Rojo ad attuare un estremo tentativo per evitare il crollo definitivo del bastione cantabrico. Questa volta il generale repubblicano puntò a un'azione sul fronte d'Aragona che minacciasse Saragozza e, come esito ottimale, riuscisse a ricongiungere il nord con il resto del territorio della Repubblica. L'esercito repubblicano comandato dal generale Sebastián Pozas il 24 agosto attaccarono le linee nazionaliste nel settore di Belchite, riuscendo a sfruttare ancora una volta l'effetto sorpresa, ma senza riuscire a penetrare in modo significativo verso Saragozza.
Questa volta Franco non ebbe bisogno di ricorrere ai rinforzi del Nord per tamponare l'avanzata repubblicana, così mentre il 26 agosto Santander cadeva con i baschi che si arresero quasi senza combattere a una divisione del CTV, i nazionalisti poterono continuare la loro pressione nel Nord per l'avanzata finale verso le Asturie. Il 6 settembre l'offensiva repubblicana di Belchite si esaurì, e per tutto il mese di settembre e buona parte di ottobre si continuò a combattere nelle Asturie, con i difensori repubblicani che offrirono un'efficace e coraggiosa resistenza, rallentando di molto l'avanzata delle forze di Arrondo, che entrarono a Gijón e Avilés solo il 21 ottobre.
In campo repubblicano la caduta di Bilbao aveva inferto un duro colpo al governo di Caballero, il quale dimostrando le sue inadeguatezze a livello militare fu preso di mira dai comunisti del PCE, soprattutto da Vittorio Codovilla, Stepan Ivanov ("Stepanov") e André Marty, che in qualità di membri del Comintern e generali dell'esercito repubblicano, volevano liberarsi di Caballero per assumere il comando delle forze armate.
La politica seguita dai comunisti aveva una duplice valenza: per un verso reclamarono misure che obiettivamente sarebbero servite per accrescere le possibilità di vincere la guerra, dall'altro cercavano di creare una macchina militare che, controllata dal partito, avrebbe garantito l'influenza negli affari dello Stato. Per raggiungere l'obiettivo Codevilla aveva in diverse occasioni tentato di unire il PCE con il PSOE di Caballero, incontrando la netta resistenza di quest'ultimo, e la sua pretesa di indipendenza ostacolava l'URSS al raggiungimento di entrambi gli obiettivi. Il 16 maggio 1937 Caballero perse la fiducia del suo governo e il giorno seguente Azaña incaricò Juan Negrín (PSOE) di formare un nuovo governo, con i comunisti che vedevano ancora in pericolo tutta la loro politica.
Le offensive di Brunete e Belchite avevano messo in evidenza i grossi limiti delle forze armate repubblicane, che non riguardavano solo l'inferiorità aerea e in generale dei mezzi a disposizione, ma soprattutto le deficienze dei comandi intermedi e i limiti delle truppe di seconda linea e di riserva.
La strategia di Rojo dovette quindi scontrarsi con i limiti di quadri intermedi non all'altezza, e di truppe di rinforzo che non avevano un addestramento sufficiente per tamponare le perdite e mantenere il terreno conquistato dalle truppe di prima linea. I comunisti nelle due offensive misero a disposizione buona parte degli alti comandi: il comandante del V Corpo d'Armata Juan Modesto, i comandanti di divisione Líster, Valentin Gonzales ("El Campesino") e José Maria Galán, gli ufficiali sovietici delle Brigate internazionali "Walter" e "Gal", e il comandante delle operazioni a Belchite, Pozas, così quasi per reazione istintiva, il PCE iniziò ad accusare sempre più insistentemente gli ufficiali non-comunisti dell'esercito e dello Stato, esasperando sempre di più i rapporti nel tentativo di accaparrarsi un maggior numero di posti con effetti sempre più negativi sul morale dei repubblicani.
Il PCE fu assecondato da Negrín e da tutti coloro che condividevano l'idea che esso era lo strumento essenziale per salvare la Repubblica, ma occupare posti di rilievo significava spodestare gli altri partiti, e ciò creava rivalità, esacerbate dal fatto che la penetrazione nello Stato non corrispondeva ai successi militari promessi, così l'azione dei comunisti venne percepita soprattutto come il tentativo di instaurare un regime comunista, anche se Stalin e il Comintern non avevano tale proposito. Anzi, la caduta di Caballero aveva dato speranze al binomio Azaña-Prieto che contavano su Negrín per un ritorno al sistema liberal-democratico, e per realizzare questo disegno Azaña contava su una nuova disponibilità di Francia e Gran Bretagna a sostituirsi all'Unione Sovietica nel sostegno militare e politico alla Repubblica. Questa condizione si rivelò irrealistica, e nonostante un'iniziale intesa fra Azaña, Prieto e Negrín, con la sconfitta nella campagna del Nord il clima si fece così plumbeo che le prospettive di una resurrezione democratica divennero sempre più deboli e incerte.

### Dicembre 1937-novembre 1938: le battaglie di Teruel e dell'Ebro

La situazione del fronte dopo la campagna del Nord e le controffensive repubblicane

Se sul fronte repubblicano i contrasti tra comunisti, socialisti e anarchici inficiavano pesantemente sul morale e sulla condotta politica, la situazione era ben diversa nella zona nazionalista. Dopo la morte di Mola, Franco poté dirigere le operazioni in totale autonomia, al comando di truppe che non avevano problemi né di insubordinazione né di disciplina. Questo tuttavia non impedì al generalissimo di sacrificare la vita dei suoi soldati in azioni di dubbio valore strategico, come sanguinose controffensive, in particolare a Brunete, per riconquistare ogni singolo centimetro di terreno perduto coerentemente alla sua visione politica che mirava ad annientare il repubblicanesimo. Ora che i suoi rivali erano tutti morti, Franco poté inoltre estendere il suo comando non solo alla sfera militare, ma anche a quella politica.
Il 30 gennaio 1938 istituì il primo governo regolare, chiudendo l'epoca della Junta militare di Burgos e mettendo ai vertici politici familiari e fedelissimi: suo cognato Ramón Serrano Súñer - che in breve tempo ottenne grandissimo potere con il controllo della stampa e della propaganda - ottenne il dicastero degli Interni, mentre gli altri ministeri vennero assegnati a un gruppo costituito da militari, monarchici, carlisti e falangisti molto accondiscendenti al Caudillo. Questo primo governo fu l'antesignano degli equilibrismi attentamente bilanciati che Franco utilizzò nei successivi vent'anni, in cui il dittatore cercò di accontentare e neutralizzare tutte le forze nel campo nazionalista. In quest'ottica si inseriva dunque anche la fusione tra la Falange e i carlisti, che avvenne il 19 aprile precedente, quando i due movimenti furono fusi insieme in un unico partito, ossia la Falange Española Tradicionalista y de las Juntas de Ofensiva Nacional Sindicalista (FET y de Las JONS) con il franchista Raimundo Fernández-Cuesta segretario generale. La creazione tramite decreto di questo partito unico e l'auto-conferimento del potere di nominare metà dei membri del Consejo Nacional - i quali, a loro volta avrebbero cooptato l'altra metà - conferì di fatto a Franco il potere assoluto sulla Spagna nazionalista. Il Caudillo si era così liberato di tutti coloro che tentavano di apporre il proprio marchio sul processo di unificazione delle forze nazionaliste, che ora sarebbe avvenuto unicamente sotto la sua leadership.

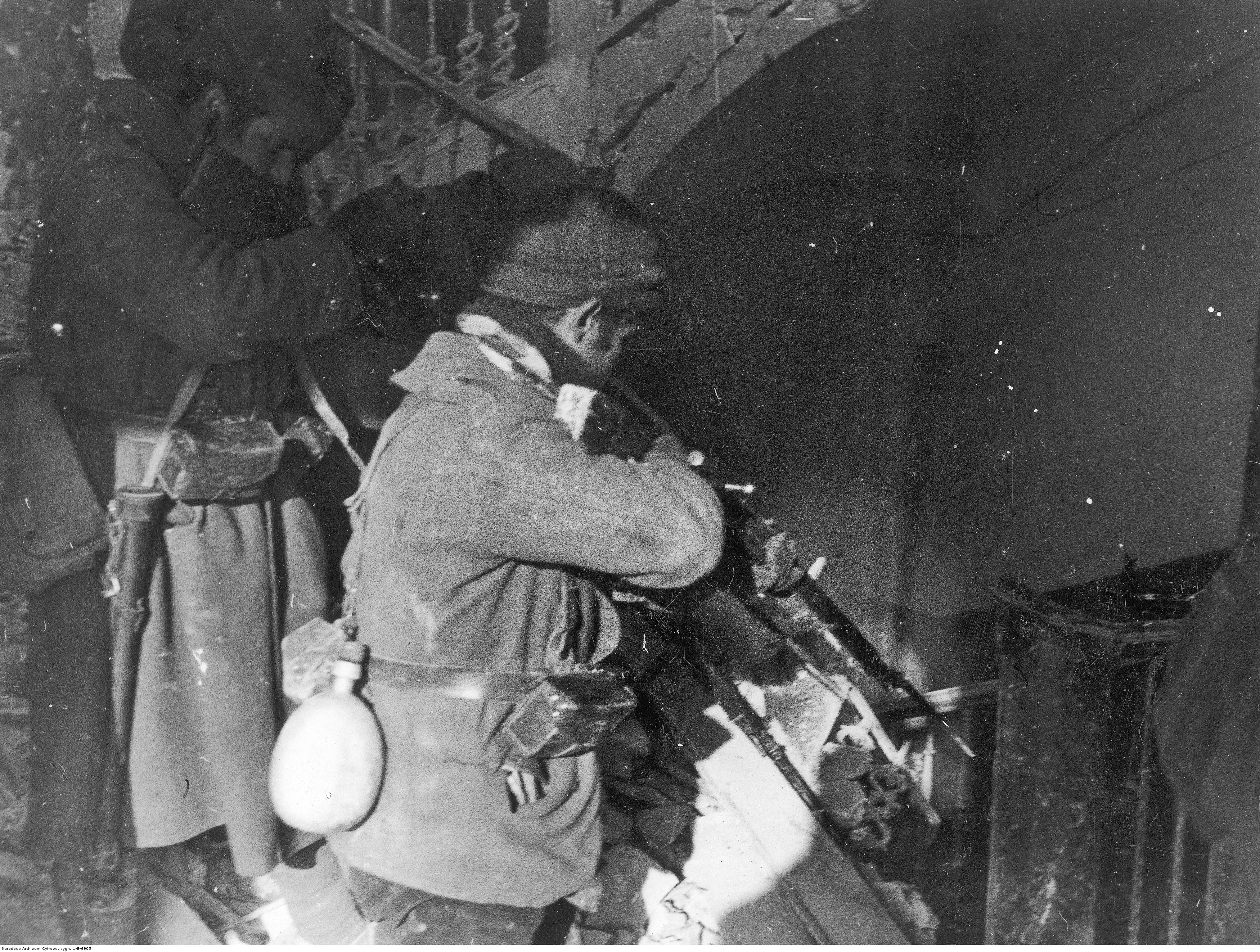
Soldati repubblicani durante i combattimenti casa per casa a Teruel, dicembre 1937

Dopo le offensive repubblicane ci fu una pausa dei combattimenti di circa due mesi, ma verso la fine del 1937 Franco decise di riprendere l'attacco verso Madrid, prevedendo di sfondare sul fronte di Guadalajara e quindi calare sulla capitale con oltre 100 000 uomini per assestare il colpo finale. Indalecio Prieto, intuendo ciò che stava per accadere, si rivolse a Rojo perché lanciasse un'azione diversiva entro il 15 dicembre, nella speranza di distogliere Franco da Madrid. L'obiettivo scelto fu la città aragonese di Teruel, dove le linee nazionaliste erano più deboli e che era già quasi circondata dalle forze repubblicane. In soli sei giorni Rojo riuscì a mettere a punto il piano d'attacco, e il 15 dicembre colse di sorpresa i nazionalisti che si trovarono con gli aerei bloccati a terra dal maltempo e dal gelo.
I repubblicani riuscirono a penetrare per la prima volta nel corso della guerra in un capoluogo di provincia in mano al nemico, e nella prima settimana avanzarono speditamente conquistando un'enclave nel territorio nemico di circa mille chilometri quadrati. L'attacco anticipò di pochi giorni l'offensiva nazionalista contro Guadalajara, e i consiglieri italo-tedeschi, assieme allo stato maggiore di Franco, suggerirono al Caudillo di abbandonare il fronte di Teruel e portare avanti il piano verso Madrid, dato che la caduta della capitale avrebbe abbreviato certamente la guerra civile, mentre la perdita di Teruel sarebbe stata strategicamente irrilevante.
Franco invece, fedele al suo scopo di annientare moralmente e fisicamente la Repubblica, non pensò mai di concedere al nemico un successo del genere, e inviò in Aragona un corpo d'armata al comando di Varela, rinunciando - con grande rammarico degli alleati e dei suoi generali - all'assalto contro la capitale.
Il contrattacco ordinato da Franco si bloccò il 29 dicembre a causa delle terribili condizioni atmosferiche di uno degli inverni più freddi e nevosi che la Spagna ricordi. I nazionalisti raggiunsero la periferia di Teruel il 30 dicembre con temperature dell'ordine dei -20 °C, così il prosieguo delle operazioni fu lasciato all'aviazione, che sottopose i repubblicani a pesanti bombardamenti aerei e d'artiglieria, ma non riuscì a riconquistare Teruel. L'8 gennaio, Domingo Rey d'Hancourt, il comandante della guarnigione nazionalista investita dall'offensiva repubblicana, si arrese, e divenne il capro espiatorio per i nazionalisti, così la riconquista di Teruel divenne una questione di principio per Franco. Dopo dieci giorni Aranda, Varela e i marocchini di Yagüe Blanco cominciarono l'assedio della città. La battaglia si prolungò, con enormi perdite per entrambi gli schieramenti e con esito alterno fino al 7 febbraio 1938, quando i nazionalisti sfondarono le linee repubblicane e guadagnarono molto terreno nelle due settimane seguenti, riconquistando Teruel il 22 febbraio e catturando oltre 15 000 repubblicani, tonnellate di materiale bellico e incuneandosi pericolosamente in Aragona.
Le tre sconfitte di Belchite, Brunete e Teruel dimostrarono in modo inoppugnabile che la superiorità materiale permetteva ai nazionalisti di avere sempre e comunque la meglio sul coraggio dei repubblicani e sui brillanti piani di Rojo. In tutte e tre le occasioni le forze della Repubblica non seppero sfruttare il successo iniziale, sia a causa della schiacciante superiorità di Franco in termini di uomini e mezzi (da fine 1937 la leva obbligatoria nelle sempre più ampie zone nazionaliste forniva sempre truppe fresche, mentre in campo repubblicano le truppe diventavano sempre meno a causa del terreno perso), sia a causa delle divergenze in seno ai comandi repubblicani. Indalecio Prieto criticò aspramente l'inefficienza delle operazioni, mentre i comandanti erano lacerati da forti rivalità: il comunista "El Campesino" criticò Líster e Modesto, rei secondo lui di averlo abbandonato mentre si trovava accerchiato a Teruel; altre versioni accusarono "El Campesino" di essere fuggito dal fronte in preda al panico, mentre alcune unità del CNT ammutinarono e 46 anarchici furono fucilati per diserzione.

#### Punto di rottura
La sconfitta di Teruel segnò il punto di svolta della guerra civile. La schiacciante superiorità delle truppe franchiste fece propendere i comandi nazionalisti a consolidare la loro vittoria con una massiccia offensiva che passando dall'Aragona e Castellón raggiungesse il mare.
I piani dettagliati della grande offensiva tracciata a grandi linee da Franco in una riunione dell'alto comando il 24 febbraio 1938 a Saragozza, furono elaborati nel dettaglio dal generale Juan Vigón e prevedevano l'avanzata di 200 000 uomini su un fronte di 260 chilometri, lungo la valle dell'Ebro, per effettuare azioni a lungo raggio a nord verso i Pirenei e a sud verso Valencia. Franco gettò sul piatto della bilancia tutta la sua superiorità materiale nel tentativo di costringere gli avversari a tendere le linee difensive fino a spezzarle. Il comando delle operazioni fu affidato al generale Fidel Dávila Arrondo e a Yagüe Blanco fu affidato il compito di sfondare le linee con l'ausilio di carri tedeschi e sovietici di preda bellica, in quella che può essere considerata l'operazione più simile a una blitzkrieg che Franco avesse mai autorizzato.

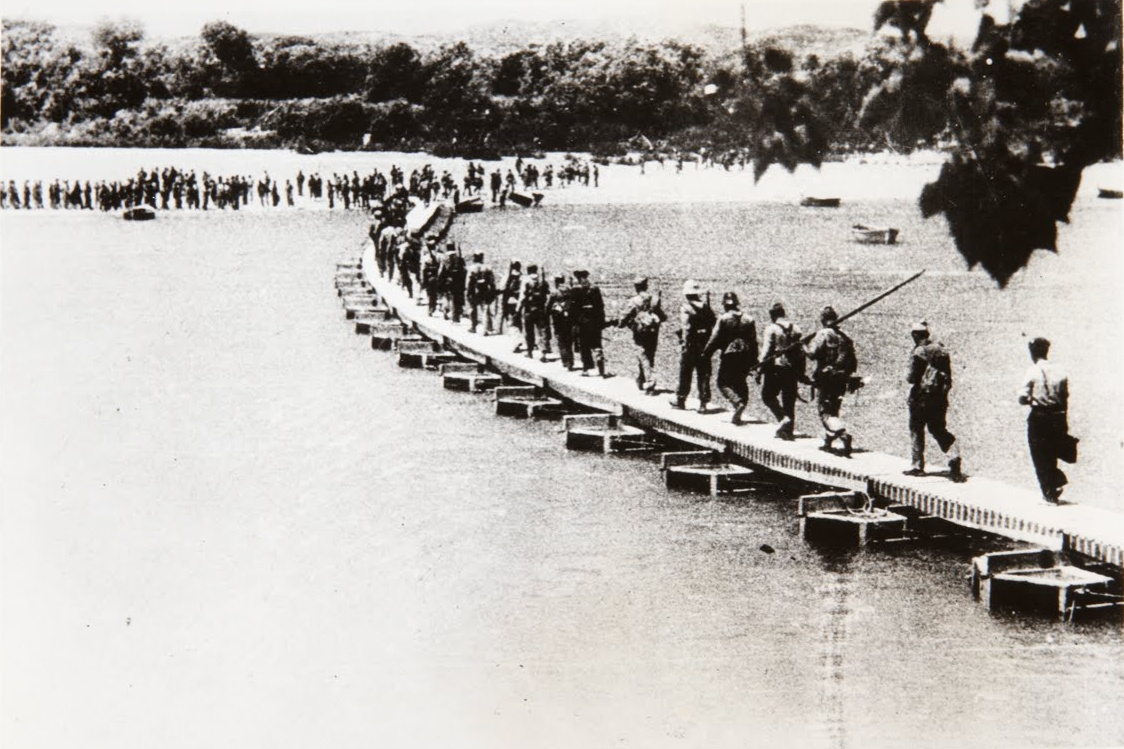
Forze repubblicane attraversano l'Ebro su una passerella costruita dal genio militare

La battaglia dell'Ebro ebbe inizio il 9 marzo 1938, il fronte fu subito rotto in più punti dando luogo a un'avanzata incontenibile tanto al Nord quanto al Sud dell'Aragona. In un mese Yagüe aveva occupato quasi tutta l'Aragona settentrionale e, penetrando direttamente in territorio catalano, era arrivato davanti a Lleida minacciando direttamente Barcellona. Alla fine di marzo, a sud dell'Ebro, le truppe franchiste di Aranda occuparono - con il contributo del CTV di Mario Berti - gran parte del territorio, puntando su Tortosa. I repubblicani dal canto loro, pur avendo messo in campo le Brigate internazionali, non riuscirono ad attestarsi su una linea difensiva continua, perché, credendo ai consiglieri militari sovietici, si erano convinti che l'offensiva in Aragona fosse un'azione diversiva, e così ritirarono in ritardo le loro truppe dal fronte di Guadalajara e non osarono sguarnire la difesa aerea di Madrid.
Il 5 aprile cadde Lleida - nonostante la strenua resistenza offerta dagli uomini di Valentín Gonzáles ("El Campesino") - aprendo la via verso Barcellona, ma Franco, con grande disappunto dei suoi generali, preferì concentrare gli sforzi sul delta dell'Ebro e sull'area subito a meridione al fine di spezzare in due il territorio repubblicano. In quella zona i franchisti non incontrarono molta resistenza perché i repubblicani si erano convinti che la regione montagnosa di Maestrazgo, potesse essere difesa senza un grande impiego di uomini. Così non fu, e il 15 aprile le truppe della 4ª Divisione navarrese del colonnello Alfonso Vega riuscirono a penetrare fino al mare all'altezza di Vinaroz, spezzando di fatto in due il territorio repubblicano. In quel momento i nazionalisti controllavano i 50 chilometri di costa tra Vinaroz e Tortosa con tutto il relativo entroterra, mentre il governo della Repubblica e lo stato maggiore dell'esercito restavano a Barcellona quasi sotto assedio, mentre Valencia e Madrid rimanevano affidate all'incerta difesa di Miaja.

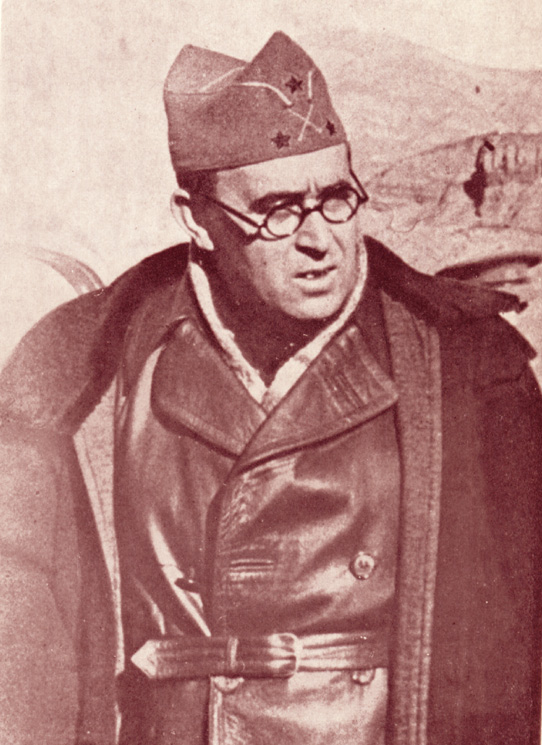
Il general Vicente Rojo

L'esercito di Franco godeva della totale protezione della Legione Condor e dell'Aviazione legionaria, la quale, per abbattere il morale della popolazione, tra il 16 e il 18 marzo bombardò Barcellona provocando oltre mille morti. Gli ordini dati ai reparti di bombardieri italiani nelle Baleari non lasciano dubbi di sorta: doveva essere colpito il «centro demografico della città». Il bombardamento doveva costituire una rivalsa per l'umiliazione subita dal Duce, che mal aveva digerito l’essere un passivo spettatore di fronte all'annessione dell'Austria operata dalla Germania, e una «necessaria prova di forza e di temperamento davanti alle altre nazioni europee, ma soprattutto era necessario far arrivare un chiaro messaggio a Hitler con la volontà di salire, così, nelle sue considerazioni». Il Duce con quell'azione su Barcellona mandò quindi un messaggio al proprio alleato usando la pelle dei civili spagnoli. Nonostante Franco in precedenza avesse autorizzato in molte occasioni le aviazioni alleate a compiere bombardamenti indiscriminati sulle città repubblicane, in questa occasione il Caudillo fu profondamente adirato dal comportamento di Mussolini, il quale senza consultarlo aveva bombardato i quartieri residenziali di Barcellona, con l'unico risultato di rinvigorire la resistenza dei catalani e di colpire le case dei sostenitori nazionalisti, cosa che Franco aveva sempre evitato accuratamente.
Politicamente, da parte repubblicana, la battaglia dell'Ebro fu quella che la Repubblica poté affrontare con le migliori condizioni dall'inizio della guerra; il governo Negrín aveva raggiunto il massimo dell'autorità dato che nessun centro di potere autonomo era rimasto in piedi nella zona repubblicana: con la caduta del Nord erano spariti il governo autonomo basco, la Junta di Santander e il Comitato sovrano delle Asturie; il Consiglio d'Aragona era stato sciolto e il governo catalano era ormai praticamente esautorato. La dissidenza politica interna era stata emarginata con Caballero ormai in posizione minoritaria, le organizzazioni anarchiche logorate da un'irreversibile crisi interna e Prieto che dopo la caduta di Teruel era caduto in disgrazia e aveva ceduto il posto di ministro della Guerra allo stesso Negrín il 5 aprile. 

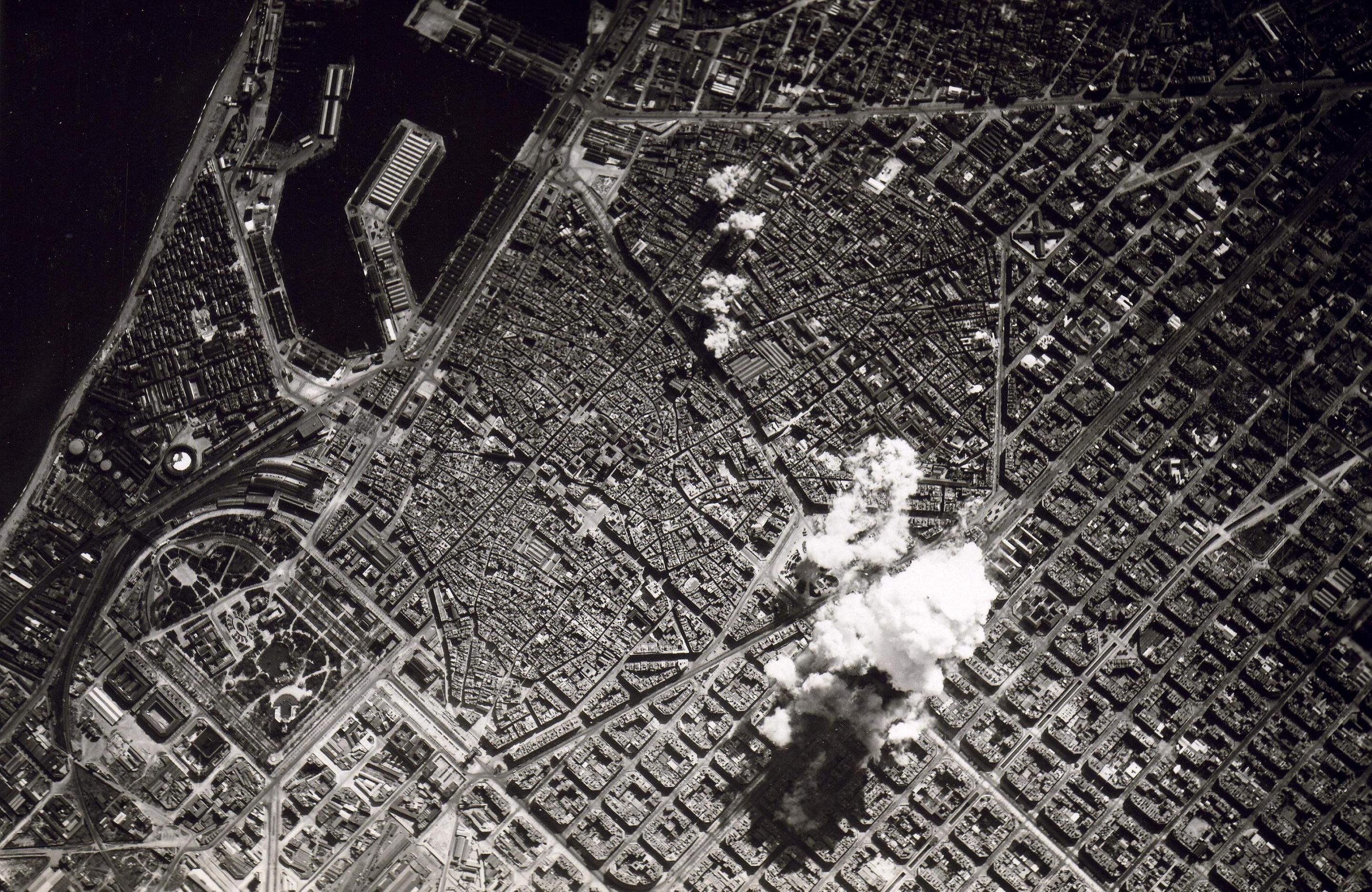
Bombardamenti nazionalisti su Barcellona

Gli unici malumori erano creati dai comunisti, di cui Negrín era considerato una creatura, che occupavano progressivamente i posti chiave dell'amministrazione e dell'esercito grazie a una politica perseguita dal Comintern - e attuata in Spagna da Palmiro Togliatti - che rendeva i comunisti i maggiori e più efficaci interpreti della linea di difesa a oltranza della Repubblica, e allo stesso tempo favoriva le accuse di assoggettamento della Spagna a Mosca, creando vagheggiamenti tra quanti speravano di arrivare a una pace di compromesso con Franco in nome dell'anticomunismo. Tra la primavera e l'estate del 1938 i comandi dei quattro corpi d'armata in Catalogna, che avrebbero combattuto la grande battaglia dell'Ebro, furono assegnati tutti a comunisti, mentre tra le forze del Centro-sud nell'inverno 1938-1939, 8 dei 17 corpi d'armata erano comandati da comunisti e 5 dei restanti 9 avevano come commissario politico un comunista. Anche per quanto riguardava le forze di polizia Negrín affidò ai comunisti i posti chiave, e restò passivo quando le varie forze di polizia divennero uno strumento repressivo in mano dei comunisti, ad esempio quando i comunisti decapitarono il POUM, facendo sparire il suo leader Andrés Nin, accusato di trotzkismo, durante le cupe giornate del maggio 1937 a Barcellona.
La subordinazione di Negrín ai sovietici era dettata dal pragmatismo del capo del governo repubblicano, consapevole che la guerra sarebbe stata persa senza le armi sovietiche, e che la scelta di resistere implicava inevitabilmente, in assenza di alternative, quella dipendenza a cui Negrín - secondo lo storico Burnett Bolloten - avrebbe fatto probabilmente a meno se le democrazie occidentali avessero cambiato il loro atteggiamento. Ma la «farsa del non-intervento» e lo scenario internazionale rimase sfavorevole per la Repubblica: nell'aprile 1938 Blum cedette il suo posto a Édouard Daladier, che preoccupato dell'aggressività italo-tedesca non cambiò la politica francese del non-intervento; in Gran Bretagna Eden fu sostituito da lord Halifax, molto disponibile a un'intesa a scapito della Repubblica che conseguì a un patto anglo-italiano nell'aprile 1938, che implicava l'accettazione di truppe italiane in Spagna in cambio di un impegno di Mussolini ad abbandonare la Spagna al termine della guerra.
Nel frattempo dal mare o attraverso il Portogallo continuava il regolare afflusso di armi italo-tedesche e di petrolio statunitense, mentre per la Repubblica gli aiuti furono discontinui, interrotti dalle navi italiane, tedesche e nazionaliste che controllavano impunemente il Mediterraneo costringendo l'URSS ad abbandonare quella rotta per far pervenire i suoi aiuti attraverso la lunga rotta Murmansk-Bordeaux, da dove sarebbero arrivati in Spagna via terra attraversando la frontiera francese, che in diverse occasioni si rivelò chiusa, anche se a marzo 1938 il governo francese consentì un flusso più o meno costante di armi per l'esercito repubblicano.

#### L'attacco a Valencia e gli scontri finali sull'Ebro
Dopo aver tagliato in due la zona repubblicana, Franco rinunciò ad attaccare la Catalogna, in cui si concentrava l'ormai unica industria bellica della Repubblica, mossa che avrebbe potuto concludere la guerra con mesi d'anticipo. Al Caudillo non interessava finire celermente la guerra né arrivare a un compromesso con Negrín; il conseguimento di una vittoria decisiva a Barcellona, o in alternativa a Madrid, avrebbe lasciato in vita un numero eccessivo di repubblicani armati nella Spagna centrale nel primo caso, o nel sud-est del paese nel secondo caso, e questo cozzava con l'obiettivo di Franco di annichilire la Repubblica e tutti i suoi sostenitori. Così dopo qualche settimana Franco decise di deviare il suo attacco verso sud per attaccare in forze Valencia.
Ai primi di maggio l'offensiva sull'Ebro fu fermata, e per convincere i tedeschi - molto contrariati per questa lentezza - a non lasciare la Spagna, Franco moltiplicò le concessioni minerarie al Reich, mentre Mussolini sgomento della lentezza di Franco, dopo aver minacciato di ritirare 10 000 uomini, ne inviò altri 6 000 con decine di aerei per dare nuovo vigore alle forze nazionaliste. In campo repubblicano al contrario il 13 giugno il nuovo governo Daladier chiuse i confini tra Francia e Spagna, rendendo molto difficile ogni approvvigionamento per la Catalogna.

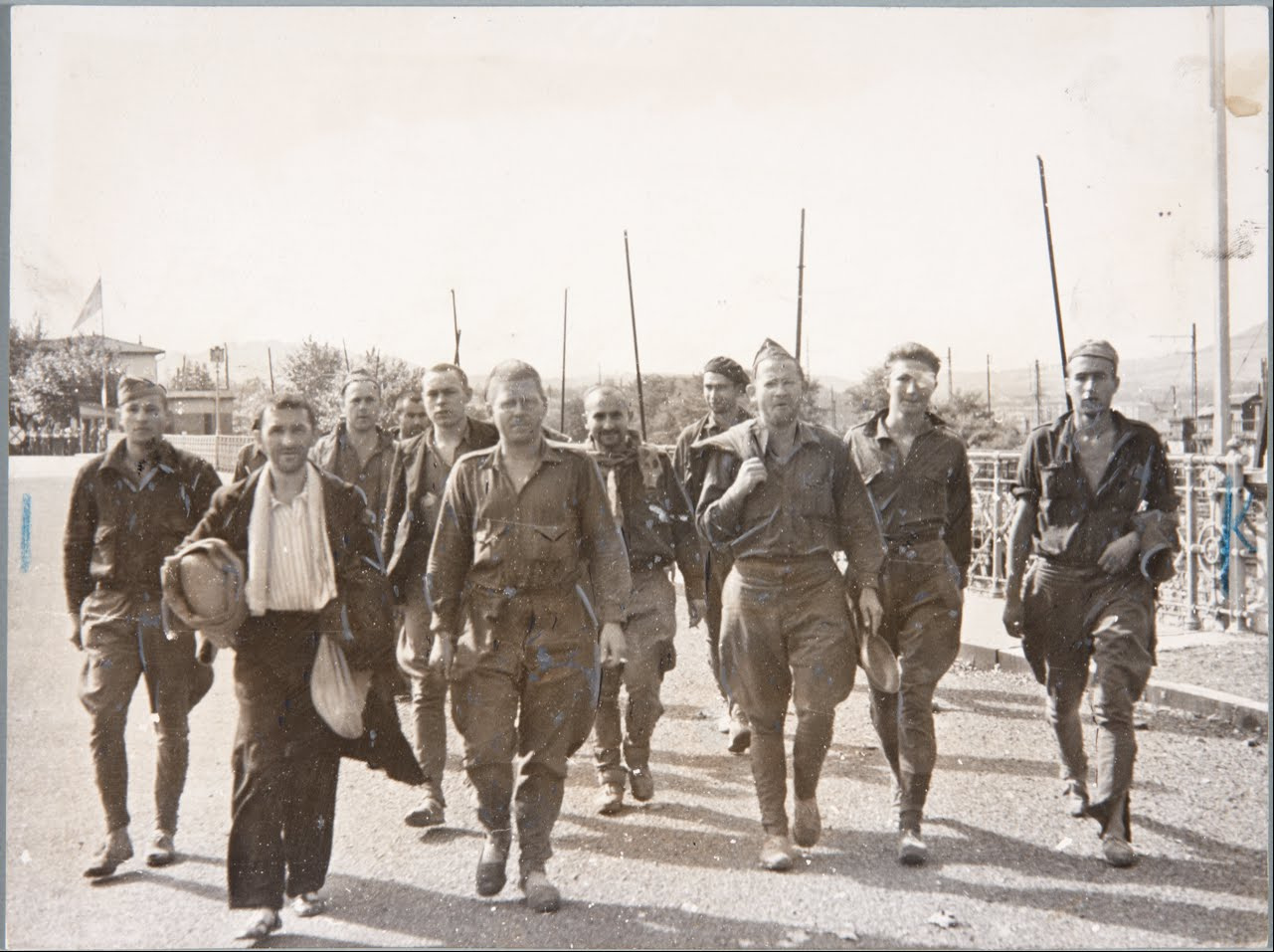
Volontari statunitensi caduti prigionieri delle forze nazionaliste

I generali Varela, Aranda e García Valiño avanzarono lentamente e a fatica, perché i repubblicani, ben protetti nelle trincee, con linee di comunicazione adeguatamente protette e grazie a una professionalità ormai acquisita, riuscirono a infliggere grosse perdite agli attaccanti. Franco, che ormai poteva contare sulla leva di massa non dava importanza alle perdite e ordinò di continuare a spingere, e lentamente ma inesorabilmente le forze franchiste continuavano ad avanzare. Il 15 giugno Aranda conquistò Castellón de la Plana sulla costa, ampliando di decine di chilometri il cuneo tra le zone repubblicane.
A quel punto Franco autorizzò l'aviazione italo-tedesca a compiere incursioni contro i centri cittadini lungo la costa e attaccare tutto il traffico mercantile non nazionalista, comprese le navi britanniche nei porti della Repubblica. I raid su Valencia, Barcellona e Alicante si moltiplicarono; il 2 giugno venne bombardato il borgo di Granollers, a trenta chilometri da Barcellona, dove morirono centinaia di donne e bambini. L'episodio, sommato agli attacchi al naviglio britannico, sollevò le prime proteste britanniche dall'inizio della guerra, ma Halifax e Chamberlain in realtà non intendevano far nulla di concreto che minasse la posizione di Franco. Solo la pressione di Berlino e Roma convinsero Franco a sospendere gli attacchi alle navi britanniche, soprattutto perché una caduta di Chamberlain, il cui debole atteggiamento aveva creato imbarazzo in Gran Bretagna, avrebbe rimesso al governo l'antifascista Eden.
Il 23 luglio i nazionalisti giunsero a meno di 40 chilometri da Valencia, e il comandante Rojo - ancora una volta - organizzò un disperato attacco di carattere diversivo lungo il fiume Ebro. All'alba del 26 luglio Yagüe Blanco, che presidiava con le sue truppe marocchine l'ansa che l'Ebro descrive tra Fayón e Cherta, si accorse che durante la notte un grande esercito repubblicano aveva attraversato in più punti il fiume e fatto passare uomini, carri, artiglierie e veicoli motorizzati. La sorpresa fu tanto peggiore quanto per la prima volta i nazionalisti si resero conto che la Repubblica era in grado di compiere in poco tempo un lavoro logistico e organizzativo mai visto prima, e nel giro di quattro giorni un esercito di 250 000 uomini al comando del generale Juan Hernández Saravia e dai colonnelli Sebastián Pozas Perea e Juan Modesto, occupò la sacca disegnata dal fiume fino al paese di Gandesa.
La sorpresa attuata da Rojo, oltre a distogliere Franco da Valencia, avrebbe inoltre consentito a Miaja di organizzare un'offensiva verso l'Estremadura in modo da spezzare in due il territorio nazionalista e invadere l'Andalusia. Ma solo la prima parte del piano si realizzò; Franco effettivamente abbandonò Valencia per spostare le sue forze sull'Ebro, dando inizio a una lunga e logorante battaglia militarmente insensata, con grandi attacchi frontali, piccole avanzate e ritirate alternate ed enormi perdite in entrambi gli schieramenti. A metà novembre 1938, dopo tre mesi e mezzo di combattimenti inconcludenti, la battaglia dell'Ebro terminò con la ritirata dell'esercito repubblicano sulle posizioni di partenza al di là del fiume, mentre sul fronte centrale Miaja dovette abbandonare ogni velleità di aiuto diretto all'esercito impegnato sull'Ebro a causa degli attacchi compiuti da Queipo de Llano, che costrinsero i repubblicani sulla difensiva.
Molti furono i critici di Franco in questa occasione, dato che in molti sostennero che avrebbe potuto facilmente consolidare il fronte di Gandesa e quindi aggirare le posizioni avversarie dilaniando in Catalogna, ma il Caudillo preferì impegnarsi in una battaglia di logoramento, forte di uomini e materiali in abbondanza, ritardando la vittoria finale e allo stesso tempo infliggendo un duro colpo al morale dell'esercito repubblicano, vanificando ogni suo sforzo.. Entrambi i contendenti lasciarono sul terreno migliaia di uomini: i nazionalisti ebbero circa 65 000 morti e 30 000 feriti, ma la Repubblica aveva perso la quasi totalità dell'Esercito dell'Ebro e non aveva alcuna possibilità di sostituire le perdite umane e materiali; l'ultima offensiva repubblicana si era conclusa con la decisiva vittoria dei nazionalisti.

### Dicembre 1938-marzo 1939: l'offensiva contro la Catalogna

Il fronte nel novembre 1938

#### La situazione politica repubblicana
Nonostante la resistenza sull'Ebro, nella zona repubblicana il morale delle truppe, e ancor di più della popolazione, era in quei mesi fortemente debilitato, soprattutto in Catalogna, dove dall'inizio dell'anno Barcellona e altri centri abitati erano diventati il quotidiano bersaglio dell'aviazione nazionalista.
Fin dalla primavera del 1938 migliaia di abitanti di Barcellona si rifugiavano nelle campagne, segno della stanchezza e della sfiducia diffuse tra la popolazione, ma anche tra molti rappresentanti politici catalani. A marzo 1938 il sindacalista della CNT Horacio Prieto si oppose al segretario della CNT Mariano Rodríguez Vázquez, sostenitore della linea "negrinista" di resistenza, proponendo una pace di compromesso «smettendo di fare incoscientemente il gioco dei russi», mentre Federica Montseny - che tra il novembre 1936 e il maggio 1937 fu ministro della sanità in seno alla stessa CNT - più tardi avrebbe ricordato che «in quei momenti il popolo spagnolo ormai non ne poteva più».
La mancanza di compattezza ai vertici politici e militari della Repubblica non poteva non influire sul morale della popolazione già duramente provata dai bombardamenti terroristici, dalla penuria di alimenti, carbone, legna e altri generi di prima necessità, aggravata dal blocco navale della marina nazionalista. La scarsezza di prodotti mise a dura prova lo spirito di sacrificio, e la sempre minor fiducia nella vittoria determinò un crescente «ognuno per sé» che erodeva ancor di più la coesione necessaria per resistere. Ciò indusse il governo a irrigidire i controlli e reprimere l'iniziativa privata in fatto di commercio e consumi, cosa che non fece altro che minare il rapporto tra governo e popolazione, il quale spesso vedeva quelle misure come requisizioni da parte di coloro che controllavano le forze armate a vantaggio di alcuni gruppi e partiti e a detrimento di altri.
Ma la demoralizzazione penetrava profondamente anche fra le truppe repubblicane. Un primo segno di crollo morale si vide dopo la rotta di Teruel, quando si registrarono casi in cui l'esercito si ritirò senza combattere, e in seguito come riflesso di una crescente sfiducia si fecero più frequenti casi di renitenza alla leva, soprattutto in Catalogna dove un numero sempre più rilevante di giovani preferì scappare sulle montagne o imboscarsi nelle città. Anche le diserzioni si fecero più numerose, tanto da spingere il governo a promulgare un'amnistia generale per le reclute latitanti e i disertori nell'agosto 1938, e a ridurre molte pene disciplinari.
Anche tra i "brigatisti" la voglia di combattere non era più quella di un tempo, e l'arrivo di nuovi volontari calava progressivamente tanto da non consentire più adeguati avvicendamenti al fronte, così anche tra le file delle Brigate internazionali crebbero i casi di indisciplina e diserzione. Gli agenti sovietici sfruttarono l'occasione per attuare purghe radicali di "trozkisti" e dissidenti in genere, e Marty - soprannominato da coloro che dovettero subire la durezza della sua disciplina il «macellaio di Albacete» - abusò talmente del suo potere di vita e di morte, che fu richiamato a Mosca per diversi mesi.
Nonostante ciò la compattezza e lo spirito di sacrificio di cui diedero prova le truppe repubblicane sull'Ebro furono più che mai il risultato dell'opera dei commissari politici in maggioranza comunisti. Il commissario in capo di quell'esercito era infatti Luis Delage, già responsabile a Madrid della propaganda di partito, che dimostrò la grande opera dei comunisti nel motivare gli uomini al fronte; se socialisti, repubblicani e anarchici avevano ragione da vendere in merito alla loro costante emarginazione decisionale e nella distribuzione delle armi a favore dei comunisti, nessuno meglio di questi ultimi riuscì a tenere desta l'adesione popolare alla difesa della Repubblica. La capacità di resistenza di quelle truppe però non fu inesauribile, e la sconfitta sull'Ebro contribuì a isolare ancor di più i comunisti dalle altre forze politiche, mentre Franco per aggravare le discordie tra i suoi nemici fece balenare qua e là che ad alcune condizioni si poteva trattare una pace, e una di queste condizioni era che il generalissimo si sarebbe detto disposto a trattare se al posto di Negrín ci fosse stato un moderato come Julián Besteiro. Nel novembre 1938 Besteiro si recò a Barcellona per alcuni colloqui con i "pacifisti" Companys, Prieto e altri del PSOE - specialmente con Azaña, ma dal colloquio non emerse nessuna effettiva volontà di agire, e dal dicembre entrarono in gioco i militari Casado e Miaja, che incontrarono diverse volte Negrín per sondare le sue intenzioni di staccarsi dai comunisti, ricevendo risposte sempre negative.
Dal canto suo Negrín nel settembre 1938, durante i giorni della Conferenza di Monaco, annunciò il ritiro di tutti i volontari stranieri dalla Spagna nel tentativo di presentare la guerra come un affare interno, e nella speranza che la questione spagnola potesse venir inclusa nel contenzioso tra potenze democratiche e regimi fascisti che si stava svolgendo a Monaco. Una deflagrazione europea avrebbe inoltre potuto spingere le forze democratiche a scendere in campo a fianco della Spagna repubblicana, e costringere Italia e Germania a mettere da parte gli aiuti a Franco, il quale si sarebbe trovato costretto a intavolare negoziati di pace. Ma la crisi cecoslovacca si risolse con una genuflessione delle nazioni democratiche nei confronti di Hitler, e ciò costituì la condanna definitiva per la Spagna repubblicana; in primo luogo perché svanì ogni possibilità di inglobare il conflitto spagnolo in una guerra europea, che era forse l'ultima e unica chance di vittoria, in secondo luogo perché l'atteggiamento di Francia e Gran Bretagna nei confronti della Cecoslovacchia fece capire ai leader repubblicani che non vi era nessuna possibilità che le due potenze intervenissero a favore della Repubblica.
A Barcellona il 29 ottobre 1938 le Brigate internazionali sfilarono per l'ultima volta prima di lasciare la Spagna, davanti a migliaia di spagnoli che applaudivano e piangevano. In quell'occasione Dolores Ibarruri, "la Pasionaria", tenne un discorso commovente e commosso: «Compagni delle Brigate internazionali! Ragioni politiche, ragioni di stato, il bene di quella stessa causa per cui avete offerto il vostro sangue con illimitata generosità, costringono alcuni di voi a tornare in patria, altri a prendere la via dell'esilio. Potete partire con orgoglio. Voi siete la storia. Voi siete la leggenda [...] Non vi dimenticheremo; e quando l'ulivo della pace metterà le foglie [...] tornate! Tornate da noi e qui troverete una patria».

#### L'attacco nazionalista
Franco dopo Monaco tirò un sospiro di sollievo: la Francia aveva perso credibilità agli occhi del Caudillo mentre l'Unione Sovietica - esclusa dalle trattative della situazione cecoslovacca - data l'inconsistenza della politica francese cominciò a ridurre progressivamente il suo sostegno alla Repubblica e a cercare altrove garanzie per la propria sicurezza.
In poche parole la fine della Repubblica era imminente; se i repubblicani continuarono a resistere per mesi fu soltanto per la paura che suscitava il proposito di Franco, ben propagandato, di sradicare per sempre la «pianta infestante» liberale, socialista e comunista, e dopo aver ribadito l'impossibilità di una pace - tempo prima falsamente ventilata da lui stesso - dichiarò che i nazionalisti avevano una lista di due milioni di rossi che dovevano essere «puniti» per i crimini commessi. Fu il terrore delle rappresaglie nazionaliste a trattenere i repubblicani sui campi di battaglia.

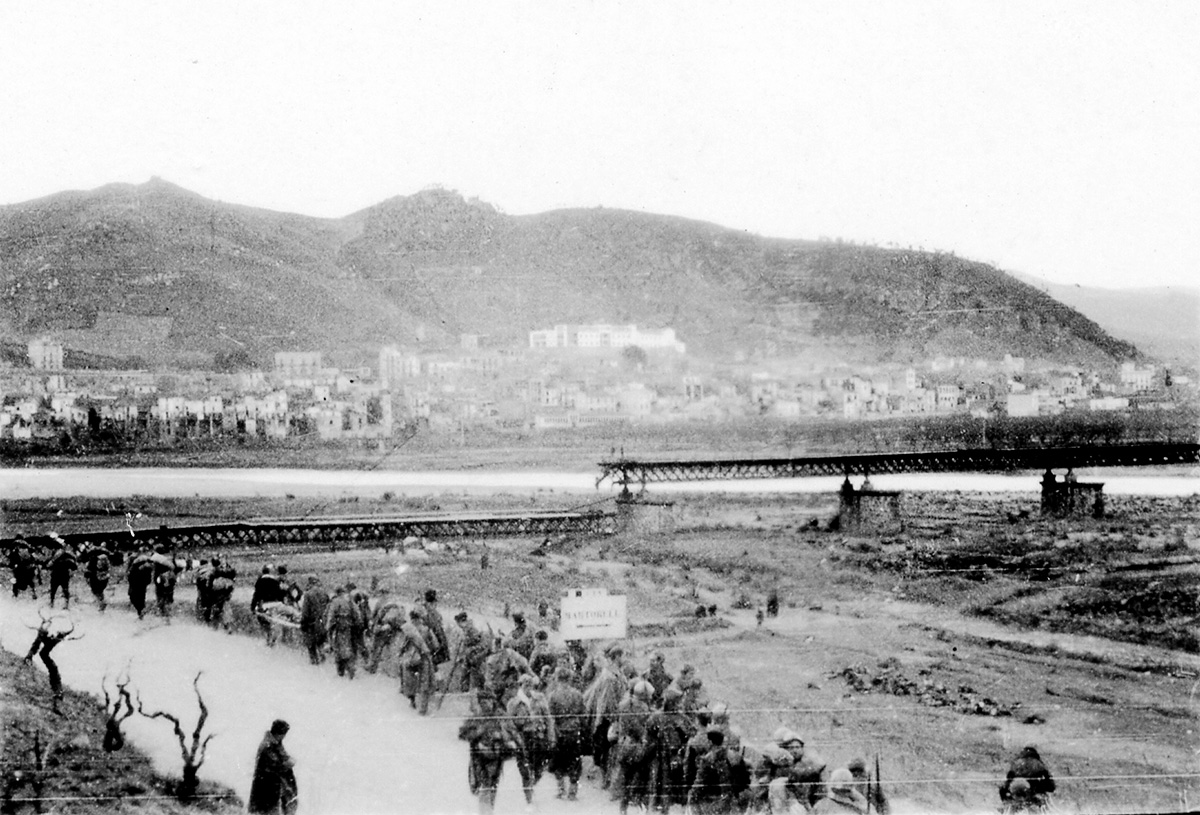
Truppe nazionaliste si apprestano a superare il Llobregat, e sullo sfondo un ponte ferroviario fatto saltare dai repubblicani in ritirata

A metà novembre, nonostante fosse ancora attirato da Madrid, Franco su pressione dei suoi consiglieri decise di concentrare il suo prossimo attacco nel punto più debole della Repubblica, ossia la Catalogna. Il 26 novembre emanò un ordine generale in cui sottolineava che la vittoria sull'Ebro spianava la strada all'annientamento totale delle forze nemiche, e su un fronte che circondava la Catalogna dalla foce dell'Ebro ai Pirenei venne schierato un esercito immenso, e la data dell'attacco fu fissata per il 23 dicembre.
Franco possedeva armi tedesche, e riserve italiane e spagnole in tale quantità da poter dare il cambio alle truppe in prima linea ogni due giorni. Sul campo c'erano cinque corpi d'armata spagnoli e cinque divisioni italiane. L'attacco venne anticipato da un imponente cannoneggiamento che aprì la strada agli uomini di Gastone Gambara, che attuando una guerra molto più mobile dei cauti spagnoli, avanzò di oltre trenta chilometri nei primissimi giorni. Il 15 gennaio 1939 cadde Tarragona; la strada verso Barcellona era praticamente sgombra e il 16 Franco ordinò di accelerare l'avanzata e di non concedere tregua al nemico. Il 25 gennaio il governo repubblicano fuggì a nord riparando a Gerona, mentre Yagüe Blanco attraversò il fiume Llobregat a sud di Barcellona, e il 26 le prime avanguardie percorsero le strade della capitale catalana mettendo in atto una rappresaglia selvaggia, con migliaia di esecuzioni sommarie.
Il 10 febbraio tutta la Catalogna era ormai in mano nazionalista, mentre quello che rimaneva delle Cortes repubblicane tennero la loro ultima seduta il 6 febbraio a Figueres sul confine con la Francia: Negrín cercò di convincere per l'ultima volta Azaña di tornare a Madrid, ma questi partì per l'esilio. Lo seguirono tre giorni dopo lo stesso Negrín e il generale Rojo, mentre le forze repubblicane superstiti nel centro della Spagna furono affidate a Miaja.
A fine febbraio Azaña si dimise da presidente della Repubblica e il suo successore Martínez Barrio si rifiutò di tornare in Spagna; Francia e Gran Bretagna annunciarono il riconoscimento del governo franchista e la Repubblica cadde nel caos istituzionale.

### Marzo 1939: la caduta della Repubblica

La linea del fronte nel febbraio 1939, poco prima del collasso finale della Repubblica

Dopo la perdita della Catalogna la Repubblica controllava ancora circa il 30% del territorio spagnolo, sotto il comando supremo del generale Miaja, il quale però non era presente a Madrid, ma passava la maggior parte del suo tempo a Valencia in attesa degli eventi. Nonostante una resistenza militare fosse ormai fuor discussione, Negrín sperava ancora nello scoppio di una guerra europea nella speranza che le democrazie si accorgessero del pericolo fascista e scendessero in campo a fianco della Repubblica, mentre le forze non comuniste speravano ancora di poter concordare una resa con i nazionalisti. Tutte speranze che si rivelarono vane dopo l'emanazione, il 13 febbraio 1939, della «legge sulle responsabilità politiche» con la quale Franco imputava ai repubblicani il crimine di aver appoggiato la Repubblica «illegittima», con effetto retroattivo a partire dall'ottobre 1934.
Fu il primo passo verso la totale istituzionalizzazione della repressione che era già stata applicata implacabilmente nei territori occupati, e che con l'imminente fine della guerra avrebbe legalizzato l'ondata di arresti, processi, esecuzioni e detenzioni programmati da Franco e dai comandi nazionalisti.
Il 27 febbraio 1939 anche Francia e Gran Bretagna riconobbero il governo di Franco.
In marzo fu siglato il Patto Iberico, un patto di non aggressione dal primo ministro portoghese António de Oliveira Salazar, in rappresentanza del Portogallo, e dall'ambasciatore Nicolás Franco, in rappresentanza della Spagna franchista.
Il 4 marzo il colonnello Segismundo Casado, comandante dell'armata repubblicana del Centro ed effettivo sostituto di Miaja, decise di porre termine alla carneficina della guerra civile, e insieme ai leader anarchici delusi e al socialista Julián Besteiro costituì una Junta de Defensa Nacional a Madrid in opposizione a Negrín e ai comunisti che volevano continuare la lotta, nella speranza che un'insurrezione militare di carattere anti-comunista potesse convincere Franco ad avviare trattative di pace.
La rivolta di Casado diede il via a quella che a tutti gli effetti fu una seconda guerra civile all'interno della zona repubblicana, e il 6 marzo iniziarono gli arresti a Madrid dei comunisti, arresti ai quali Miaja acconsentì con riluttanza dopo aver assunto la presidenza della Junta voluta da Casado. Il 7 marzo Luis Barceló Jover, comandante filo-comunista decise di passare all'azione e con le sue truppe attaccò Madrid scontrandosi duramente con il 4º Corpo d'armata comandato dall'anarchico Cipriano Mera Sanz, il quale ebbe la meglio e il 10 marzo Barceló, assieme ad altri ufficiali comunisti, fu arrestato e giustiziato. Fu la fine del predominio del partito comunista nei territori centrali, confermato dal fatto che già dal 6 marzo Negrín, Stepanov, Ibárruri, Modesto, Líster e altri dirigenti comunisti lasciarono la Spagna decollando da Elda diretti a Orano o Tolosa. Solo Togliatti, con Fernando Claudín, rimase in Spagna per cercare di riprendere le fila della situazione, cercando di comunicare con i comunisti di Madrid nel tentativo di cercare un'intesa con Casado, senza tuttavia ottenere alcun risultato. E il 24 marzo a sua volta lasciò la Spagna assieme ad altri membri del partito diretto in Algeria.
Le aspettative di Casado furono frustrate da Franco, che non era assolutamente intenzionato ad accettare una resa con condizioni, ma mirava a una resa incondizionata e si rifiutò di concedere qualsiasi garanzia ai governi britannico e statunitense sulle rappresaglie, sostenendo che dopo aver versato tanto sangue, una pace negoziata era inaccettabile.
Quando i repubblicani si resero conto che i piani di Casado era disastrosamente falliti, al fronte i repubblicani cominciarono a deporre le armi per arrendersi o dirigersi alle proprie case, oppure per continuare la resistenza sulle montagne che durò fino al 1951.
Il 26 marzo le truppe franchiste iniziarono ad avanzare in modo concentrico senza incontrare resistenza, limitandosi a occupare le zone abbandonate dai repubblicani. Il 27 marzo le forze nazionaliste fecero il loro ingresso a Madrid in un silenzio spettrale, accolte solo dai militanti nazionalisti della quinta colonna madrilena, e nei giorni seguenti caddero Alicante, Jaén, Cartagena, Cuenca, Guadalajara, Ciudad Real e così via, fino al 31 marzo, giorno in cui tutta la Spagna era ormai sotto il dominio nazionalista.
Il 1º aprile 1939 il quartier generale di Franco emise l'ultimo bollettino di guerra, scritto a mano dal Caudillo in persona, che diceva: «Oggi, con l'esercito rosso prigioniero e disarmato, le nostre truppe vittoriose hanno conquistato i loro ultimi obiettivi militari. La guerra è finita».
Fra i repubblicani alcuni avevano tentato di salpare da Alicante per raggiungere disperatamente i porti del Mediterraneo, altri preferirono suicidarsi piuttosto che cadere nelle mani dei Falangisti, mentre per quanti erano riusciti a raggiungere la frontiera con la Francia prima della caduta della Catalogna si aprì il nuovo dramma dei campi di raccolta francesi. Alla disperazione di aver lasciato il proprio paese e alla delusione della sconfitta, per i repubblicani che riuscirono a riparare in Francia si aggiunsero le vessazioni delle guardie di frontiera, l'abbandono senza riparo nelle notti gelide, il disprezzo dei sorveglianti, l'insensibilità delle autorità, preoccupate, specie quelle militari, esclusivamente della loro sorveglianza, come se fossero delinquenti comuni.
Il 27 marzo il colonnello Casado, accordatosi con la quinta colonna madrilena per aver salva la vita, salpò con i suoi su una nave britannica nel porto di Gandía, mentre il vecchio leader socialista Besteiro decise di rimanere accanto alla popolazione di Madrid nell'illusoria speranza di riuscire a placare la sete di vendetta dei nazionalisti. Fu arrestato e rinchiuso nella squallida prigione di Carmona, dove morì nel settembre 1940.
I comunisti arrestati da Casado e ancora imprigionati nelle carceri madrilene furono immediatamente passati per le armi dai falangisti, mentre chi venne catturato mentre tentava di lasciare la capitale o catturato nei porti spagnoli venne inviato nei campi di concentramento nazionalisti, e per gli anni a seguire per molti di loro «la Spagna franchista sarebbe stata solo un grande carcere in cui cercare di sopravvivere. Nessuna volontà di perdono o conciliazione guidò la condotta del Caudillo». Al contrario, in base a un rigido criterio vendicativo ed epurativo, i plotoni d'esecuzione si dedicarono a un'attività così intensiva da sorprendere anche i loro stessi alleati. Nel luglio 1939, dopo una visita ufficiale in Spagna, Ciano scrisse in un rapporto che: «I processi quotidiani si svolgono con una rapidità che direi quasi sommaria [...] le fucilazioni sono ancora numerosissime. Nella sola Madrid dalle 200 alle 250 al giorno, a Barcellona 150; 80 a Siviglia, città che non fu mai nelle mani dei rossi».

## I primi anni della Spagna franchista

### Il governo franchista e la situazione dello Stato

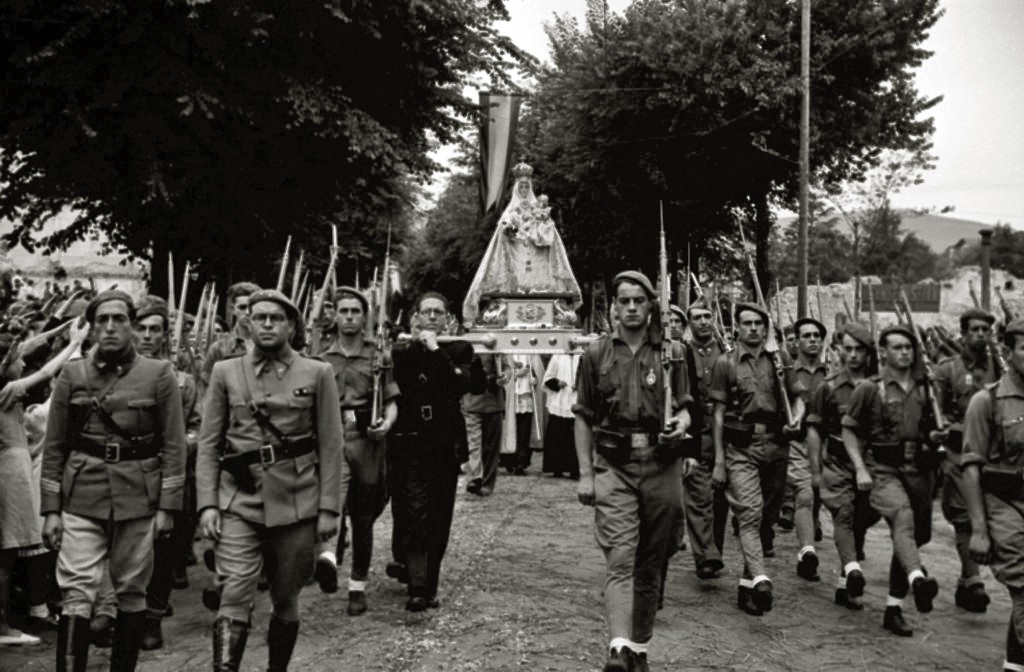
Requetés nazionalisti sfilano portando con loro la Vergine di Covadonga, Irún, estate 1939.

Il 19 maggio 1939 a Madrid si tenne la grande parata della vittoria, alla quale parteciparono oltre 120 000 soldati, compresi legionari, falangisti, regulares, requetés, con artiglieria e carri armati in larga parte di produzione italiana e tedesca. Il reparto finale fu quello dei viriatos portoghesi seguiti dalla Legione Condor. Messaggi di congratulazioni arrivarono da Italia, Germania, Portogallo e dalla Santa Sede: «È una nuova formidabile vittoria del fascismo: forse, finora, la più grande» scrisse Ciano, mentre papa Pio XII inviò un messaggio di congratulazioni a Franco «porgiamo sincere grazie a Vostra Eccellenza per la vittoria della Spagna Cattolica».
Franco era ormai il padrone della Spagna, e per sdebitarsi nei confronti dei fedelissimi che l'avevano appoggiato incondizionatamente durante la guerra, nominò i suoi generali facendoli ministri, sottosegretari e governatori militari. L'8 agosto Franco proclamò la «legge del capo dello Stato» che gli dava il diritto di emanare leggi e decreti in casi di emergenza, senza delibera del Consiglio dei ministri. Due giorni dopo Franco approvò la formazione del suo secondo governo, nominando ministro degli Esteri Juan Beigbeder, ministro dell'Interno il fedelissimo Serrano Suñer, il generale Varela ministro dell'Esercito e il generale Yagüe ministro dell'Aeronautica, quest'ultima nomina appresa con grande disappunto di Kindelán che aveva guidato l'aviazione per tutta la guerra. Furono tutte mosse calcolate che permisero a Franco di emarginare i generali più ambiziosi, cosicché Kindelán fu inviato alle Baleari come governatore, luogo in cui avrebbe trovato molte difficoltà a cospirare contro Franco, mentre a Yagüe fu affidato un incarico nel quale difficilmente avrebbe avuto successo, rendendolo poco credibile come eventuale portabandiera per i falangisti. Queipo de Llano infine, forse il più influente generale di Franco, e quello meno disposto a sottostare al Caudillo, fu spodestato con l'inganno dalla sua base di potere a Siviglia e reso innocuo con incarichi di rappresentanza all'estero.
La nazione tuttavia era in condizioni terribili con l'economia in rovina e la produzione agricola e industriale a livelli bassissimi, per non parlare dell'enorme devastazione delle infrastrutture: circa il 60% del materiale rotabile era andato distrutto assieme al 40% della flotta mercantile; circa 250 000 edifici erano stati demoliti e altrettanti erano stati danneggiati. Il Nuevo Estado non aveva quasi più valuta estera e aveva perduto le riserve auree, per cui il sistema monetario era nel caos, inoltre c'erano da pagare i debiti di guerra ai paesi alleati e una perdita di manodopera di circa il 3,5% della popolazione attiva, senza tener conto dei prigionieri e degli esiliati.

### I primi anni del regime

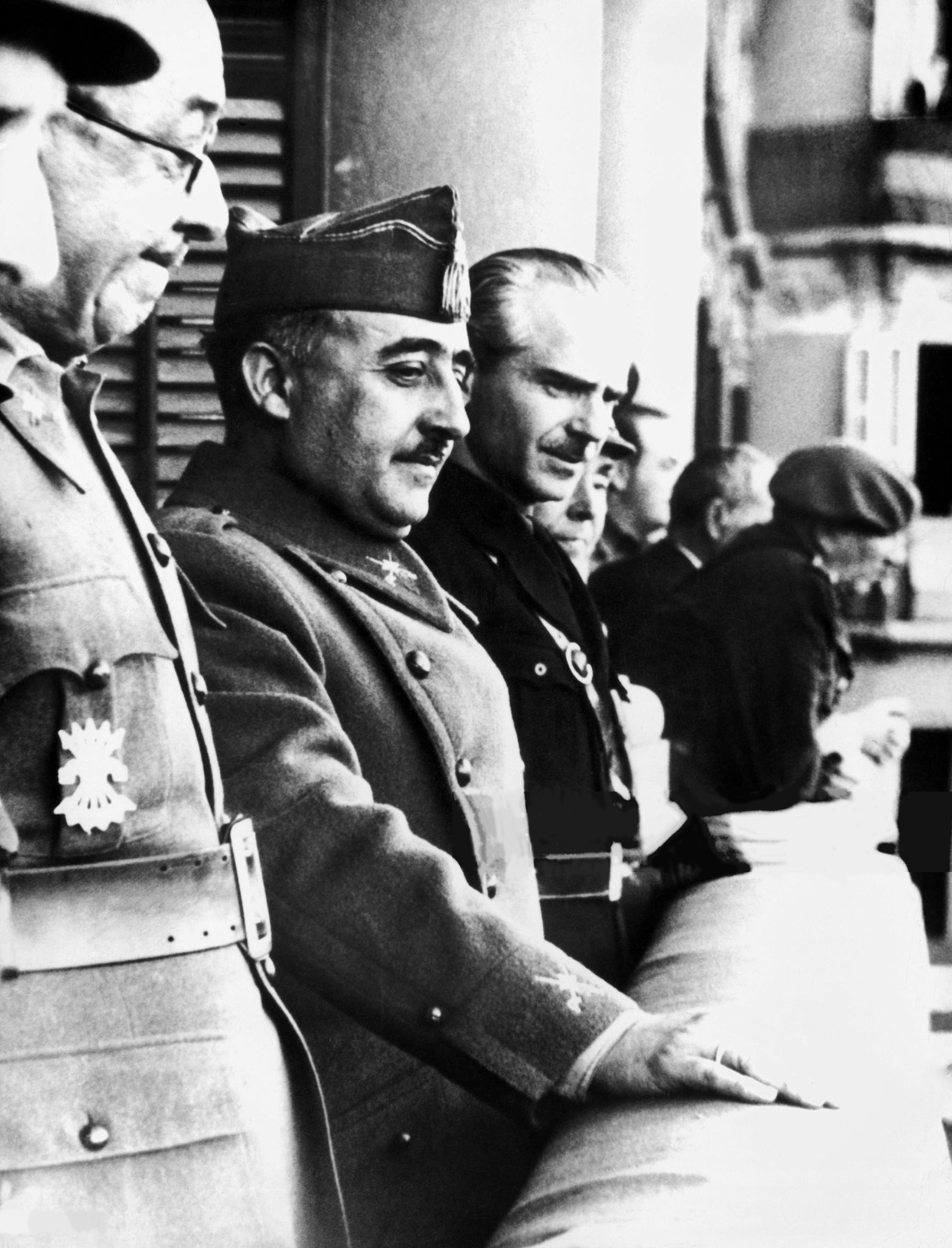
Francisco Franco al centro, attorniato da José Moscardó (alla sua destra) e Serrano Suñer (alla sua sinistra)

Una delle prime decisioni del governo fu la restituzione delle terre ai proprietari terrieri, non solo quelle requisite durante il 1936, ma anche tutte quelle colpite dalla riforma agraria della Repubblica. I salari nelle campagne vennero ridotti della metà di quello che erano stati durante la Repubblica, e sarebbero tornati al livello del 1931 soltanto nel 1956, mentre la vendita di prodotti agricoli fu messa sotto controllo dello stato, che fissava i prezzi, e ciò fece prosperare il mercato nero. Frattanto la carenza di materiali e mezzi per l'agricoltura e i mancati investimenti in macchinari comportò una flessione della produzione agricola, che tra gli anni 1941 e 1945 portò diverse regioni alla fame. I vantaggi che la neutralità avrebbe portato alla Spagna durante la seconda guerra mondiale andarono persi, poiché, in base a considerazioni ideologiche che volevano la Spagna in grado di auto-sostenersi economicamente, Franco decise di tagliare le importazioni e di tenere fermo il valore della peseta. Ciò avvenne poco prima dello scoppio della guerra, in un momento in cui la Spagna si trovava in una situazione critica. Queste scelte portarono a un'enorme diffusione del mercato nero e della corruzione, e la popolazione dovette subire negli anni '40 gli «años de hambre» (anni della fame). Mancanza di beni essenziali, inedia, esplosione della prostituzione e delle malattie, fra cui alcune scomparse dall'area mediterranea da molto tempo, divennero la quotidianità fino agli anni '50 inoltrati. 
Franco mirò a un'autarchia con la precedenza alle esigenze militari, in vista di un possibile coinvolgimento nella guerra europea, così i dirigenti si trovarono di fronte a una forma di dirigismo da caserma, dove poterono controllare gli operai, allungarne l'orario lavorativo e abbassare i salari senza alcun rischio, dato che gli scioperi erano stati messi fuori legge.
Per il controllo dell'economia e l'autarchia venne varato per decreto l'Istituto Nacional de Industria (INI), che coordinava qualunque tipo di produzione, da quella tessile alla produzione di aerei. Franco proclamò che la Spagna non aveva bisogno di importazioni estere per vivere; secondo lo storico Antony Beevor in realtà l'autarchia servì soprattutto per pagare gli ingenti debiti con la Germania e l'Italia, rinunciando alle spese per le importazioni. Per le opere pubbliche vennero poi utilizzate migliaia di prigionieri di guerra repubblicani, e il finanziamento di queste opere da parte delle banche spagnole creò uno stretto rapporto tra le cinque principali banche spagnole e il regime franchista: in cambio della loro cooperazione vennero protette dalla concorrenza - non vennero aperte nuove banche fino al 1962 - e ottennero notevole potere economico, accumulando profitti basati sullo sfruttamento dei prigionieri di guerra e sul controllo statale dei salari.

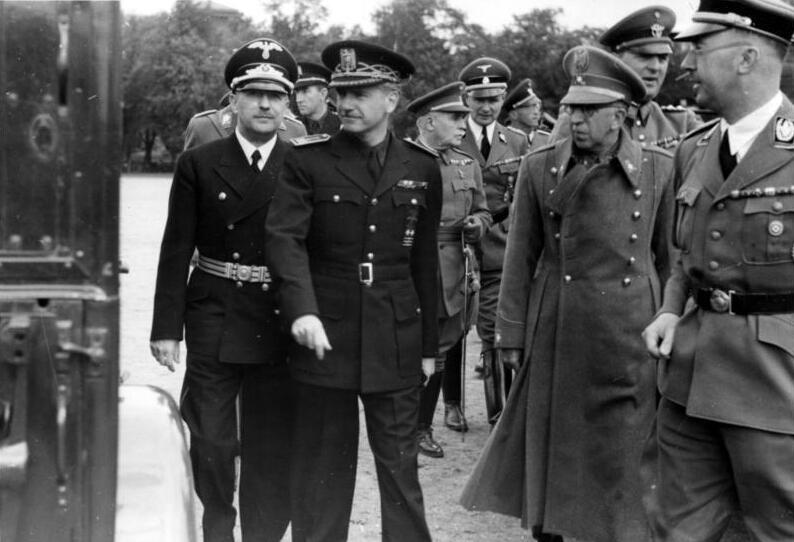
Ramón Serrano Súñer in visita nella caserma della SS-Leibstandarte "Adolf Hitler" a Berlino, accompagnato da Heinrich Himmler, 1º ottobre 1940.

Dietro la retorica dell'unità nazionale e sociale, Franco fece di tutto per conservare la divisione fra vinti e vincitori, la classe operaia non fu integrata in organizzazioni di regime come accadde in Italia o Germania, ma venne inquadrata in sindacati corporativi come la Hermandades Sindicales de Labradores y Ganaderos (Confraternita sindacale di agricoltori e allevatori) che erano basate sul presupposto di una comunanza di interessi tra lavoratori e possidenti terrieri. Questa però era sostanzialmente una frode che poggiava sul sistema repressivo messo in atto nelle campagne dalla Guardia Civil e dalle guardas jurados che vigilavano per impedire ai contadini di procurarsi qualcosa da mangiare sulle terre padronali. Nella Spagna di Franco non ci fu mai spazio per alcun aspetto anche fintamente anti-oligarchico, il Nuevo Estado rimase uno strumento dell'oligarchia tradizionale, e nonostante i falangisti basassero i loro proclami sulla retorica anticapitalista, furono gli stessi dirigenti della Falange a riconoscere apertamente la natura classista del regime franchista. Secondo l'ispanista Paul Preston quindi, il franchismo dunque non fu che l'ultimo tentativo dei militari di bloccare il progresso sociale in Spagna, ma a differenza di quelli precedenti, esso non servì solo gli interessi dell'oligarchia spagnola, ma anche quelli del capitalismo internazionale. Winston Churchill in un discorso alla Camera dei Comuni nel maggio 1944, mentre gli Alleati erano ancora impegnati ad abbattere il nazifascismo, aveva già tracciato l'atteggiamento che le potenze democratiche avrebbero mantenuto con Franco, affermando che «I problemi politici interni della Spagna sono affari degli spagnoli medesimi [...] Immagino che il nostro programma di rinnovamento del mondo non implichi un'azione militare contro qualsiasi governo la cui forma interna di amministrazione non sia conforme ai nostri ideali». Le democrazie occidentali si dimostrarono arrendevoli con Franco dopo il 1945, consapevoli che il regime poteva proteggere gli interessi e gli investimenti stranieri in Spagna meglio di quanto avrebbe potuto fare un qualsiasi altro sistema politico, e questo, unito all'apparente anti-comunismo celebrato da Franco, attirò ingenti capitali stranieri privati in Spagna.
Se è pur vero che inizialmente il regime di Franco fu un calco di quelli fascisti, con la stessa coreografia e gli stessi caratteri istituzionali come il culto del capo, il partito unico (il Movimiento), l'ordinamento di tipo corporativistico e così via, esso manterrà fino alla fine un'accentuata coincidenza con la persona del dittatore - da qui ad esempio l'accezione "franchista" in relazione al tipo di dittatura - e un tratto di costante superiorità dell'elemento militare su quello civile. Attraverso il divide et impera Franco riuscì ad assicurarsi la lealtà delle diverse anime del franchismo: falangisti, monarchici, carlisti, cattolici e tecnocrati dell'Opus Dei, ognuno dei quali però dovette sottostare nel quadro politico-amministrativo alla sfera militare del regime. Il ruolo del vice-Caudillo per esempio, fin dal 1941 fu sempre occupato da un militare, prima l'ammiraglio Luis Carrero Blanco, poi il generale Muñoz Grandes e infine Arias Navarro; il Movimento ebbe sempre un militare di carriera come segretario, così come il ministero dell'Interno, quello dell'Industria e spesso anche i governatori delle provincie furono sotto controllo dei militari. Secondo lo storico Gabriele Ranzato dunque, questo consentì a Franco di mantenere per quasi trentacinque anni il controllo totale della Spagna, eliminando qualunque spinta ideologica e di cambiamento all'interno del partito, in una sorta di neo-assolutismo che consentì al suo regime di sopravvivere alla caduta degli altri regimi fascisti europei.

### La neutralità spagnola nella seconda guerra mondiale
Secondo lo storico e ispanista britannico Paul Preston però, il fattore che più di tutti consentì al regime di sopravvivere per molti anni fu la decisione di Franco di non entrare in guerra a fianco delle potenze dell'Asse. Se nel 1939 Franco poteva sentirsi politicamente al sicuro, la capacità economica e militare della Spagna non consentiva alcuna avventura, anzi, l'esercito uscito dalla guerra civile non era neppure in grado di difendere i confini nazionali in caso di attacco. Benché moltissimi armamenti italo-tedeschi fossero rimasti in Spagna, l'uso intensivo che ne era stato fatto li aveva in larga parte logorati, e le difficoltà nel reperire pezzi di ricambio (e soprattutto pagarli) ne diminuì ulteriormente l'utilizzo. Nonostante tutto, dopo l'estate 1939 Franco mantenne sotto le armi quasi mezzo milione di uomini, in parte per avere a disposizione una forza repressiva, in parte perché sopravvalutava la propria importanza militare. All'inizio dell'estate Franco si considerava pronto a esibire la sua forza militare su scena mondiale, dispose importanti concentrazioni di truppe alla frontiera francese e a Gibilterra, e l'8 marzo aveva decretato l'uscita della Spagna dalla Società delle Nazioni, emulando gli alleati dell'Asse. Sempre secondo Preston, in quel periodo Franco era immerso in una sorta di coreografica auto-celebrazione che culminò con le imponenti celebrazioni del 19 maggio 1939, che proponevano Franco quale alleato a pieno titolo dei paesi dell'Asse, con i quali il regime franchista tenne inizialmente rapporti molto cordiali.
Ma lo scoppio della guerra il 1º settembre 1939 colse Franco di sorpresa, cosciente che nonostante le parate, i discorsi trionfali e i cordiali rapporti con Italia e Germania, i tempi non erano ancora maturi per affrontare una nuova guerra. Franco annunciò in tutta fretta che la Spagna si sarebbe attenuta a una «rigida neutralità», cogliendo così l'approvazione di Mussolini che si sarebbe orientato verso la «non belligeranza». Nonostante la neutralità, la predilezione di Franco per l'Asse non era affatto calata. Accecato dalle vittorie tedesche in Polonia e dai rapporti entusiastici che Serrano Suñer e i consolati dell'Asse in Spagna facevano pervenire al Caudillo riguardo alla situazione europea, questo entusiasmo aumentò di fronte ai successi tedeschi in Norvegia e Danimarca nel giugno 1940 e soprattutto dinanzi al crollo della Francia. Ma Franco mirava a scendere in campo all'ultimo momento per conquistarsi un posto al tavolo dei vincitori, e fu questa cautela che nel prosieguo dei mesi gli consentì di rendersi conto che né l'Asse era in grado di vincere la guerra né la Spagna era in grado di scendere in campo. L'opinione pubblica spagnola poi non era affatto favorevole all'entrata in guerra, e i primi rovesci dell'Asse in Nordafrica, la resistenza della Gran Bretagna sulla Manica convinsero Franco che la guerra sarebbe stata lunga, e la Spagna non sarebbe stata in grado di parteciparvi.

### La repressione nazionalista

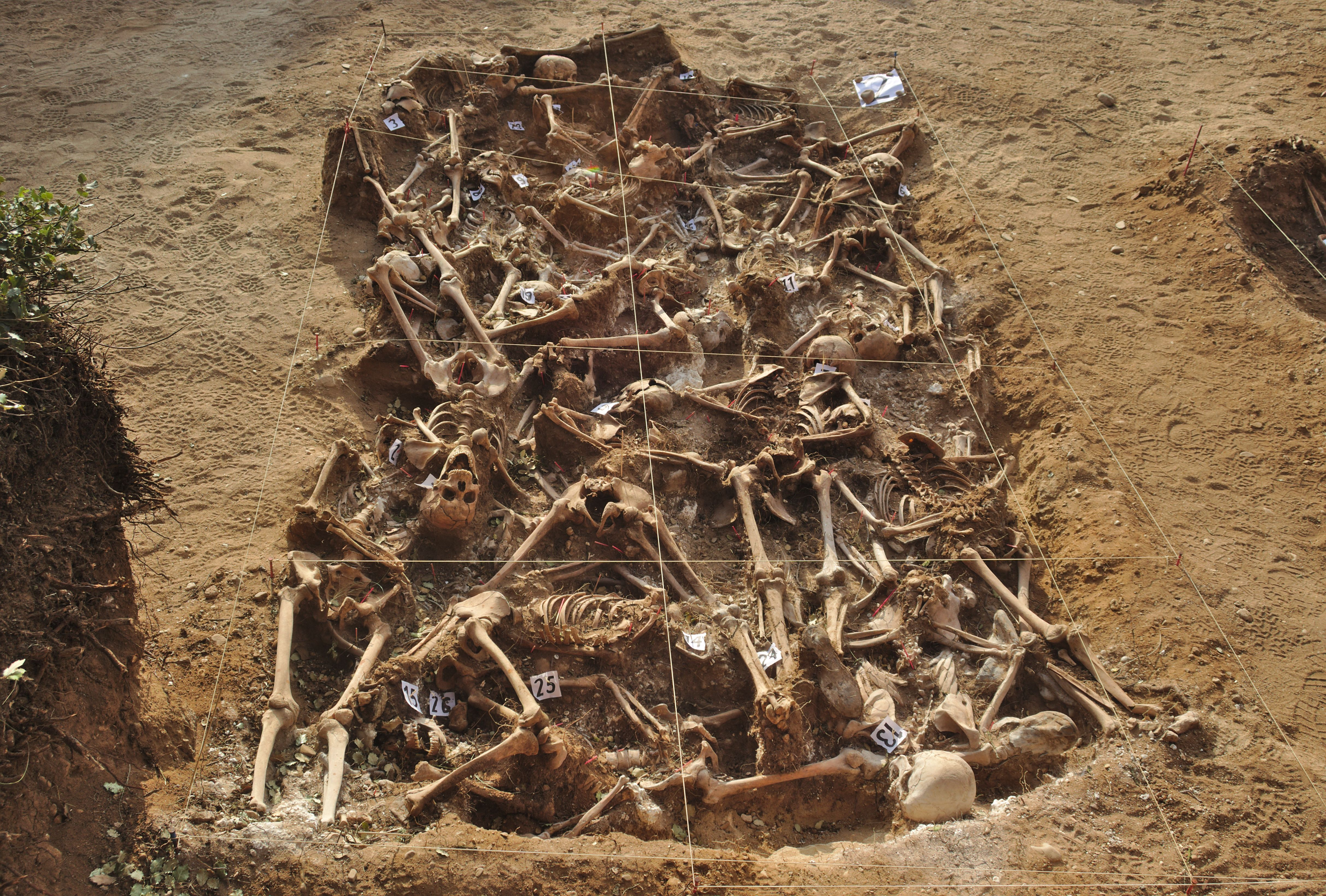
Tomba comune nei pressi di Estépar contenente i resti di ventisei repubblicani uccisi durante le repressioni nazionaliste

Nell'epoca contemporanea nessun paese europeo ha conosciuto al termine di una guerra civile un'epurazione così spietata e sanguinosa come quella messa di atto da Francisco Franco. Per molti anni - fino al 1943 con grande frequenza, ma poi, anche se con minore intensità, fino alla metà degli anni cinquanta - le esecuzioni sommarie di prigionieri politici si susseguirono nella Spagna franchista, facendo un numero enorme di vittime, calcolato nell'ordine delle diverse decine di migliaia. Non furono giustiziati solo coloro che si erano macchiati di crimini di sangue, come aveva più volte detto Franco, ma anche e soprattutto coloro che avevano "responsabilità" politiche. E non solo tra i più alti dirigenti repubblicani, come Companys, Julián Zugazagoitia, Francisco Cruz Salido e Juan Peiró, che, catturati nel 1940 dalla Gestapo nella Francia occupata furono consegnati a Franco e giustiziati, ma anche quadri intermedi e semplici militati, non soltanto comunisti, ma dei più diversi partiti, assieme a massoni e intellettuali. Leggi repressive come la «Legge della responsabilità» insistevano nell'ottenere non giustizia ma vendetta su tutto quanto era accaduto nella «zona rossa», mirando dunque alla distruzione fisica dei quadri del Fronte popolare, dei sindacati e delle organizzazioni massoniche e in generale all'«estirpazione delle forze politiche che hanno appoggiato e sostenuto la Repubblica». I dati del terrore franchista vanno da un minimo di 35 000 giustiziati secondo fonti filo-franchiste, alla cifra generalmente accettata di 50 000 vittime accertate dopo la fine della guerra, alla quale però vanno aggiunte le esecuzioni compiute durante la guerra, le morti in prigionia e le morti civili causate dai bombardamenti terroristici sulle città, che - secondo Antony Beevor - portano il totale a circa 200 000 morti causati dalla repressione e dalla vendetta dei nazionalisti. Le esecuzioni nazionaliste infatti si protrassero praticamente per tutta la durata del regime franchista, le ultime fucilazioni di oppositori politici avvennero il 27 settembre 1975; quel giorno Franco - che sarebbe morto meno di due mesi dopo - firmò l'esecuzione di Juan Paredes e Ángel Otaegui dell'ETA e di José Luis Sánchez Bravo, Ramón García Sanz e Humberto Baena del FRAP.
Secondo lo storico Gabriele Ranzato, sconcerta come la Chiesa cattolica non abbia cercato affatto di fermare questa mattanza o di mitigare le pene dei reclusi. Il giorno dell'ingresso delle truppe nazionaliste a Madrid, il vescovo della capitale Leopoldo Eijo y Garay diffuse una pastorale in cui auspicava il perdono per gli sconfitti, ma quelle esortazioni si persero nel vuoto e non furono ascoltate né dagli uomini del regime né dalla Chiesa stessa, i cui parroci collaborarono spesso solertemente nella consegna dei repubblicani alle autorità nazionaliste. Il vescovo di Vic ad esempio, invocò l'epurazione dei «rossi» usando la metafora: «un bisturi per drenare il pus dalle interiora spagnole». D'altro canto lo stesso pontefice Pio XII, salito al Soglio pontificio un mese prima della fine della guerra, celebrò la vittoria di Franco con un messaggio radiofonico «ai figli dilettissimi della cattolica Spagna» per felicitarsi «per il dono della pace e della vittoria, con cui Dio si è degnato di colmare l'eroismo cristiano della vostra fede e carità». L'unico passo in cui Pio XII si riferì al destino dei vinti fu quando parlò della benevolenza del generalissimo e della sua opera di pacificazione, chiedendo «giustizia per il crimine e benevola generosità verso coloro che sono caduti nell'errore»..

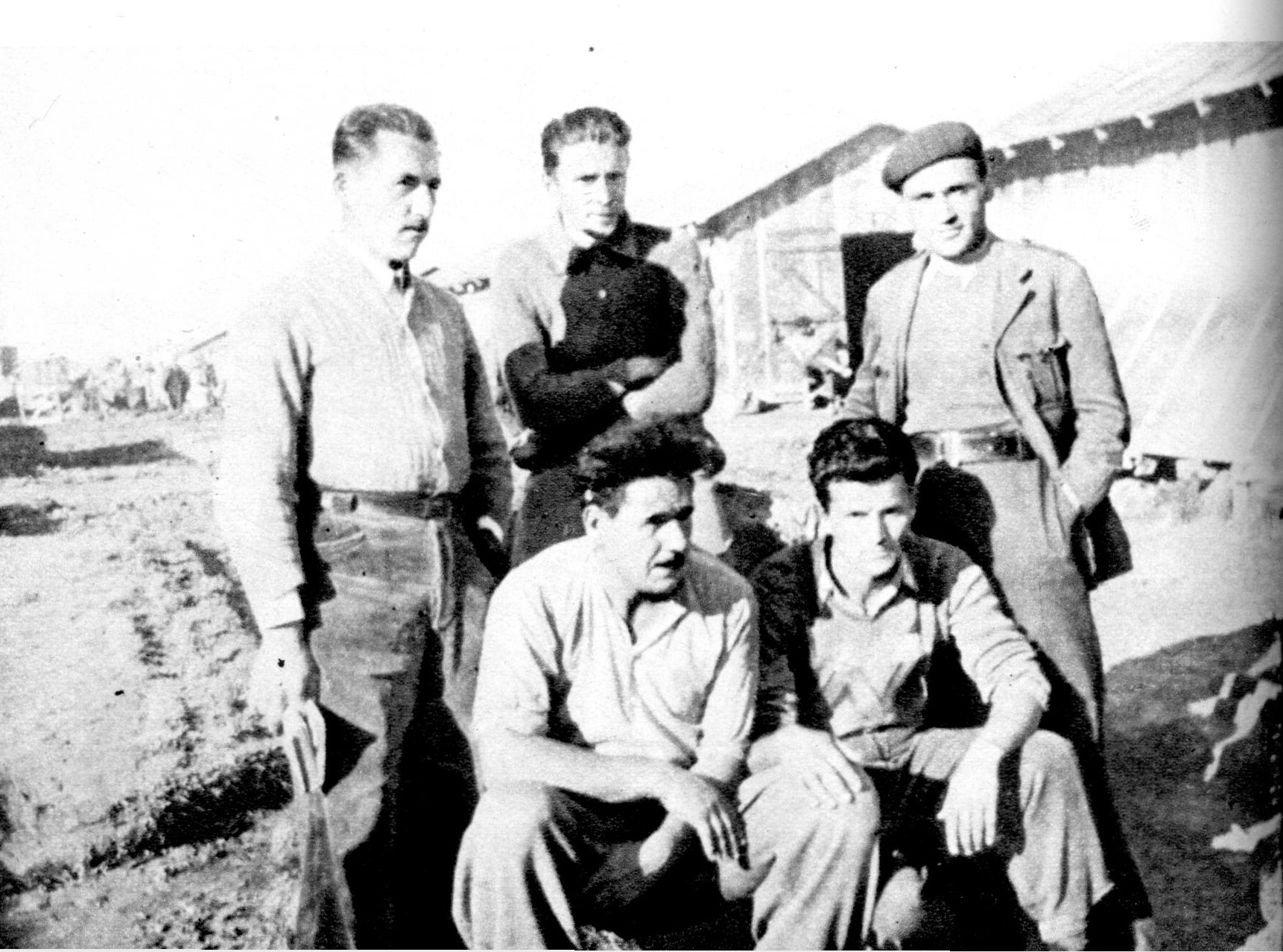
Volontari jugoslavi internati nel campo di Gurs

Campi di prigionia furono istituiti in tutta la Spagna; tra quelli provvisori e quelli di transito, ne furono costruiti circa 190, contenenti fra i 367 000 e i 500 000 internati. Di questi circa 90 000 furono inviati ai battaglioni di lavoro e inizialmente almeno 8 000 di loro negli stabilimenti militari, mentre circa 20 000 prigionieri furono inviati a scavare nella roccia della Sierra de Guadarrama per costruire il gigantesco monumento ai caduti nazionalisti del Valle de los Caídos. A Miranda de Ebro e San Pedro de Cardeña furono attrezzati campi speciali per i combattenti delle Brigate internazionali, molti dei quali furono inviati a ricostruire Belchite. Circa 250 000 detenuti, secondo i dati del ministero di Giustizia, vennero poi distribuiti in carceri che avevano posto soltanto per 20 000, con evidenti problemi di sovraffollamento che causarono migliaia di morti per epidemie, suicidi e inedia.
I nazionalisti cercarono di legittimare la propria necessità di repressione con una base scientifica fasulla che giustificasse il pericolo di «infezione bolscevica». Il maggiore Antonio Valejo Nágera, docente di psichiatria a Madrid, nel 1938 fondò un centro di indagine psicologica con 14 cliniche per studiare lo «psiquismo del fanatismo marxista», che arrivò a conclusioni draconiane circa la prevenzione dal dissoluzione razziale dell'Hispanidad (ossia l'espressione utilizzata per indicare «l'uomo spagnolo» come espressione di razza superiore e strumento di Dio nella difesa della religione cattolica). Tra queste misure, la più famosa rimane l'allontanamento di migliaia di figli da famiglie "sospette", che nel 1943 portò 12 043 bambini a essere sottratti alle proprie famiglie per essere consegnati all'Auxilio Social falangista, a orfanotrofi, a organizzazioni religiose o a famiglie scelte che si occupavano dell'indottrinamento delle nuove generazioni.
L'allontanamento dei bambini dalle loro madri «in nome di Dio e della Patria» dapprima venne disposto nei riguardi degli oppositori politici reali o presunti, poi fu allargato ai figli delle madri ritenute - in base a motivazioni pretestuose - di scarsa moralità. Questi niños robados venivano poi venduti o affidati a famiglie benestanti fedeli al regime; prima veniva dichiarata la morte del bambino scelto e quindi veniva rilasciato un nuovo certificato di nascita.
L'ossessione del controllo investì tutta la società spagnola, dall'infanzia fino all'età adulta, e soprattutto in campo lavorativo. La «Legge per la sicurezza dello Stato» varata nel marzo 1941 puniva severamente la propaganda illegale, gli scioperi e la diffusione di voci sgradevoli contro il regime, cose che vennero equiparate alla «ribellione militare» e quindi punibili con la morte, mentre la «Legge per la Repressione del Banditismo», varata per combattere i guerriglieri repubblicani che continuarono a combattere contro i franchisti nel dopoguerra, diede un ulteriore giro di vite alle libertà individuali, con decine di migliaia di arresti indiscriminati sulla base di semplici sospetti o «soffiate». I sindacati furono distrutti e le assunzioni e gli spostamenti lavorativi vennero regolati da un sistema di salvacondotti e di attestati di «affidabilità politica e religiosa»: i repubblicani sfuggiti alla prigione quindi, non potevano dimostrare la propria affidabilità politica a causa del loro passato, e divennero a tutti gli effetti cittadini di seconda classe, soprattutto se residenti nelle campagne, dove i braccianti vennero costretti a vivere in condizioni ancora più disumane di quelle esistenti prima del 1931 a causa della loro militanza politica.

## Analisi e conseguenze

### Cause della sconfitta della Repubblica
Il golpe nazionalista del 17-18 luglio 1936 militarmente andò incontro a un fallimento, tanto che il 25 luglio l'ambasciatore tedesco telegrafò a Berlino: «A meno che non si verifichino circostanze impreviste, è difficile sperare che la ribellione militare possa vincere».
Se alla fine il golpe produsse un conflitto civile lungo tre anni la responsabilità determinante fu l'ingerenza straniera di Italia e Germania in appoggio ai militari golpisti e il mancato appoggio delle nazioni democratiche nei confronti della Repubblica; Gran Bretagna e Stati Uniti chiusero le frontiere e impedirono qualsiasi aiuto concreto alla Repubblica, assumendo quell'atteggiamento di malcelata ostilità che costituì uno dei motivi della caduta della Repubblica. La Francia, che pure era guidata da un governo di Fronte Popolare, non volle perdere l'alleanza con gli stati anglosassoni per appoggiare il legittimo governo spagnolo, e di fatto voltò le spalle alla Repubblica, che non poté quindi rifornirsi di armi sul mercato internazionale, al contrario dei nazionalisti che venivano regolarmente riforniti dagli alleati dell'Asse.
Sebbene ben 14 000 dei 16 000 ufficiali dell'esercito passarono tra le file dei nazionalisti, decretando di fatto nel campo repubblicano lo scioglimento delle unità e della catena di comando, e nonostante i golpisti potessero sfruttare l’effetto sorpresa di una mobilitazione imprevista e improvvisa, nelle principali città del paese il popolo difese la Repubblica dimostrando peraltro quanto fosse sedimentata tra la popolazione la voglia di cambiamento nei confronti delle forze reazionarie che governavano la Spagna da secoli. L'esercito ribelle si trovò di fronte una vasta difesa miliziana, che seppur impreparata e male armata mobilitò una tale quantità di popolazione che le consentì di reggere l'urto nelle grandi città e di salvare due terzi del paese. Ma questa reazione popolare oltre a non essere stata sufficiente a sedare del tutto le rivolte, palesò anche la totale impreparazione del governo e la sottovalutazione del pericolo dei politici repubblicani nei confronti della rivolta dei militari.
Lo storico Raymond Carr in Storia della Spagna 1808-1939, sostiene che esisteva un chiaro disegno politico, appoggiato dai presidenti della Repubblica e del Consiglio dei ministri, che, sottovalutando la forza dei rivoltosi, riteneva di poter riuscire a stroncare facilmente la rivolta nella penisola per poi intervenire in Marocco, di modo che, una volta sconfitti i generali faziosi, le forze armate sarebbero state epurate dagli elementi inaffidabili e la Repubblica avrebbe potuto contare su un esercito totalmente fedele. In ogni caso non fu concertato un programma d'azione e una tattica precisa contro i congiurati; in realtà si temeva sia l'avanzata del fascismo, sia una maggiore presa di potere delle forze popolari. Quando la rivolta scoppiò in Marocco nel pomeriggio del 17 luglio 1936 il primo ministro Casares Quiroga, anziché impartire rapide e decisive disposizioni per stroncare la rivolta, diede le dimissioni, creando un vuoto di potere in un momento delicatissimo. A sua volta il presidente della Repubblica Azaña, anziché nominare quale sostituto un personaggio deciso e capace, affidò a Martínez Barrio il compito di negoziare un accordo con il generale Mola, offrendogli il Ministero della Guerra, nonostante le precarie condizioni di salute di Barrio e la sua poca propensione alla gestione di situazioni critiche. Di fronte al rifiuto del militare e spaventato dalle manifestazioni di piazza che reclamavano la consegna di armi al popolo, anche Martínez Barrio rinunciò al mandato ricevuto.
La debolezza e l'indecisione del governo e dei suoi organi periferici trasferì il potere in mano a comitati cittadini che subito organizzarono loro milizie e questo anche per il grave errore del governo di sciogliere l'esercito e congedare le truppe, all'inizio della sollevazione, lasciando così il paese senza unità militari organizzate e senza l'infrastruttura indispensabile per una veloce ricostituzione delle forze armate. Il localismo del potere civile e militare impedì l'adozione di contromisure di più ampio respiro, soprattutto fu sottovalutata la decisiva importanza dei porti dell'Andalusia e dello stretto di Gibilterra per i ribelli, da cui la mancata concentrazione del massimo sforzo iniziale - terrestre, aereo e marittimo - per mantenerli sotto il controllo repubblicano. 
Di lì, infatti, vennero prima i soldati mercenari che avrebbero cambiato il rapporto di forze: marocchini e legionari, poi, lì, l'intervento nazista e fascista concentrerà i suoi maggiori sforzi, con lo sbarco di materiale e truppe. Ed era proprio sull'Armata d'Africa che i rivoltosi contavano, mentre nella confusione dei primi giorni dell'alzamiento, mancando una direzione militare unitaria delle operazioni, tutto fu lasciato all’iniziativa dei comitati locali, che naturalmente si preoccuparono dei fronti a loro più vicini. Da Barcellona si andò a combattere in Aragona, la perdita di Saragozza era per gli anarchici intollerabile; da Madrid si salì sulle sierre o si andò a Toledo dove i ribelli resistevano nell'Alcázar. Non si comprese che il pericolo era più a Sud, e si lasciò che le improvvisate formazioni di miliziani inesperti affrontassero i professionisti dell'Armata d'Africa, che in tre mesi percorsero oltre quattrocento chilometri dallo stretto di Gibilterra a Madrid, lasciando dietro di sé una scia di sangue che intimorì notevolmente le impreparate truppe repubblicane, con ovvie conseguenze sul morale dei difensori.
Solo alla fine di settembre si procedette alla militarizzazione delle milizie, primo passo per la costituzione di un esercito organizzato, iniziando a porre fine ad una situazione di caos generata dal fatto che ogni gruppo politico o sindacale disponeva di sue unità combattenti e le utilizzava secondo i propri disegni. Ma l'esercito, creato quasi ex novo, aveva come struttura base le brigate miste; mancò però la predisposizione di un piano generale organico per la conduzione della guerra, che mobilitasse tutte le risorse militari, umane, economiche ed industriali, coordinato da un efficiente comando unico. 
Mancò poi una concezione moderna della guerra, cioè la capacità di sfruttare gli sviluppi delle offensive o delle controffensive, fondate sulla potenza di fuoco e mobilità delle riserve, nella coordinazione rigorosa delle operazioni terrestri, aeree, e marittime. Si attaccarono posizioni nemiche fortificate con attacchi frontali estremamente sanguinosi con scarso appoggio di artiglieria, carri armati ed aviazione, che pochi agguerriti difensori potevano contenere. Una concezione simile a quella che si era vista durante la prima guerra mondiale che non portò a nulla, e che, assieme alla tendenza di concentrare eccessivamente le truppe sul fronte madrileno, quando il centro di gravità della guerra si era già sviluppato in altri settori - Aragona, Levante, Ebro, Estremadura, Catalogna - non permise un'efficace disposizione delle riserve dove servivano di volta in volta.
A golpe avviato molti dirigenti repubblicani e socialisti moderati spinsero verso un accordo con i nazionalisti nel tentativo di salvare la Repubblica, anche a discapito delle conquiste sociali ottenute negli anni precedenti, e mantenere il potere centrale. La vecchia classe politica, soprattutto liberale e repubblicana, era in un certo senso abituata alle sollevazioni militari; normalmente la classe politica liberale chinava la testa di fronte alle richieste dei militari e le ribellioni tendevano a concludersi in poco tempo dopo la restaurazione dei normali interessi. Ma nell'estate del 1936, dopo anni di radicalizzazione delle posizioni politiche, le forze politiche di sinistra non erano più disposte a rinunciare ancora una volta alle conquiste sociali ottenute. In questo contesto si sviluppò quindi una delle concause della sconfitta della Repubblica, ossia i contrasti politici interni alla Repubblica stessa. Le forze anarchiche e comuniste di sinistra oltre alla vittoria militare ponevano tra le prime priorità una riformulazione dei rapporti sociali interni alla Repubblica, non solo avviando una completa politica di nazionalizzazioni, ma anche procedendo con la collettivizzazione generale dell'economia e l'abolizione dei persistenti simboli dell'oppressione rappresentati dall'esercito, dai possidenti terrieri e dal clero.
Le due posizioni erano per motivi diversi insufficienti per ottenere successo nella lotta contro il fascismo internazionale. La prima avrebbe forse potuto produrre un accordo con i franchisti risparmiando tre anni di guerra, ma al prezzo del ritorno in Spagna dei rapporti politici pre-repubblicani e con una sostanziale vittoria delle destre di ogni risma. Soluzione, questa, ampiamente scartata da vasti pezzi di società spagnola ormai assuefatti allo scontro storico con la reazione. La seconda rischiava (e per certi versi ha fattivamente prodotto) uno scontro sociale interno di vaste proporzioni che avrebbe alienato una parte importante dei consensi alla causa repubblicana, oltre che disorganizzato ulteriormente la produzione e la militarizzazione inevitabile. Tra questi opposti si inserì una terza forza politica che destabilizzò ulteriormente il conflitto interno alla Repubblica; il PCE, che da partito irrilevante fino al giugno 1936, divenne via via una forza politica sempre più importante.
Per i comunisti sia l'esercito sia la più generale struttura politica avrebbero dovuto rispondere a un modello nuovo, quello del Fronte popolare, corrispondente alla definizione di «democrazia di tipo nuovo» immaginata in seguito al VII Congresso del Comintern del 1935 e successivamente teorizzata da Togliatti in riferimento alla lotta antifascista in Italia. Tra rivoluzione vagheggiata dagli anarchici e ritorno all'ordine pre-borghese, secondo il PCE esisteva la possibilità di portare avanti la mancata rivoluzione borghese in Spagna, indurre un avanzamento dei rapporti politici delle classi subalterne e successivamente, una volta vinto il confronto militare, procedere a una socializzazione dei mezzi di produzione. Una posizione non rivoluzionaria (ampiamente negata peraltro dagli stessi dirigenti a Mosca che non volevano incrinare i rapporti con le democrazie occidentali in prospettiva di una coalizione antifascista), ma che divenne quella più credibile in seno alla Repubblica e tra la popolazione, che aveva disperato bisogno di forze credibili capaci di dirigere la lotta contro i franchisti. Il controllo dell'esercito da parte dei comunisti fu poi facilitato enormemente dalla politica del non-intervento che impedì alla Repubblica di acquistare armi sul mercato internazionale, dunque l'unico referente in questo campo divenne l'Unione Sovietica, che poté facilmente imporre le proprie decisioni in campo militare alla Repubblica. D'altra parte però, i comunisti ricercarono comunque l'egemonia nelle strutture intermedie della società spagnola, a cominciare proprio dall'organizzazione dell'esercito, passando per la cultura e la questione agraria. Atteggiamento che indispettì non poco i dirigenti socialisti e anarchici oltre che liberali, timorosi che il controllo dei comunisti si estendesse a tutta la società in preparazione di una vera e propria dittatura di stampo sovietico, con relativi scontri politici che sfociarono anche in vere e proprie rappresaglie e scontri armati all'interno della Repubblica. Questi scontri portarono a esiti drammatici, come durante le giornate di maggio in cui il PCE epurò molti dirigenti anarchici e trozkisti, all'uccisione del leader marxista Andrés Nin, alle epurazioni di anarchici attuate dai servizi segreti spagnoli filo-stalinisti che portarono ad ulteriori rappresaglie contro i comunisti.
Lo scontro politico all'interno della Repubblica si radicalizzò nel maggio 1937 con l'insediamento del governo Negrín, che se da una parte spense gli entusiasmi rivoluzionari degli anarchici e dei sindacati di CNT/FAI e UGT, dall'altra diede ai comunisti la possibilità di centralizzare la produzione militare e la conduzione della guerra. Negrín sapeva che l'unica opportunità di vincere la guerra era consentire al PCE il controllo delle forze militari, condizione imprescindibile affinché Mosca continuasse l'invio di armamenti. Ma se i partiti politici mantennero la loro convinzione nel continuare a combattere, la vera flessione nella volontà di resistenza si ebbe nella popolazione civile sempre più logorata dal conflitto, che aveva meno da temere nella sconfitta, aveva idee meno chiare e convinzioni meno salde, era sempre più delusa dai rovesci militari e partecipava alla guerra perché chiamata alle armi. La capacità dei partiti di trascinare la popolazione nel corso della guerra venne meno, e a questo si unì anche la palese inadeguatezza della Repubblica sui campi di battaglia. Nonostante il controllo dei comunisti e la loro effettiva competenza in campo militare, la Repubblica non fu in grado di vincere alcuna battaglia decisiva, tolta probabilmente Guadalajara, né prima né dopo il governo Negrín. La ragione fu la palese superiorità militare e logistica dei nazionalisti, in primo luogo riguardo agli armamenti, non tanto nella quantità o nella qualità, quanto piuttosto nel loro utilizzo, non solo sotto lo stretto profilo dell'impiego in battaglia, ma soprattutto sotto l'aspetto logistico, cioè nel loro tempestivo e corretto impiego lì dove ce n'era bisogno, e ancor di più sotto l'aspetto strategico, ossia nella scelta rapida di dove impiegare le risorse e le armi. Tutto ciò rimanda quindi a grandi questioni di fondo strettamente connesse: la capacità di direzione militare e la capacità di direzione politica della guerra, questioni che se in guerra non vengono correttamente risolte portano a risultati scadenti.
La battaglia dell'Ebro fu l'esempio lampante di mancanza di coordinazione politico-militare in seno alla Repubblica. La battaglia venne affrontata dalla Repubblica nelle migliori condizioni possibili: il governo Negrín aveva il massimo dei consensi, il territorio repubblicano da poco privato delle provincie basche, era unito e privo di spinte indipendentiste, mentre i comunisti erano saldamente al comando dell'organizzazione militare. Ma i piani di Rojo, seppur validi a livello tattico, non avevano una direzione politico-militare concreta e nessun obiettivo se non quello temporaneo di distogliere truppe nazionaliste dall'avanzata di Valencia; mancava dunque un obiettivo strategico di più ampia portata che sarebbe stato possibile solo con una coordinazione con l'esercito del Centro di Miaja, il quale avrebbe dovuto attuare una prospettata (ma mai seriamente considerata) avanzata in Estremadura in modo tale da spezzare in due il territorio franchista e invadere l'Andalusia. 
La sanguinosa battaglia dell'Ebro raggiunse dunque l'obiettivo di distogliere Franco dall'attacco di Valencia, ma i leader nazionalisti sapevano che la superiorità materiale alla lunga avrebbe ribaltato la situazione, così Franco accettò di condurre la logorante battaglia consapevole di poterselo permettere, mentre il «duro colpo» con cui Rojo prevedeva di fiaccare il morale degli avversari non avvenne, e anzi, l'esercito repubblicano subì un tale logorio umano e materiale dal quale non poté più riprendersi, e continuò a resistere per il resto della guerra in pratica solo per la paura delle rappresaglie nazionaliste.

### L'esodo dei repubblicani
Negli ultimi giorni della Repubblica si assistette a una corsa angosciosa verso il mare nella speranza che navi britanniche o francesi potessero imbarcare verso i porti francesi coloro che sfuggivano dalla vendetta dei vincitori. Considerando anche i rifugiati che travalicarono i Pirenei durante l'avanzata franchista in Catalogna, furono circa 500 000 gli spagnoli, uomini, donne e bambini, che furono costretti a espatriare e a vivere come esuli per evitare la violenza dei franchisti, e assieme a loro gran parte degli artisti e degli intellettuali, tra cui la "generazione del '27". Artisti del calibro di Pablo Picasso, Joan Miró, Luis Buñuel, Rafael Alberti e molti altri intellettuali e artisti spagnoli, sostenitori della democrazia e, per questo, avversati dal franchismo, furono costretti a espatriare o preferirono non rientrare in patria. Si stima che del mezzo milione circa di persone entrate in Francia durante quella che gli storici spagnoli hanno definito La Retirada, rientrarono in Spagna in un primo tempo poco più di cinquantamila, a cui si aggiunsero più tardi altre decine di migliaia. La cifra totale dei rimpatri oscilla, a seconda delle fonti, da 75 000 a 280 000.

Esuli repubblicani a Pachuca in Messico. Il paese di Lázaro Cárdenas del Río ospitò circa 25000 repubblicani in fuga dal regime franchista

La solidarietà che li confortò nei campi di raccolta in Francia venne da privati ed organizzazioni volontarie, non da istituzioni statali, condizionate dalle forze reazionarie che esercitavano pressioni volte a respingere i «rossi di Spagna». In un periodo di crisi politica, rinvigorire la xenofobia latente e condizionare l'opinione pubblica facendo leva sul grave peso dei rifugiati per l'erario fu facile per la destra francese. Giornalisti come Léon Daudet, de l'Action française, e Henri Béraud, del Gringoire, orientarono e diedero tono al dibattito domandandosi se la Francia dovesse diventare «l'immondezzaio del mondo». Il governo Daladier, che nell'aprile 1938 aveva sostituito il governo delle sinistre presieduto da Léon Blum, emanò una serie di circolari limitanti prima l'entrata dei profughi (in un primo tempo solo donne e bambini e feriti gravi) e poi il soggiorno in Francia degli esuli, che via via proibirono «la residenza definitiva» o «la possibilità di esercitare qualsiasi mestiere».
Contro queste posizioni insorsero per fratellanza ideologica le forze progressiste, che promossero raccolte di fondi, e molte personalità culturali, religiose e politiche, che non potevano essere etichettate di sinistra, quali l'arcivescovo di Parigi, il presidente della Croce rossa francese, premi Nobel e scrittori famosi.
La burocrazia e la logistica della Francia peraltro non era preparata ad assorbire l'urto di una tale massa di profughi, dei quali molte migliaia erano feriti, malati o denutriti e abbisognavano di cure e trattamenti specifici, e durante i primi mesi dovettero vivere in condizioni pessime, raccolti in campi privi di servizi igienici, in tende temporanee e senza la possibilità di spostarsi. Ci volle del tempo prima che i campi profughi assumessero una parvenza di organizzazione, mentre diversi internati venivano reclutati da agricoltori della zona per i lavori agricoli, per cui potevano giornalmente uscire dai campi e ricevere un modesto salario.
Via via le comunità nei campi si diedero un'impronta di vita civile, nel campo di Argelès-sur-Mer sorse un mercatino, un'osteria, e con discrezione funzionava un bordello, "la casa de la Sevillana", dove cinque prostitute avevano ripreso la vecchia professione, mentre molti rifugiati ricevevano dalle organizzazioni di aiuto repubblicane piccole somme in denaro, che molti integravano lavorando presso i francesi o vendendo oggetti di loro produzione, fatti con i materiali più disparati.
Prendendo spunto da una circolare del Ministero dell'Interno, che dava istruzioni ai prefetti di istituire dei corsi di lingua francese, numerosi insegnanti e intellettuali internati iniziarono dei corsi di istruzione di varie materie ottenendo l'approvazione delle autorità francesi.
Con i miglioramenti anche la politica riprese vitalità e riaffiorarono, mai sopite, le divergenze che tanto danno avevano arrecato alla causa della Repubblica Spagnola, tanto da indurre le autorità francesi a effettuare arresti e trasferimenti di personalità o gruppi politici avversi.
Nacquero quotidiani stampati con mezzi di fortuna come la Voz de los Españoles di ispirazione comunista e il Buletín de los antifascistas descontentos de los campos internacionales di ispirazione anarchica.
I campi disciplinari furono un'altra pagina amara dell'esilio spagnolo: il forte di Collioure, vecchio castello adibito a carcere di quanti avevano tentato la fuga dai campi di internamento o si erano macchiati di qualche colpa grave; il campo di internamento di Gurs o quello di Le Vernet, ex campo di prigionia della prima guerra mondiale, in cui furono rinchiusi prima gli elementi di spicco anarchici, poi, con la firma del patto russo-tedesco, i comunisti prelevati dai campi o arrestati in Francia tra i fuoriusciti italiani, tedeschi e austriaci; i campi dell'Africa del Nord, dove vennero internati parte dei profughi provenienti dalle ultime province cadute in mano ai franchisti e in seguito, specie sotto il governo di Vichy, gli elementi più turbolenti, che avevano sobillato ribellioni o anche semplici proteste per il trattamento loro riservato. Tristemente famoso fu il campo di Djelfa.
Con l'occupazione tedesca della Francia, migliaia di spagnoli esuli politici in Francia che non riuscirono a scappare all'estero, furono ingoiati dal sistema concentrazionario nazista, tra loro forse il più famoso fu Largo Caballero che morì nel 1944 a Mauthausen. Si stima che gli spagnoli che furono deportati, (dei circa 10000 catturati nel giugno 1940 in Francia dai tedeschi o poco dopo dai collaborazionisti di Vichy) e detenuti per qualche tempo nelle isole del Canale fino agli ultimi condotti a Mauthausen, furono complessivamente circa 9000 e di questi quasi 7000 furono sterminati mentre poco più di 2000 conobbero la gioia della Liberazione. Altri 15000 spagnoli furono invece impiegati, con altri prigionieri, al lavoro coatto nell'Organizzazione Todt specialmente per la costruzione del vallo Atlantico. Complessivamente si stima che siano stati almeno 30000 gli spagnoli già rifugiati in Francia dopo la vittoria di Franco in Spagna che furono deportati nei territori del Reich e che di questi almeno la metà sia finita nei Lager. Secondo le autorità franchiste le SS non comunicarono mai la presenza di spagnoli nel sistema concentrazionario tedesco, ma la storiografia ha confermato che furono numerose, pur se non sistematiche, le segnalazioni di decessi o di altri eventi occorsi ai detenuti spagnoli, e non solo rivolte al Consolato di Vienna, ma anche all’Ambasciata di Berlino. Del resto, numerose furono pure le lettere contenenti richieste di notizie o suppliche inviate dalla Francia e anche dalla stessa Spagna da parenti dei deportati. Ciò rende evidente che il regime franchista considerò questi concittadini come nemici al pari di stranieri, non diversamente da come li classificarono i nazisti.

### La resistenza antifranchista

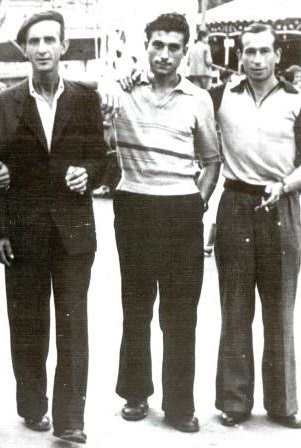
I partigiani spagnoli José Arroyo, Elio Ziglioli e Ricardo Martínez, Carmaux, 1948

Con la vittoria dei nazionalisti migliaia di repubblicani che non vollero o non poterono rifugiarsi all'estero ripararono sulle montagne della Spagna, e lì continuarono a combattere contro il franchismo. Col passare del tempo, di fronte alla feroce repressione nazionalista, sempre più persone preferirono scappare sui monti per sfuggire alla violenza e continuare a vivere, dando inizio ad un fenomeno resistenziale di carattere soprattutto difensivo che può essere diviso in due fasi: la prima, il «periodo dei fuggitivi», e la seconda di carattere propriamente guerrigliero.
Il primo periodo, che può essere datato tra il 1939 e il 1944, fu caratterizzato soprattutto da gruppi scarsamente organizzati, scollegati fra loro e senza una direzione comune, che sopravvivevano sulle montagne cercando di sfuggire alla repressione nazionalista, mentre il secondo, che può essere datato dal 1944 al 1950, vide la nascita del Comitato delle Milizie Antifasciste per mano di socialisti e anarchici, che fu un primo tentativo di organizzare il movimento resistenziale, ma una vera unificazione dei gruppi di resistenza si ebbe solo a partire dal 1944 sotto la direzione comunista spagnola operante nel sud-ovest della Francia.
Dopo la liberazione della Francia dall'occupazione nazista, il PCE preparò un duplice piano per la «riconquista» della Spagna: in parte mirava a un'invasione attraverso i Pirenei, e in parte voleva infiltrare gruppi di guerriglieri che dovevano organizzare una capillare rete di resistenza e spionaggio nella Spagna franchista. La vana speranza era che questo impegno avrebbe portato gli Alleati ad assumere un atteggiamento più duro nei confronti del fascismo spagnolo, e quindi fornire aiuti alla resistenza.
Nel settembre 1944 il dirigente comunista Jesús Monzón ordinò un attacco in forze dalla Val d'Aran, per proseguire poi su Lleida e creare una testa di ponte in cui insediare un governo di unità nazionale in grado di dirigere un'insurrezione di massa nel paese. Il 19 ottobre 1944 circa 4000 uomini al comando di Vicente López Tovar attaccarono in diversi punti lungo il confine pirenaico, penetrando di alcuni chilometri e occupando piccoli villaggi e presidii della Guardia Civil.

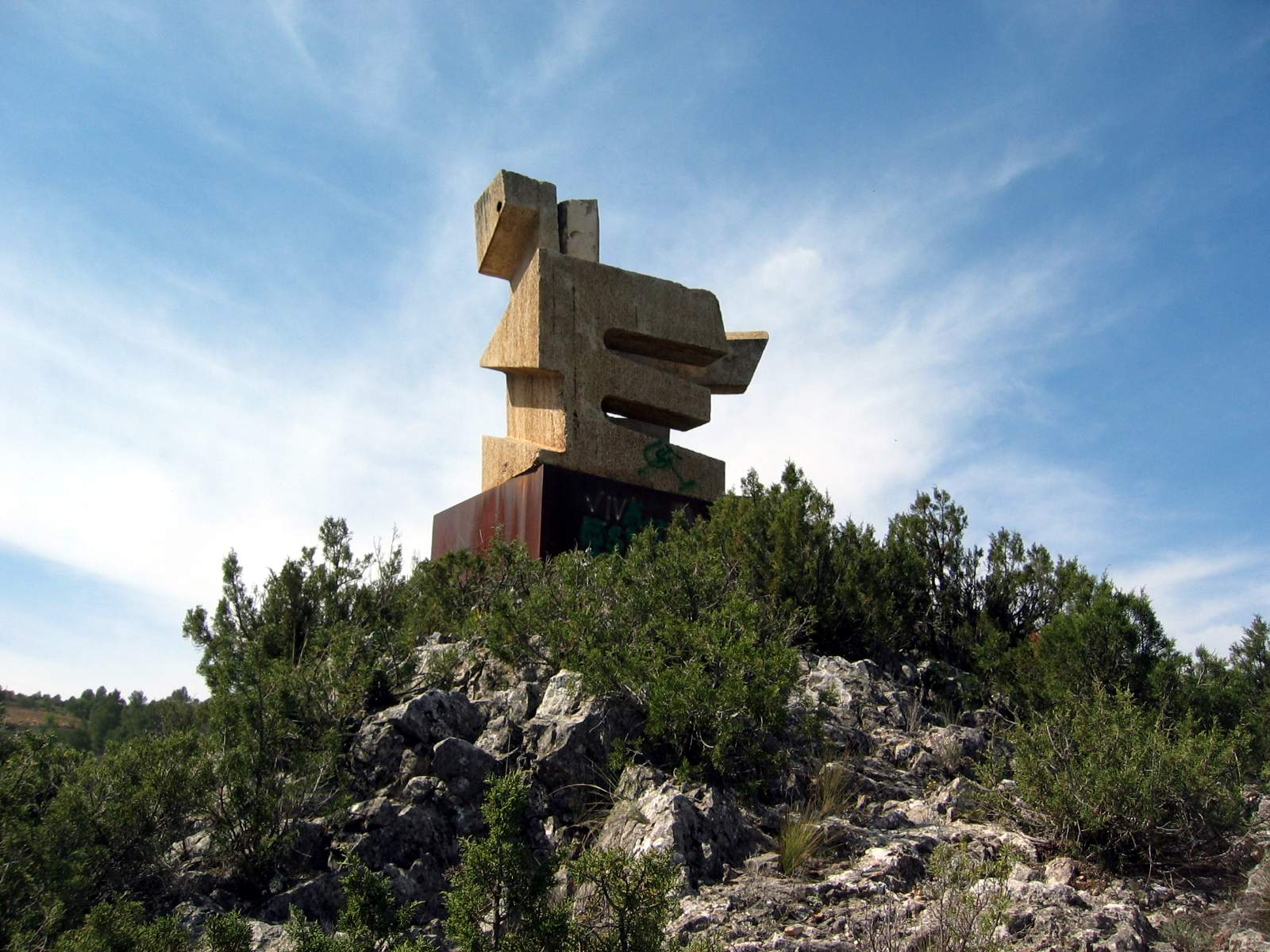
Monumento al "partigiano spagnolo", alture di Santa Cruz de Moya (Cuenca)

Intervennero rapidamente circa 40 000 marocchini al comando di Yagüe Blanco, e il 28 ottobre il comandante Tovar ordinò il ripiegamento oltre il confine dopo aver perso almeno 1200 dei 4000 uomini impiegati nell'azione. L'attività di guerriglia continuò nelle varie regioni della Spagna con nuclei di guerriglieri che operavano nelle zone urbane delle Asturie, della Galizia, nell'Aragona e della Catalogna con attacchi alle caserme falangiste e della Guardia Civil, ma la spietata repressione isolava inesorabilmente la resistenza. In Catalogna il PSUC organizzò un «esercito di guerriglieri», ma anche questo venne disperso nel 1947, seguito da un processo a 78 dei suoi elementi nella più grande corte marziale mai riunita in Spagna.
La repressione della guerriglia durante il cosiddetto «triennio del terrore» fra il 1947 e il 1949 fu spietata e senza tregua: in base alla «Legge sul banditismo e il terrorismo» promulgata ad hoc per istituzionalizzare la violenza anti-resistenziale, complessivamente vennero arrestate 60 000 persone durante i primi dieci anni dopo la fine della guerra civile, ma in realtà la guerriglia coinvolse una piccola parte della popolazione, probabilmente meno di 10 000 persone in tutta la Spagna. Gli ultimi guerriglieri superstiti furono Francisco Blancas, che guidò un gruppo di combattenti a Ciudad Real e Cáceres fino al 1955, quando riparò in Francia; Patricio Serra a Badajoz, che durò fino al 1954; Benigno Andrade che resistette in Galizia fino al 1952, quando venne catturato e giustiziato; José Castro Veiga abbattuto dalla Guardia Civil nel 1965 e Mario Rodríguez Losada che resistette fino al 1968, quando passò in Francia. Ma la resistenza spagnola non fu egemonizzata dai comunisti, ad esempio in Catalogna i guerriglieri più famosi furono anarchici, come Francisco Sabaté Llopart, Ramón Vila Capdevila, Josep Lluís Facerías e Marcelino Massana. Quest'ultimo riparò in Francia nel 1950; Facerías si rifugiò in Italia nel 1952 prima di tornare a Barcellona nel 1957 dove venne ucciso dalla polizia segreta franchista; mentre Llopart fu catturato e ucciso a Gerona nel 1960 e Capdevila subì la stessa sorte nel 1963.

### Esplicative
1. ↑  Ad esempio l'argomento sensazionalistico rimbalzato sulla stampa mondiale degli stupri commessi contro le suore non ha trovato riscontro nella storiografia successiva, se non in un caso. Come le voci di gente uccisa solo perché vestita in modo troppo borghese furono essenzialmente imputabili a un inevitabile complesso di persecuzione del ceto borghese. Vedi: Beevor, p. 102
2. ↑  Il PNV si ispirava a forti sentimenti religiosi e di obbedienza alla Chiesa, e molti sacerdoti baschi condividevano i sentimenti anti-franchisti della Repubblica, tanto che alcuni di essi, quando i nazionalisti si impossessarono dei Paesi Baschi, pagarono con la vita la loro scelta di campo. Vedi: Ranzato 2004, p. 414.
3. ↑  In questo quadro repressivo divennero famose le imprese del "Conte Rossi", pseudonimo di Arconovaldo Bonacorsi, ex squadrista bolognese, poi console della MVSN, inviato da Mussolini a Maiorca nell'agosto 1936.

Dopo la presa dell'isola da parte dei nazionalisti durante il golpe, a metà agosto Maiorca fu invasa dai repubblicani, e quindi riconquistata dai nazionalisti con l'aiuto degli italiani a metà settembre. Da quel momento per quattro settimane, sull'isola ci fu una spaventosa carneficina con la supervisione dello stesso Bonaccorsi, il quale era alla guida della falange locale con la quale organizzò un'operazione di sterminio sistematico dei potenziali oppositori, i quali erano assolutamente indifesi e disorganizzati, considerando anche la scarsa consistenza delle tendenze repubblicane sull'isola. Le stragi suscitarono la ripulsa dello scrittore francese Georges Bernanos, il quale le denunciò nel suo libro I grandi cimiteri sotto la luna lo sterminio degli oppositori politici sull'isola di Maiorca a cui parteciparono anche le truppe italiane. Vedi: Ranzato 2004, p. 394 e Preston 2004, p. 98.
4. ↑  Lo storico spagnolo Ángel Viñas in una pubblicazione del 2013 ha rivelato l’esistenza di quattro contratti, datati 1º luglio 1936, due settimane e mezzo prima del colpo di Stato, stipulati fra Sainz Rodríguez, noto esponente monarchico alfonsino, e l’ingegner Luigi Capè, rappresentante legale della Società Idrovolanti Alta Italia, produttrice dei noti Savoia-Marchetti. Contratti relativi alla fornitura per l’appunto di 12 Savoia 81, bombardieri che potevano fungere anche da aerei da trasporto, 21 Fiat CR32, 4 idrovolanti, oltre a centinaia di bombe, tonnellate di benzina e altro materiale, da consegnare non più tardi del 31 luglio. Il costo, che l’autore valuta grosso modo pari a 339 milioni di euro attuali, era probabilmente stato garantito, se non coperto, da Juan March, il cui cospicuo apporto finanziario al golpe di luglio è noto.
Secondo Viñas, Mussolini non poteva essere all'oscuro di ciò dato il controllo rigido che il regime esercitava sull’attività dei grandi gruppi economici e soprattutto sulle forniture militari. Così la decisione di inviare i mezzi aerei il 27 luglio 1936 non fu presa dopo la sollevazione militare, come sinora la storiografia aveva supposto, bensì prima, fatto che cambia sostanzialmente la lettura che sinora è stata data dell’internazionalizzazione della Guerra civile. Vedi: Marco Puppini, Guerra civile spagnola o europea? I miti del franchismo rivisitati (e demoliti) recensione de AA.VV., Los mitos del 18 de julio, Barcelona, Crítica, 2013, pp. 466, ISBN 978-84-9892-475-6
5. ↑  L'intervento in Spagna trovò consenso tra i ceti medio-alto borghesi, ma non ebbe lo stesso ampio consenso che caratterizzò la guerra d'Etiopia ad esempio, dato che non c'era alcuna prospettiva di vantaggi economici o territoriali, alcuna prospettiva di sfogo dell'emigrazione o semplicemente l'alibi di una conquista coloniale che attirasse le simpatie della popolazione. Vedi: Rochat, pp. 98-99.
6. ↑  Il fatto che gli anarco-sindacalisti della CNT andassero contro il loro principio di rifiuto dello Stato per accorrere in aiuto della Repubblica, dava la misura della gravità della situazione. Vedi: Preston 2004, p. 125.
7. ↑  La sostanziale avversità verso l'unità militare di anarchici e poumisti stava negli obiettivi politici che le varie organizzazioni davano a questa guerra. Mentre per socialisti e comunisti la parola d’ordine era Primero ganar la guerra ("Per prima cosa vincere la guerra") contro i golpisti, per la CNT, la FAI e il POUM era fare la rivoluzione. Questa cosa evidentemente era in contrasto con la formazione di un esercito della Repubblica, perché inevitabilmente un esercito guidato dalle forze al governo sarebbe stato un avversario di ogni ipotesi rivoluzionaria, e siccome la rivoluzione, almeno in Catalogna, era concretamente in corso, questa era meglio portarla avanti in un territorio senza militari che in uno presidiato da un esercito organizzato. Perché tale esercito, eventualmente sconfitto Franco, si sarebbe scagliato contro tutti i tentativi insurrezionali in quanto agente in difesa dell'ordine costituito. In terzo luogo, gli anarchici sapevano benissimo che probabilmente il nuovo esercito sarebbe stato egemonizzato dai comunisti, che dunque non avrebbero consentito fughe in avanti verso esperimenti di comunismo libertario, né in un futuro pacificato né tantomeno sotto la cappa della guerra civile. Vedi: Barile, pp. 111-112-113.
8. ↑  In quel momento il governo di Valencia e il governo basco, il cui esasperato indipendentismo minava la solidarietà tra i due poteri, erano in rapporti molto tesi, e in un clima di emergenza si crearono molti problemi. Il presidente del governo autonomo basco, José Antonio Aguirre assunse direttamente il comando delle operazioni rimuovendo il generale Llano de la Encomienda inviato da Valencia, mentre l'anticlericalismo di anarchici e comunisti era pesantemente osteggiato dai nazionalisti baschi cattolici e conservatori. Questi, consapevoli della disparità di forze, moltiplicarono i contatti con la Santa Sede, l'Italia e gli ambienti anglo-francesi per cercare una pace separata con Franco già prima dell'esito della campagna, e anche se questi contatti non portarono a nulla, palesano lo stato d'animo con cui il governo basco affrontò la situazione. Vedi: Ranzato 2004, pp. 490-491.
9. ↑  Il giorno successivo all'annuncio della formazione del governo, il diplomatico britannico Sir Robert Hodgson ebbe un incontro molto cordiale con Franco, a cui disse che l'atteggiamento della Gran Bretagna verso la Spagna era totalmente disinteressato e che Londra si augurava di poter avere relazioni amichevoli con il suo governo. Franco rispose che le prime leggi del suo governo «sarebbero state in sintonia con le idee inglesi». Vedi: Preston 1997, pp. 299-300.
10. ↑  Prieto in qualità di Ministro della Guerra aveva sempre cercato di mantenere l'esercito «staccato dalla militanza comunista» e per fare ciò aveva ostacolato e ridimensionato i comunisti rimuovendoli quando possibile dai posti di comando, promuovendo socialisti moderati e repubblicani. Entrò anche in contrasto con il capo dell'NKVD Aleksandr Orlov, per il controllo del Servicio de Información Militar (SIM), l'organo di polizia e controspionaggio militare che Prieto aveva creato nell'agosto 1937 e che i sovietici volevano ridurre a loro strumento. Prieto divenne dunque un ostacolo da rimuovere, e il disastro in Aragona fu l'occasione migliore per iniziare una campagna denigratoria contro di lui, che si risolse con la sua esclusione dal governo. Vedi: Ranzato 2004, pp. da 576 a 586

### Bibliografiche
1. 1 2   Stanley Sandler, Ground Warfare: An International Encyclopedia, Volume 1, ABC Clio, 2002,  p. 160, ISBN 15-7607-344-0.
2. 1 2 3  Beevor, p. 115.
3. ↑  Beevor, p. 107.
4. ↑  Ranzato 1995.
5. ↑  Ranzato 1995, pp. 10-14.
6. ↑  Preston 2004, p. 15.
7. ↑  Hobsbawm, p. 189.
8. ↑   R. A. C. Parker, Storia Universale Feltrinelli, Vol. 34, Il XX secolo, Europa 1918-1945, Milano, Feltrinelli Editore, 1969.
9. 1 2  Preston 2004, p. 14.
10. ↑  Beevor, p. 17.
11. ↑  Beevor, p. 18.
12. ↑  Beevor, pp. 18-19.
13. ↑  Beevor, p. 19.
14. ↑  Preston 2004, p. 16.
15. ↑  Preston 2004, pp. 18-19.
16. ↑  Beevor, pp. 20-21.
17. ↑  Beevor, pp. 21-25.
18. ↑  Preston 2004, pp. 22-23.
19. ↑  Beevor, p. 25.
20. ↑  Preston 2004, p. 24.
21. ↑  Beevor, p. 29.
22. ↑  Preston 2004, p. 25.
23. ↑  Preston 2004, p. 26.
24. ↑  Preston 2004, pp. 27-31.
25. ↑  Preston 2004, p. 28.
26. ↑  Preston 2004, p. 31.
27. ↑  Beevor, p. 33.
28. ↑  Preston 2004, pp. 36-37.
29. ↑  Beevor, pp. 35-37.
30. ↑  Preston 2004, pp. 38-39-42.
31. ↑  Preston 2004, pp. 40-41.
32. ↑  Preston 2004, pp. 44-45.
33. ↑  Preston 2004, pp. 41-42.
34. ↑  Preston 2004, p. 33.
35. ↑  Preston 2004, p. 34.
36. ↑  Preston 2004, p. 45.
37. 1 2  Ranzato 1995, p. 41.
38. ↑  Preston 2004, pp. 46-47.
39. ↑  Preston 2004, pp. 47-48.
40. ↑  Preston 2004, p. 48.
41. ↑  Preston 2004, pp. 49-50.
42. ↑  Preston 2004, p. 50.
43. 1 2  Preston 2004, p. 52.
44. ↑  Preston 2004, p. 53.
45. ↑  Milza, p. 742.
46. ↑  Preston 2004, p. 54.
47. ↑  Preston 2004, pp. 54-55.
48. ↑  Preston 2004, pp. 56-57.
49. ↑  Preston 2004, pp. 58-59.
50. 1 2  Preston 2004, pp. 61-63.
51. ↑  Thomas Hugh, The Spanish civil war, p. 134.
52. 1 2  Ranzato 1995, p. 45.
53. ↑  Preston 2004, p. 63.
54. ↑  Preston 2004, p. 64.
55. ↑  Preston 2004, pp. 65-66.
56. ↑  Preston 2004, pp. 66-67.
57. ↑  Preston 2004, pp. 68-69.
58. ↑  Preston 2004, pp. da 70 a 72.
59. 1 2  Preston 2004, pp. 74-75.
60. ↑  Preston 2004, pp. da 77-80.
61. ↑  Beevor, p. 71.
62. ↑  Beevor, pp. da 71 a 73.
63. ↑  Beevor, pp. da 76 a 77.
64. ↑  Preston 2004, pp. 81-82.
65. ↑  Preston 2004, p. 83.
66. ↑  Beevor, pp. 78-79.
67. ↑  Beevor, p. 80.
68. ↑  Beevor, p. 82.
69. ↑  Beevor, p. 84.
70. ↑  Beevor, pp. 84-85.
71. ↑  Beevor, pp. 86-87.
72. ↑  Preston, pp. 88-89.
73. ↑  Preston, pp. 90-91.
74. ↑  Preston, p. 92.
75. ↑  Ranzato 2004, p. 292.
76. ↑  Ranzato 2004, p. 293.
77. ↑  Ranzato 2004, p. 294.
78. ↑  Ranzato 2004, p. 295.
79. ↑  Ranzato 2004, pp. 296-297.
80. ↑  Ranzato 2004, pp. 298-299.
81. ↑  Preston 1997, p. 159.
82. ↑  Beevor, p. 117.
83. ↑  Ranzato 2004, p. 406.
84. ↑  Ranzato 1995, p. 72.
85. 1 2  Beevor, p. 109.
86. ↑  Preston 2004, p. 99.
87. 1 2  Ranzato 2004, p. 385.
88. ↑  Beevor, p. 108.
89. ↑  Ranzato 2004, pp. 386-387.
90. ↑  Ranzato 2004, p. 388.
91. ↑  L'Aviazione Legionaria italiana fece di Maiorca la sua principale base operativa, da cui operava soprattutto contro i centri abitati lungo la costa mediterranea.
92. ↑  Ranzato 2004, pp. 388-389.
93. 1 2  Beevor, pp. 102-103.
94. ↑  Il cardinale Isidro Gomá y Tomás ritenne che le uccisioni fossero state motivate dalla partecipazione attiva alla politica da parte dei sacerdoti. Novanta sacerdoti erano sospettati di appartenere al Partito Nazionalista Basco, nonostante molti simpatizzanti del nazionalismo basco fossero stati inviati all'estero dai loro vescovi. Nello stesso periodo 69 sacerdoti baschi furono uccisi per mano dei repubblicani. Vedi (ES)  Paul Preston, El holocausto español : odio y exterminio en la Guerra civil y después, Barcelona, Debate, 2011, pp. 566-569
95. ↑  (ES)  Paul Preston, El holocausto español : odio y exterminio en la Guerra civil y después, Barcelona, Debate, 2011, p. 566
96. ↑  Ranzato 2004, p. 409.
97. ↑  Ranzato 2004, p. 411.
98. ↑  In riferimento alle truppe nordafricane dell'Armata d'Africa lasciate libere di seminare violenza e distruzione nelle zone occupate.
99. ↑  Ranzato 2004, pp. 412-413.
100. ↑  Preston 2004, p. 156.
101. 1 2  Beevor, pp. 111-112-113.
102. ↑  Preston 2004, p. 85.
103. ↑  Beevor, p. 113.
104. ↑  Preston 2004, p. 105.
105. ↑  Beevor, p. 114.
106. ↑  Preston 2004, p. 93.
107. ↑  Milza, pp. 742-743.
108. ↑  Ranzato 2004, p. 308.
109. 1 2  Milza, p. 744.
110. ↑  Rochat, pp. 98-99.
111. ↑  Milza, p. 743.
112. ↑  A seguito dei primi bombardieri, il 6/7 agosto arrivarono in Spagna 27 caccia Fiat C.R.32, il 12 agosto 3 idrovolanti e il 19 altri 6 caccia. Vedi: Beevor, p. 164.
113. ↑  Preston 2004, p. 95.
114. ↑  Ranzato 2004, pp. 308-309-311.
115. ↑  Ranzato 2004, p. 310.
116. ↑  Preston 2004, p. 112.
117. ↑  Preston 2004, p. 110.
118. ↑  Preston 2004, p. 111.
119. ↑  Preston 2004, pp. 112-113.
120. ↑  Preston 2004, p. 113.
121. ↑  Preston 2004, p. 114.
122. ↑  Preston 2004, pp. 115-116.
123. ↑  Preston 2004, p. 116.
124. ↑  Preston 2004, p. 124.
125. ↑  Preston 2004, pp. 122-123.
126. ↑  Ranzato 2004, pp. 314-315.
127. ↑  Ranzato 2004, p. 340.
128. ↑  Preston 2004, pp. 116-117.
129. ↑  Traverso, p. 131.
130. ↑  Hobsbawm, p. 192.
131. ↑  Acciai, p. 37.
132. ↑  Hobsbawm, pp. 194-195.
133. ↑  Traverso, p. 206.
134. ↑  Traverso, pp. 206-207.
135. ↑  Traverso, p. 205.
136. ↑  Ranzato 2004, pp. da 352 a 356.
137. ↑  Ranzato 2004, pp. 358-359.
138. ↑  Ranzato 2004, pp. 364-365.
139. ↑  Ranzato 2004, p. 366.
140. ↑  Ranzato 2004, p. 367.
141. ↑  Ranzato 2004, pp. 369-370.
142. ↑  Beevor, pp. 189-190.
143. ↑  Beevor, pp. 194-195.
144. ↑  Beevor, p. 98.
145. ↑  Beevor, p. 140.
146. ↑  Preston 1997, pp. 165-166.
147. ↑  Preston 1997, pp. 167-168.
148. ↑  Preston 1997, pp. 168-169-176.
149. ↑  Preston 1997, p. 170.
150. ↑  Preston 1997, p. 176.
151. ↑  Preston 1997, pp. 176-181.
152. ↑  Preston 1997, pp. 181-182.
153. 1 2  Preston 2004, p. 104.
154. ↑  Preston 1997, p. 185.
155. 1 2  Preston 1997, p. 190.
156. ↑  Ranzato 2004, pp. 271-272.
157. ↑  Ranzato 2004, pp. 274-275.
158. ↑  Preston 1997, pp. 202-203.
159. ↑  Preston 1997, p. 203.
160. 1 2  Preston 1997, p. 204.
161. ↑  Preston 2004, pp. 125-126.
162. ↑  Preston 2004, pp. 126-127.
163. ↑  Preston 2004, p. 128.
164. ↑  Barile, p. 115.
165. ↑  Barile, p. 116.
166. ↑  Preston 2004, pp. 130-131.
167. ↑  Preston 2004, p. 131.
168. ↑  Preston 2004, pp. 133-135.
169. ↑  Preston 2004, p. 137.
170. 1 2  Preston 1997, pp. 206-207.
171. ↑  Preston 2004, p. 138.
172. ↑  Preston 2004, p. 144.
173. ↑  Preston 2004, p. 145.
174. ↑  Preston 2004, p. 148.
175. ↑  Ranzato 2004, p. 376.
176. ↑  Preston 2004, pp. 150-151.
177. 1 2  Ranzato 2004, p. 377.
178. ↑  Ranzato 2004, pp. 378-379.
179. ↑  Ranzato 2004, pp. 380-381.
180. ↑  Preston 1997, p. 238.
181. ↑  Preston 1997, p. 239.
182. ↑  Preston 1997, pp. 239-240.
183. ↑  Preston 1997, pp. 240-241.
184. ↑  Preston 1997, pp. 241-242.
185. ↑  Beevor, p. 266.
186. ↑  Preston 1997, p. 243.
187. ↑  Ranzato 2004, pp. 492-493.
188. ↑  Ranzato 2004, p. 493.
189. ↑  Preston 1997, pp. 277-278.
190. ↑  Preston 1997, pp. 280-281.
191. ↑  Preston 1997, pp. 282-283.
192. ↑  Preston 1997, pp. 283-284.
193. ↑  Ranzato 2004, pp. 493-494.
194. ↑  Ranzato 2004, pp. 494-495.
195. 1 2  Ranzato 2004, p. 495.
196. ↑  Ranzato 2004, pp. 484-485.
197. ↑  Ranzato 2004, pp. 488-489.
198. ↑  Ranzato 2004, p. 497.
199. ↑  Preston 2004, p. 211.
200. ↑  Ranzato 2004, p. 498.
201. ↑  Ranzato 2004, pp. 390-391.
202. ↑  Preston 2004, pp. 211-212.
203. 1 2  Preston 1997, p. 297.
204. ↑  Preston 1997, pp. 269-289.
205. ↑  Preston 1997, pp. 293-294.
206. ↑  Preston 1997, p. 294.
207. ↑  Preston 1997, p. 298.
208. ↑  Preston 2004, pp. 214-215.
209. ↑  Preston 2004, p. 215.
210. ↑  Preston 1997, p. 302.
211. ↑  Ranzato 2004, p. 568.
212. ↑  Ranzato 2004, pp. 568-569.
213. ↑   Edoardo Mastrorilli, Guerra civile spagnola, intervento italiano e guerra totale, Barcellona, Universitat Autònoma de Barcelona, 2014,  pp. 79-81.
214. ↑  Preston 1997, p. 303.
215. ↑  Ranzato 1995, p. 106.
216. 1 2  Ranzato 1995, p. 107.
217. ↑  Ranzato 2004, pp. 589-590.
218. 1 2  Ranzato 1995, p. 108.
219. ↑  Preston 1997, pp. 305-306.
220. 1 2  Preston 1997, p. 307.
221. ↑  Preston 2004, p. 217.
222. ↑  Preston 1997, p. 308.
223. ↑  Ranzato 1995, pp. 109-110.
224. ↑  Ranzato 1995, p. 110.
225. ↑  Preston 1997, p. 312.
226. ↑  Preston 2004, p. 221.
227. ↑  Ranzato 2004, p. 631.
228. ↑  Ranzato 2004, p. 632.
229. ↑  Ranzato 2004, p. 633.
230. ↑  Ranzato 2004, p. 635.
231. ↑  Ranzato 2004, p. 636.
232. ↑  Ranzato 2004, pp. 637-638.
233. ↑  Ranzato 2004, pp. 639-640.
234. ↑  Ranzato 2004, pp. 629-630.
235. ↑  Preston 2004, p. 222.
236. ↑  Ranzato 2004, p. 630.
237. ↑  Preston 1997, p. 316.
238. ↑  Preston 1997, p. 317.
239. ↑  Preston 1997, p. 319.
240. ↑  Preston 1997, p. 320.
241. ↑  Preston 1997, pp. 320-321.
242. ↑  Preston 1997, p. 321.
243. ↑  Ranzato 2004, p. 653.
244. ↑  Ranzato 2004, p. 654.
245. ↑  Preston 1997, p. 322.
246. 1 2 3 4 5 6   Pietro Ramella, "La retirada" - L'odissea di cinquecentomila repubblicani spagnoli dopo la fine della guerra civile, su storia900bivc.it, ISREC Biella e Vercelli, 1997. URL consultato il 19 luglio 2005 (archiviato dall'url originale il 17 maggio 2008).
247. ↑  Preston 2004, p. 229.
248. ↑  Ranzato 2004, pp. 657-658.
249. ↑  Beevor, p. 455.
250. ↑  Beevor, p. 452.
251. ↑  Beevor, pp. 456-457.
252. 1 2 3  Beevor, p. 457.
253. ↑  Preston 1997, pp. 344-345.
254. ↑  Beevor, p. 458.
255. ↑  Preston 2004, p. 233.
256. 1 2  Preston 2004, p. 234.
257. ↑  Ranzato 2004, p. 662.
258. ↑  Ranzato 1995, pp. 120-121.
259. ↑  Ranzato 1995, p. 121.
260. ↑  Preston 1997, p. 327.
261. ↑  Preston 1997, pp. 330-331.
262. ↑  Preston 1997, p. 343.
263. ↑  Preston 1997, p. 350.
264. ↑  Preston 1997, p. 353.
265. ↑  Preston 1997, pp. 408-424.
266. ↑  Ranzato 1995, p. 120.
267. ↑  Ranzato 2004, pp. 658-659.
268. ↑  Beevor, p. 460.
269. ↑  Beevor, p. 459.
270. ↑  Ranzato 2004, pp. 659-660.
271. ↑  Preston 2004, p. 231.
272. ↑  Beevor, pp. 459-461.
273. 1 2 3   Massimiliano Ilari, La giustizia di Franco. La repressione franchista e il movimento libertario spagnolo 1939-1951, Chieti, Centro studi libertari "Camillo Di Sciullo", 2005,  p. 43.
274. 1 2  Beevor, p. 462.
275. ↑   Marco Puppini, Recensione di "Una memoria squilibrata. I desaparecidos e i niños robados: le vittime. innocenti del regime franchista" di Piero Badaloni, n. 42, Spagna Contemporanea, 2012,  p. 154.
276. ↑  Preston 2004, p. 232.
277. ↑  Barile, p. 85.
278. ↑  Barile, pp. 85-86.
279. 1 2 3 4   Pietro Ramella, Gli errori e la sconfitta della Repubblica Spagnola nel 1936-39, in l'impegno, n. 2, 2002,  pp. 31-39, ISSN 0393-8638 (WC · ACNP).
280. 1 2 3 4   Alessandro Barile, Il senso della guerra civile spagnola, ottant'anni dopo, gennaio/marzo 2016, Rivista di Studi Politici - "S. Pio V"., XVIII,  pp. 55-69.
281. ↑  Beevor, p. 485.
282. ↑  Ranzato 1995, pp. 103-104.
283. ↑  Ranzato 1995, pp. 104-105.
284. ↑  Ranzato 1995, pp. 108-110.
285. ↑  Ranzato 1995, pp. 110-111.
286. ↑   Marco Brunazzi, Recensione de "Spaniards in the Holocaust. Mauthausen, the horror on the Danube" di David Wingeate Pike, n. 20, Spagna Contemporanea, 2001,  p. 267.
287. ↑  Beevor, p. 475.
288. ↑  Beevor, p. 476.
289. ↑  Beevor, pp. 477-478.
290. ↑  Beevor, p. 478.